# National Recording Registry

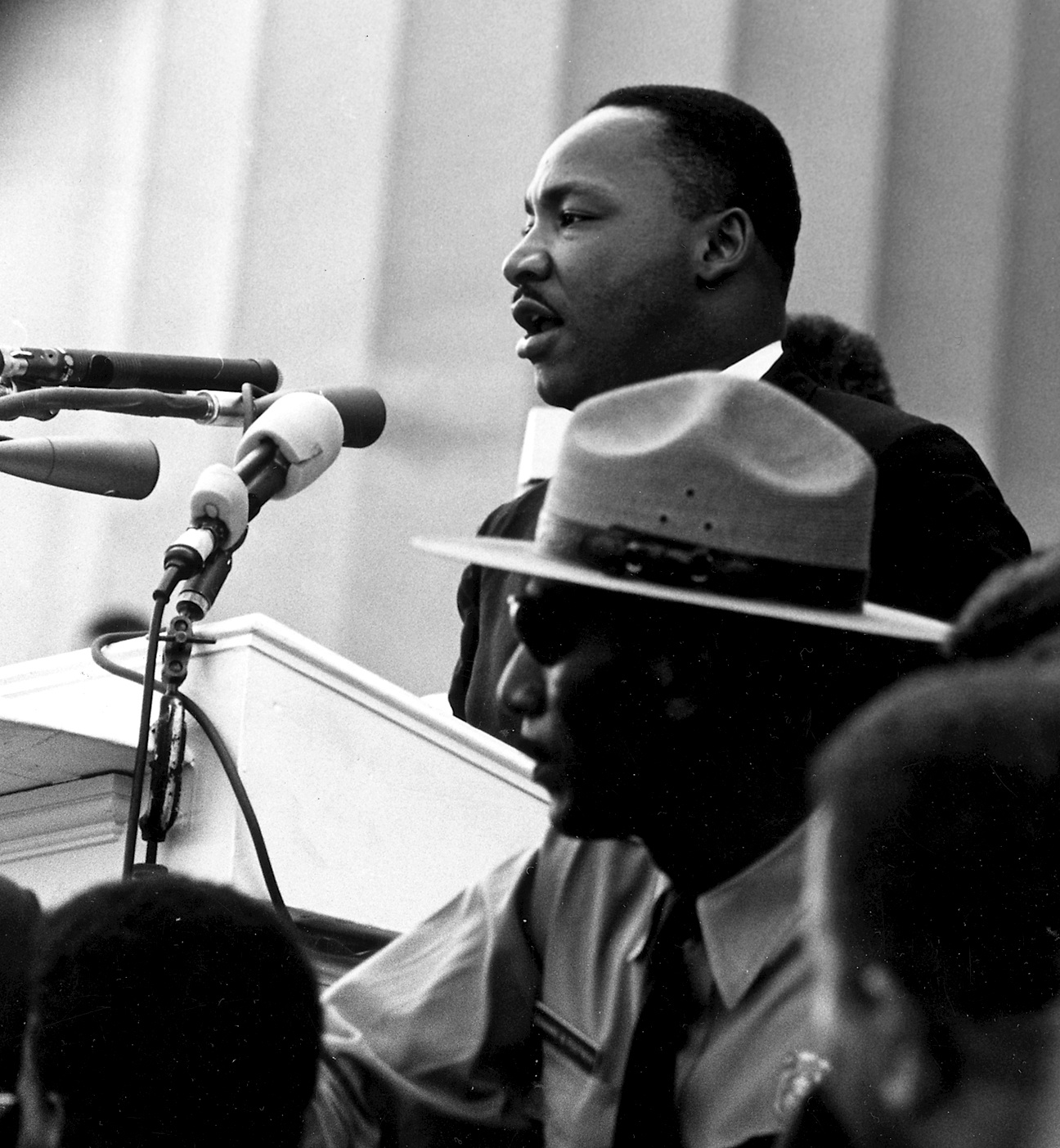
Martin Luther Kings Rede „I Have a Dream“ war eine der 50 Aufnahmen, die dem United States National Recording Registry im ersten Jahr seiner Existenz hinzugefügt wurde.

Das National Recording Registry ist das Verzeichnis US-amerikanischer Tondokumente, die als besonders erhaltenswert angesehen werden, da sie „kulturell, historisch oder ästhetisch wichtig sind oder über das Leben in den Vereinigten Staaten informieren oder dieses reflektieren“. Das Register wurde auf der Grundlage des National Recording Preservation Act aus dem Jahr 2000 aufgebaut. Auf Grundlage dieses Gesetzes wurde auch das National Recording Preservation Board geschaffen, dessen Mitglieder vom Librarian of Congress benannt werden. Neue Tonaufzeichnungen, die ins National Recording Registry zwecks Aufbewahrung in der Library of Congress aufgenommen werden sollen, werden jährlich nominiert und vom National Recording Preservation Board ausgewählt.

## Hintergrund
Das gesetzgeberische Ziel des National Recording Preservation Act der Vereinigten Staaten aus dem Jahr 2000 war es, ein nationales Programm zu entwickeln, um Amerikas Erbe an Tonaufnahmen zu schützen. Das Gesetz führte zur Schaffung des National Recording Registry, des National Recording Preservation Board und einer Fundraising-Stiftung, um die Leistungen des Boards zu unterstützen. Das Gesetz hat das Register speziell zur Erhaltung, Konservierung und Sammlung von Tonaufzeichnungen eingerichtet, die kulturell, historisch oder ästhetisch signifikant sind.
Jedes Kalenderjahr erfolgen öffentliche Nominierungen für die Aufnahme in die Auswahlliste des jeweiligen Jahres, die Auswahl wird im folgenden Frühjahr bekanntgegeben. Anfang 2002 begann das National Recording Preservation Board mit seiner jährlichen Tätigkeit zuvor nominierte Tonaufzeichnungen auszuwählen. In den ersten vier Jahren wurden je fünfzig Tonaufzeichnungen ausgewählt und in das National Recording Registry aufgenommen. Seit 2006 wurden jährlich 25 Aufnahmen ausgewählt. Damit sind bis zum Jahr 2017 insgesamt 475 Tonaufzeichnungen im Register enthalten.
Jede jährliche Auswahlliste enthält oftmals Tonaufzeichnungen, die auch für die Aufnahme in die Bestände der audiovisuellen Sammlung des Nationalarchives der Vereinigten Staaten ausgewählt wurden. Diese Tonaufnahmen im National Recording Registry des Library of Congress, die meistens von politischer Natur sind, überlappen sich mit der audiovisuellen Sammlung des Nationalarchivs. Die folgenden Übersichten zeigen überlappende Tonaufzeichnungen und weisen aus, ob das Nationalarchiv das Original oder eine Kopie der Tonaufzeichnung hält.

## Nominierungskategorien
Nominierungen können in den folgenden Kategorien erfolgen:
- Blues
- Broadway/Musical Theatre/Soundtrack
- Cajun/Zydeco/„Swamp“
- Children’s recordings
- Choral
- Classical
- Comedy/Novelty
- Country/Bluegrass
- Documentary/Broadcast/Spoken Word
- Environmental
- Field
- Folk/Ethnic
- Gospel/Spiritual
- Heavy Metal
- Jazz
- Latin
- Pop (vor 1955)
- Pop (nach 1955)
- R&B
- Radio
- Rap/Hip-Hop
- Rock
- Technology

## Auswahlkriterien
Die Auswahlkriterien für das National Recording Registry sind die folgenden:
- Tonaufzeichnungen, die für das National Recording Registry ausgewählt werden, sind diejenigen, die kulturell, historisch oder ästhetisch bedeutend sind und/oder über das Leben in den Vereinigten Staaten informieren oder dieses reflektieren.
- Für den Zweck der Auswahl der Aufnahmen sind „Tonaufnahmen“ als Werke definiert, die aus der Fixierung einer Reihe von musikalischen, gesprochenen oder anderen Tönen resultieren, aber nicht die Klangkomponenten eines bewegten Bildes beinhalten, es sei denn, es steht als autonome Tonaufnahme zur Verfügung oder ist die einzige vorhandene Komponente des Werkes.
- Tonaufzeichnungen können eine einzelne Aufnahme oder eine Gruppe von verwandten Aufnahmen sein, können veröffentlicht oder unveröffentlicht sein, können Musik, Nicht-Musik, gesprochenes Wort oder Rundfunkaufzeichnung sein.
- Tonaufzeichnungen, für die keine Kopie der Aufzeichnung vorhanden ist, werden nicht in das National Recording Registry aufgenommen.
- Es sollte keiner Tonaufzeichnung die Aufnahme in das National Recording Registry verweigert werden, weil sie bereits an anderer Stelle aufbewahrt wird.
- Bis zehn Jahre nach der Erstellung der Tonaufzeichnung ist keine Tonaufzeichnung berechtigt in das National Recording Registry aufgenommen zu werden.

## Auswahl 2002

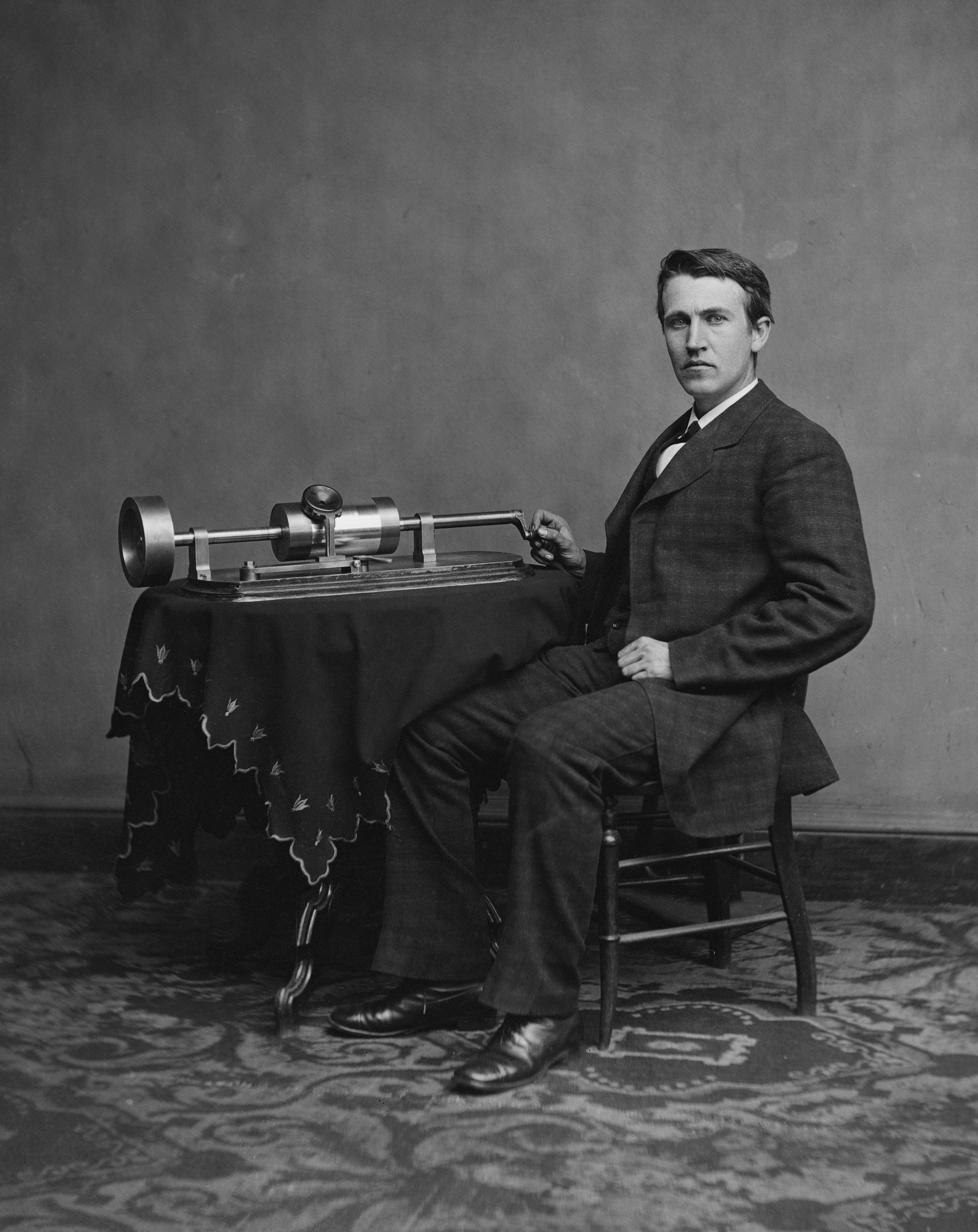
Ausgewählte Tonaufzeich-nungen für den Phonographen wurden dem Register 2002 hinzugefügt.

Am 27. Januar 2003 wurden die folgenden fünfzig vom National Recording Preservation Board ausgewählten Tonaufzeichnungen für das Jahr 2002 bekannt gegeben:
| Tonaufnahme oder -kollektion | Von                                                                    | Jahr/Datum             | National-archiv |
| --- | ---------------------------------------------------------------------- | ---------------------- | --------------- |

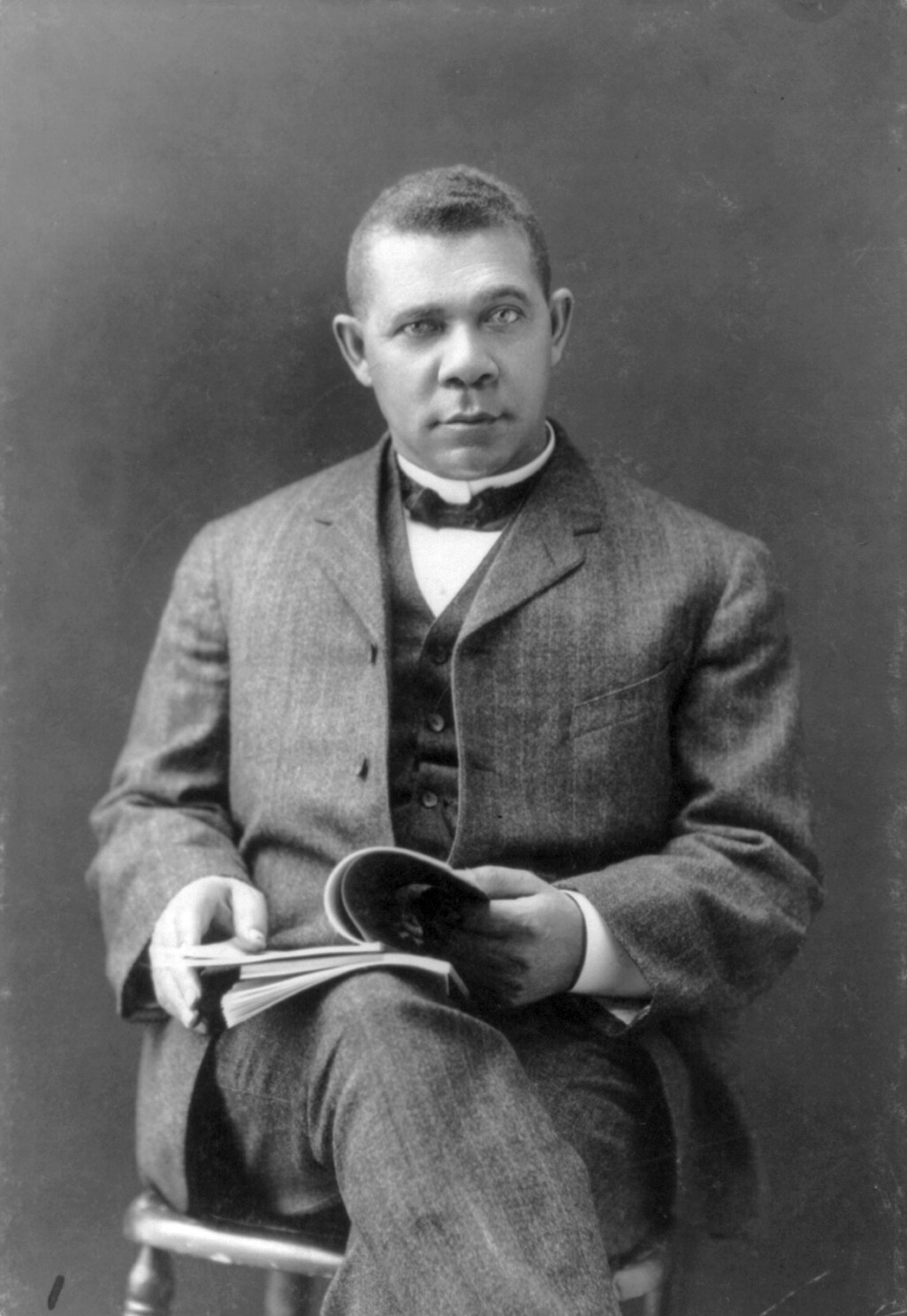
Booker T. Washington hält 1906 seine umstrittene Rede zum „Kompromiss von Atlanta“ aus dem Jahr 1895 noch einmal

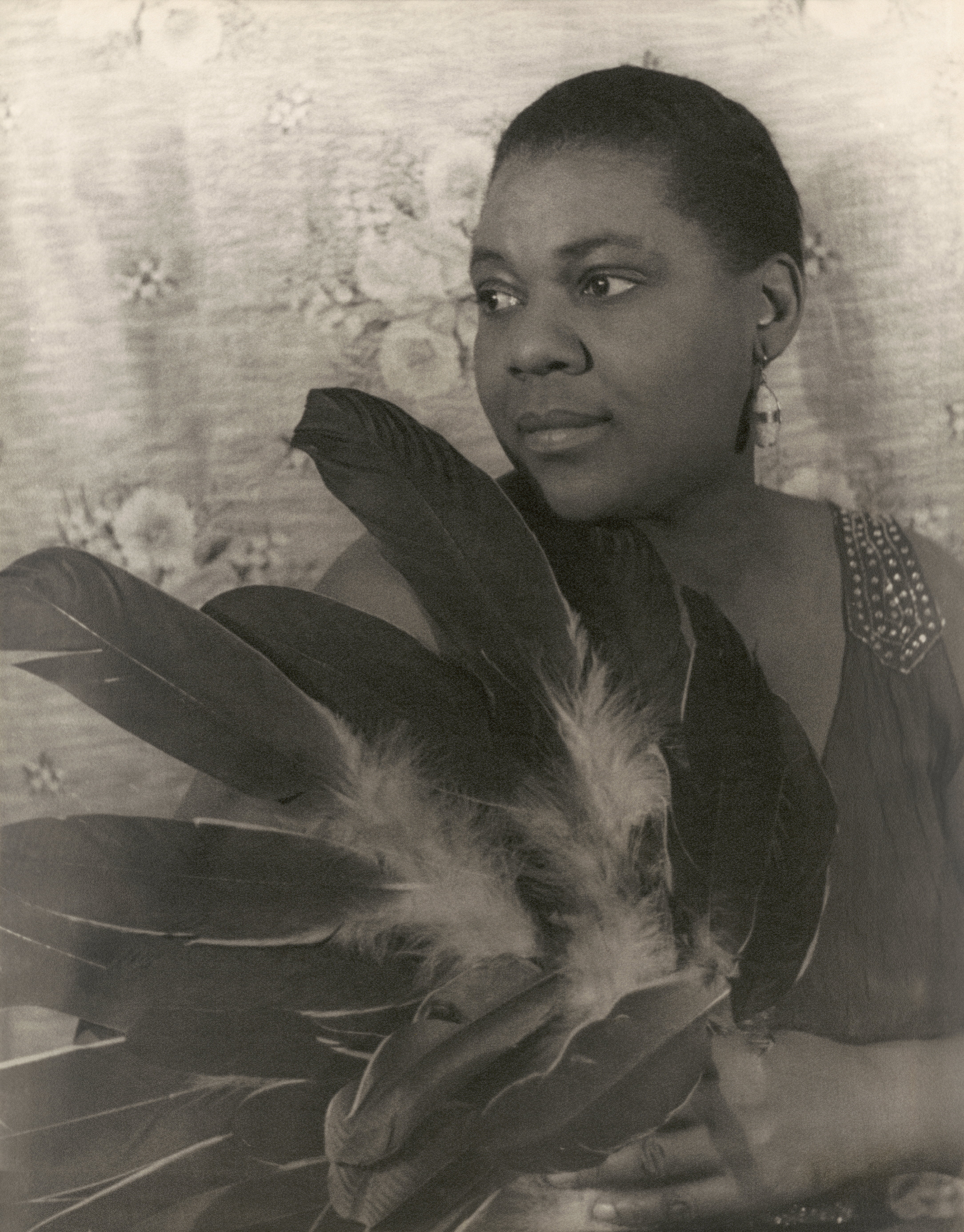
Downhearted Blues war die erste Aufnahme von Bessie Smith

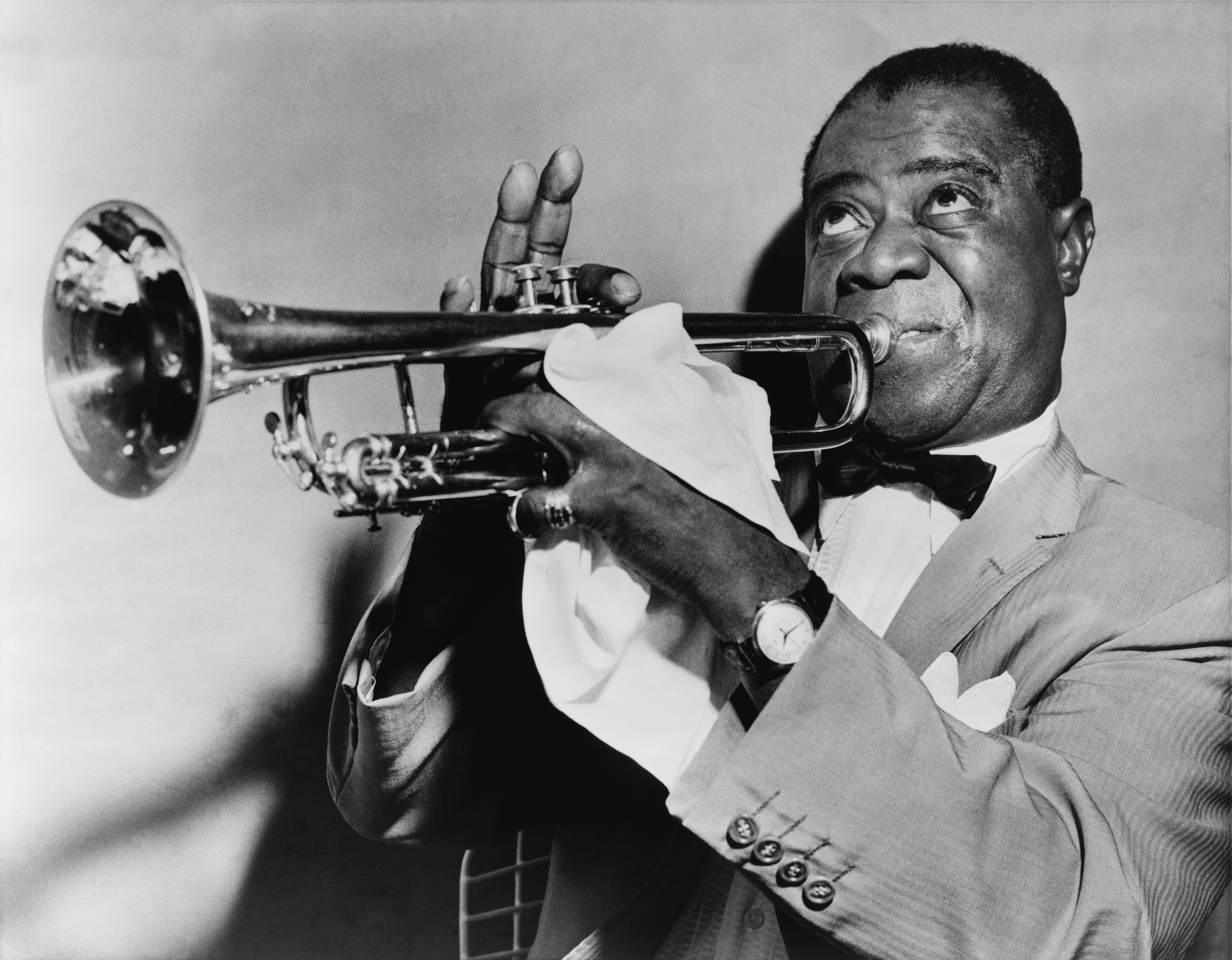
Louis Armstrong war eine der bedeu-tendsten Persön-lichkeiten der amerikanischen Musik. Die aufbe-wahrten Musik-sessions und seine Soli im Besonderen, setzten in ihrer Schönheit und ihrer Innovation einen Standard, nach dem Musiker immer noch streben.

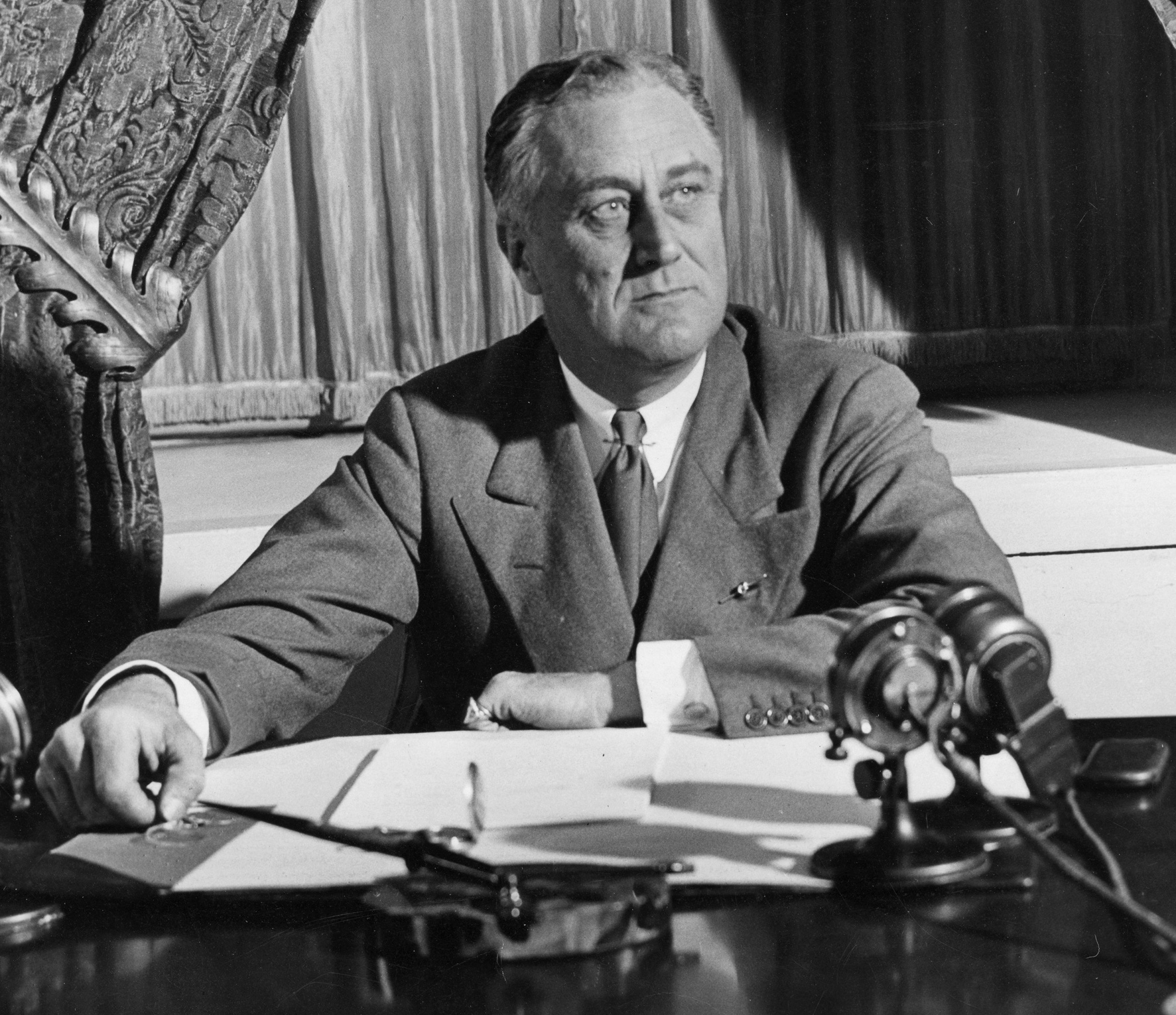
Franklin D. Roosevelts „Fireside Chats“ „haben die Beziehung zwischen dem Präsidenten und dem amerika-nischen Volk neu definiert.“

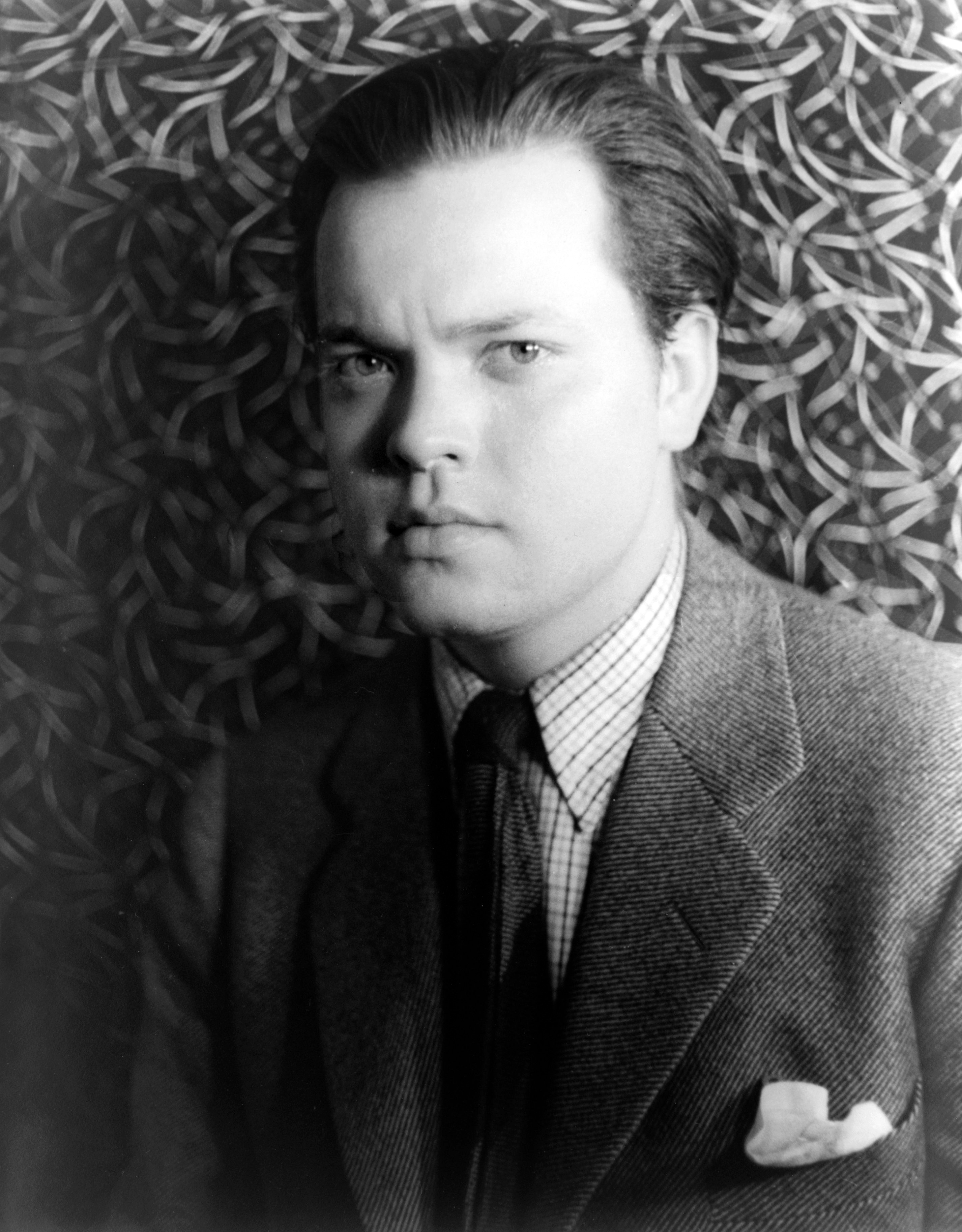
Das Hörspiel „War of the Worlds“ von Orson Welles aus dem Jahr 1938 verursachte Verängstigung und Panik in den Vereinigten Staaten.

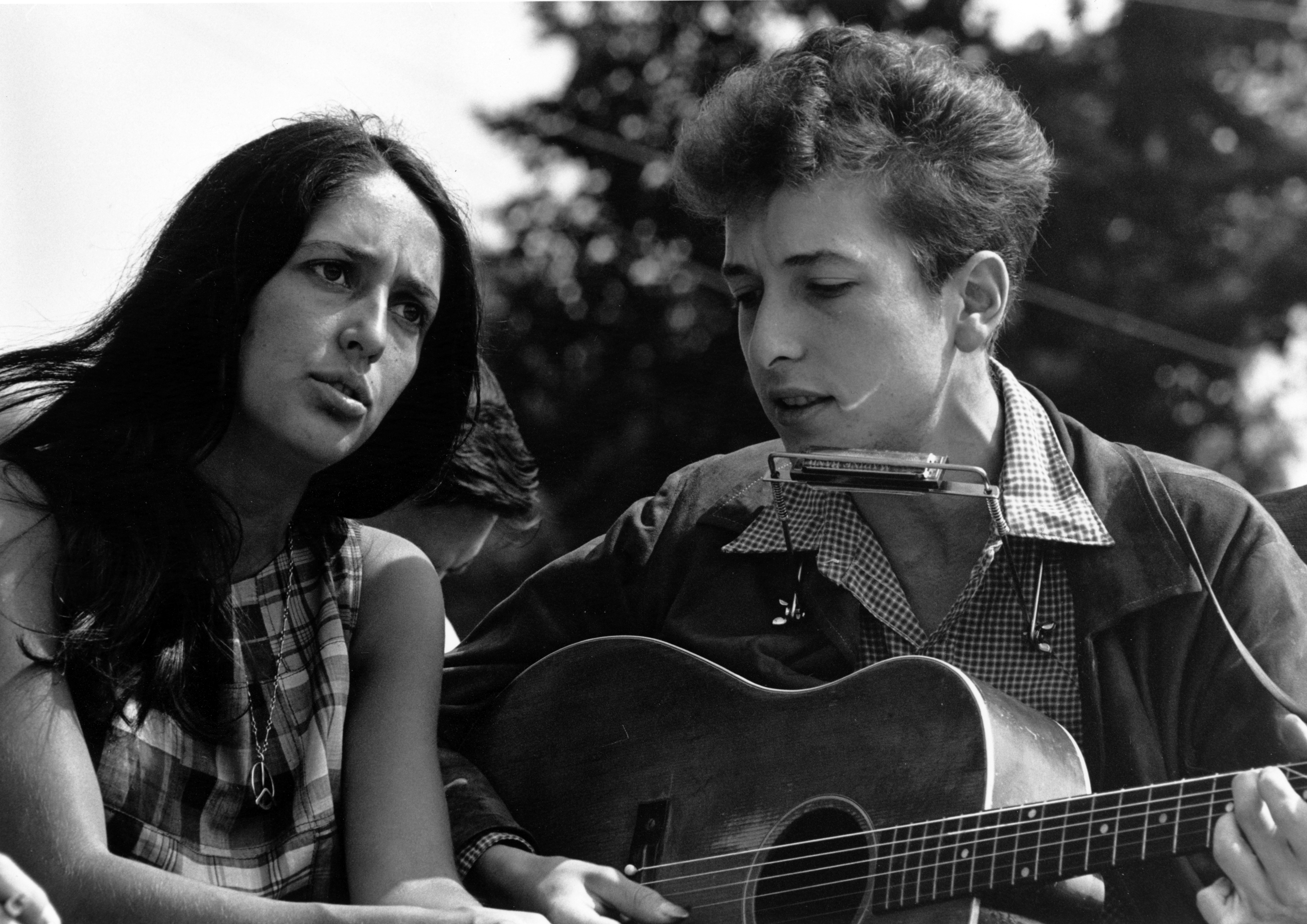
Bob Dylan gilt als einer der einflussreichsten Persönlichkeiten des 20. Jahr-hunderts.

| Edisons Tonaufnahmen (Gruppe von drei Wachswalzen): - „Around the World on the Phonograph“ - „The Pattison Waltz“ - „Fifth Regiment March“ | Thomas Alva Edison                                                     | 1888–1889              |                 |
| Field Recording der Passamaquoddy-Indianer                                                                                                 | Aufgenommen von Jesse Walter Fewkes                                    | 1890                   |                 |
| „Stars and Stripes Forever“ (Schallplattenaufnahme der Berliner Gramophone)                                                                | Militärkapelle                                                         | 1897                   |                 |
| Metropolitan Opera Wachswalzenaufnahmen (die Mapleson Cylinders)                                                                           | Lionel Mapleson und die Metropolitan Opera                             | 1900–1903              |                 |
| Notenrolle mit Ragtime-Kompositionen | Scott Joplin                                                           | 1900s                  |                 |
| Der Kompromiss von Atlanta von 1895 | Booker T. Washington                                                   | 1906 Wiederherstellung | Kopie           |
| „Casey at the Bat“ | DeWolf Hopper                                                          | 1906                   |                 |
| „Vesti la giubba“ aus Pagliacci | Enrico Caruso                                                          | 1907                   |                 |
| „Swing Low, Sweet Chariot“ | Fisk Jubilee Singers                                                   | 1909                   |                 |
| Lovey’s Trinidad String Band | Lovey’s Trinidad String Band                                           | 1912                   |                 |
| „Tiger Rag“ | Original Dixieland Jazz Band                                           | 1918                   |                 |
| „Arkansas Traveler“ und „Sallie Gooden“ | Eck Robertson                                                          | 1922                   |                 |
| „Downhearted Blues“ | Bessie Smith                                                           | 1923                   |                 |
| Rhapsody in Blue | George Gershwin, Piano; Paul Whiteman Orchestra                        | 1924                   |                 |
| Louis Armstrong Hot Five and Hot Seven Sessions                                                                                            | Louis Armstrong and His Hot Five bzw. Hot Seven                        | 1925–1928              |                 |
| Bristol Sessions | Carter Family, Jimmie Rodgers, Ernest Stoneman und andere              | 1927                   |                 |
| Field-Recording-Sammlung des Highlander Research and Education Center                                                                      | Rosa Parks, Esau Jenkins und andere                                    | 1930s–1980s            |                 |
| Experimentelle Stereoaufnahmen von Bell Laboratories                                                                                       | Philadelphia Orchestra; Leopold Stokowski, Dirigent                    | 1931–1932              |                 |
| „Fireside Chats“ Radiosendungen | Franklin D. Roosevelt                                                  | 1933–1944              | Original        |
| Harvard Vocarium Aufnahmenserie | T. S. Eliot, W. H. Auden und andere                                    | 1933–1956              |                 |
| „New Music Quarterly“ Aufnahmenserie | Henry Cowell, Produzent                                                | 1934–1949              |                 |
| Beschreibung des Unglücks der LZ 129 „Hindenburg“                                                                                          | Herbert Morrison                                                       | 6. Mai 1937            | Original        |
| The Cradle Will Rock (Marc Blitzstein) | Originalbesetzung                                                      | 1938                   |                 |
| „Who’s on First?“ Erste existierende Rundfunkübertragung                                                                                   | Abbott und Costello                                                    | 6. Oktober 1938        |                 |
| The War of the Worlds (Hörspiel) | Orson Welles und The Mercury Theatre on the Air                        | 30. Oktober 1938       | Kopie           |
| „God Bless America“ Premiere der Rundfunkübertragung                                                                                       | Kate Smith                                                             | 11. November 1938      |                 |
| The John and Ruby Lomax Southern States Recording Trip                                                                                     | John Lomax und Ruby Lomax                                              | 1939                   |                 |
| „Strange Fruit“ | Billie Holiday                                                         | 1939                   |                 |
| Grand Ole Opry Erste Rundfunkübertragung                                                                                                   | Uncle Dave Macon, Roy Acuff und andere                                 | 14. Oktober 1939       |                 |
| Béla Bartók und Joseph Szigeti im Konzert in der Library of Congress                                                                       | Béla Bartók, Piano; Joseph Szigeti, Violine                            | 1940                   |                 |
| Le sacre du printemps | Igor Strawinsky dirigiert die New Yorker Philharmoniker                | 1940                   |                 |
| The Blanton-Webster Band-Aufnahmen | Duke Ellington Orchestra                                               | 1940–1942              |                 |
| „White Christmas“ Original-Single aus 1942                                                                                                 | Bing Crosby                                                            | 1942                   |                 |
| „This Land is Your Land“ | Woody Guthrie                                                          | 1944                   |                 |
| D-Day Radioansprache an die alliierten Staaten                                                                                             | Dwight D. Eisenhower                                                   | 6. Juni 1944           | Original        |
| „Ko-Ko“ | Charlie Parker, Miles Davis, Dizzy Gillespie und andere                | 1945                   |                 |
| „Blue Moon of Kentucky“ | Bill Monroe und die Blue Grass Boys                                    | 1947                   |                 |
| „How High the Moon“ | Les Paul und Mary Ford                                                 | 1951                   |                 |
| Songs for Young Lovers | Frank Sinatra                                                          | 1954                   |                 |
| Sun Records Sessions | Elvis Presley                                                          | 1954–1955              |                 |
| Dance Mania | Tito Puente                                                            | 1958                   |                 |
| Kind of Blue | Miles Davis, John Coltrane, Cannonball Adderley, Bill Evans und andere | 1959                   |                 |
| „What’d I Say“, Teile 1 und 2 | Ray Charles                                                            | 1959                   |                 |
| The Freewheelin’ Bob Dylan | Bob Dylan                                                              | 1963                   |                 |
| „I Have a Dream“ Rede | Dr. Martin Luther King junior                                          | 28. August 1963        | Kopie           |
| „Respect“ | Aretha Franklin                                                        | 1967                   |                 |
| Philomel: Für Sopran (Milton Babbitt) | Bethany Beardslee, Sopran und synthetische Klänge                      | 1971                   |                 |
| Precious Lord: New Recordings of the Great Gospel Songs of Thomas A. Dorsey                                                                | Thomas A. Dorsey, Marion Williams und andere                           | 1973                   |                 |
| Crescent City Living Legends Collection (New Orleans Jazz and Heritage Foundation Archiv/WWOZ New Orleans)                                 |                                                                        | 1973–1990              |                 |
| „The Message“ | Grandmaster Flash And The Furious Five                                 | 1982                   |                 |

## Auswahl 2003

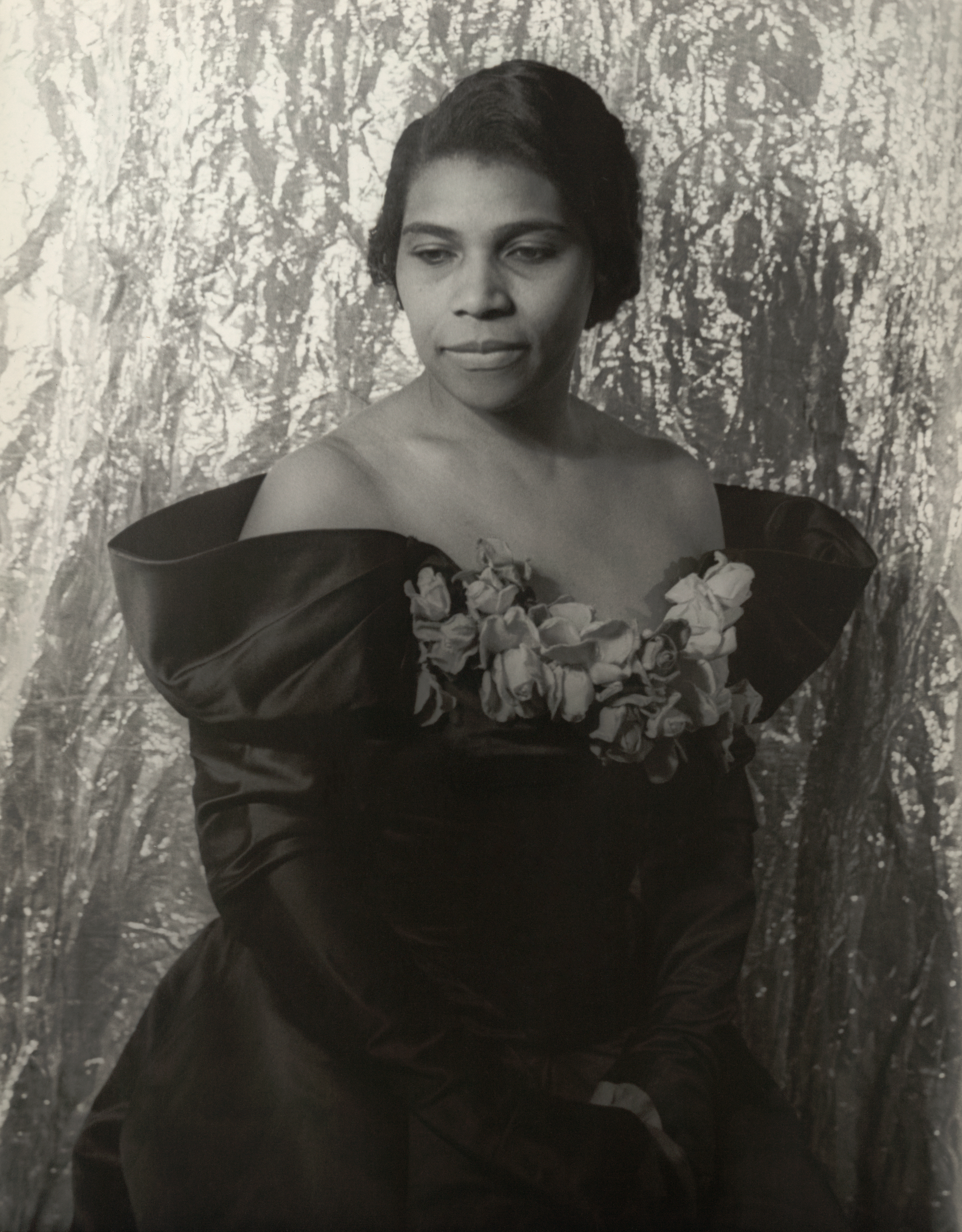
„He’s Got the Whole World in His Hands“ war einer von Marian Andersons Lieblings-Spirituals. Sie hat es oft am Ende ihrer Konzerte gespielt.

Im März 2003 wurden die folgenden fünfzig Tonaufzeichnungen vom National Recording Preservation Board ausgewählt:

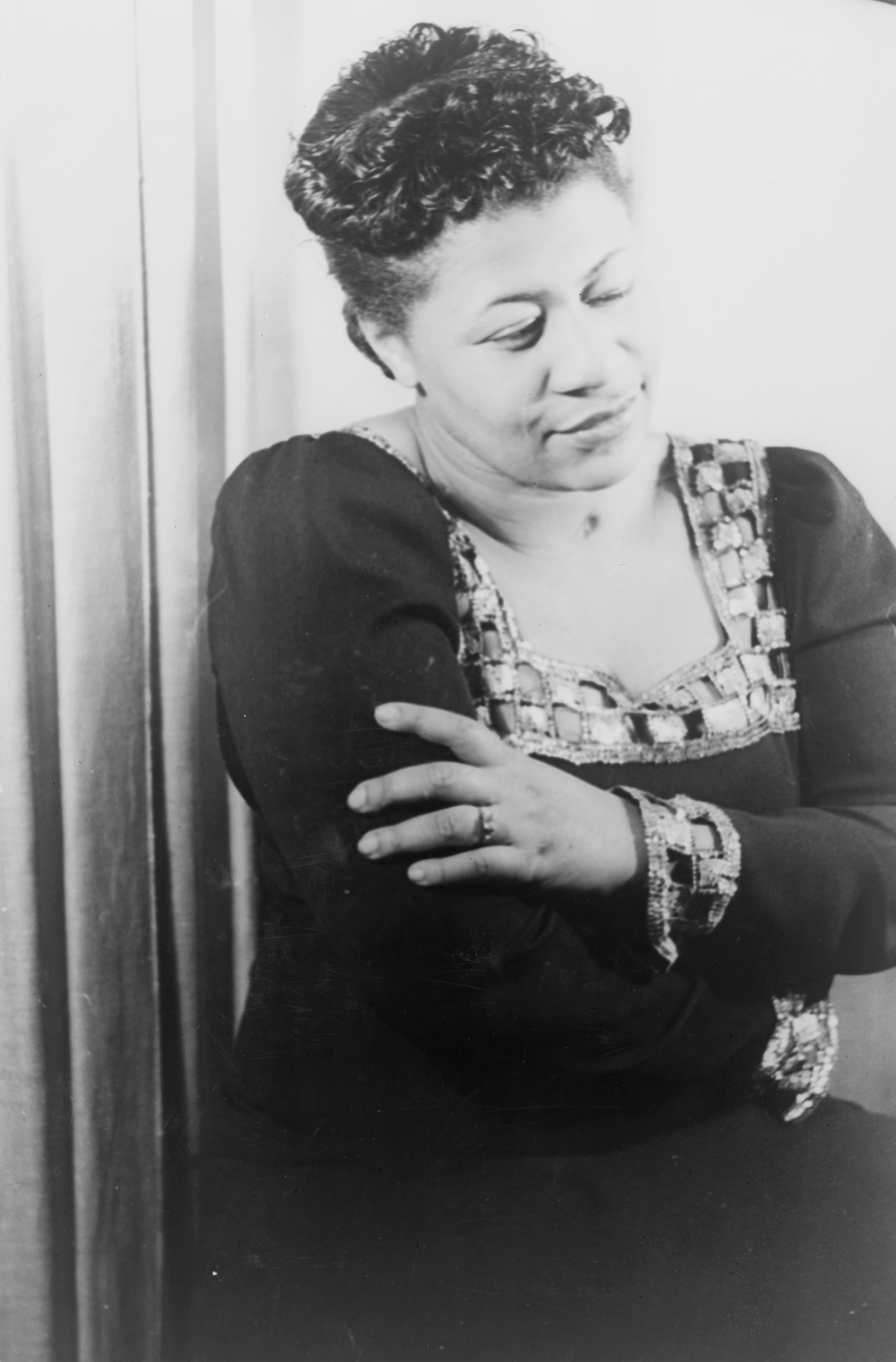
Das Cole Porter Songbook war die erste von Ella Fitzgeralds zahlreichen Anthologien.

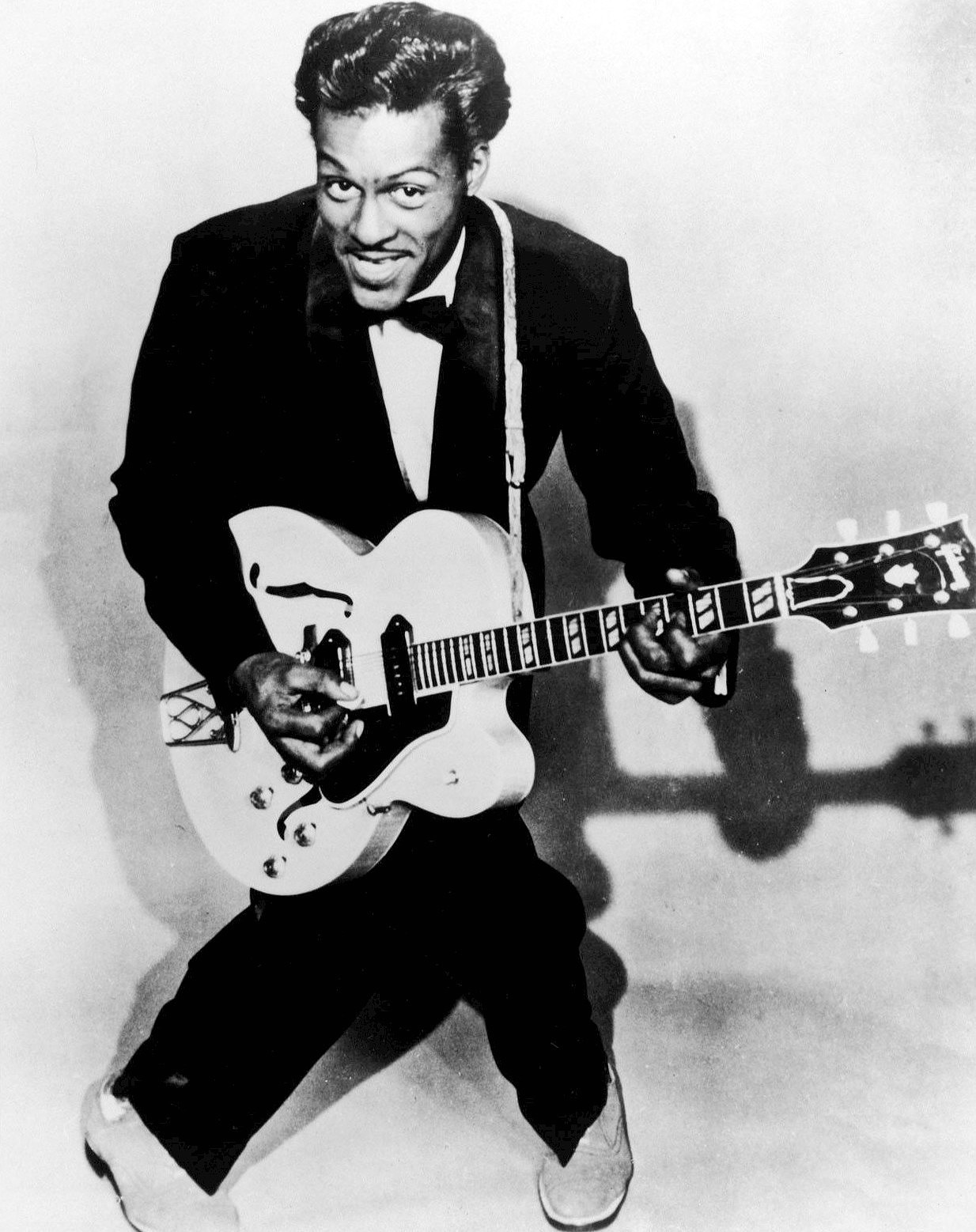
Chuck Berry, so wird weithin anerkannt „legte nicht nur den Grundstein für den Rock-’n’-Roll-Sound, sondern auch für die Rock-’n’-Roll-Haltung“.

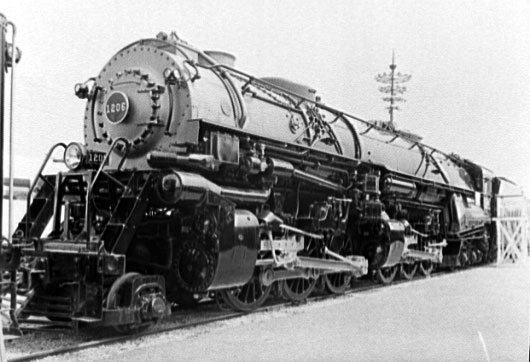
O. Winston Links Tonaufzeich-nungen der Geräusche verschiedener Dampflokomotiven, fangen „die einzigartigen und jetzt verlorenen Klänge der Maschinen, die die Vereinigten Staaten vereinigt haben“, ein.

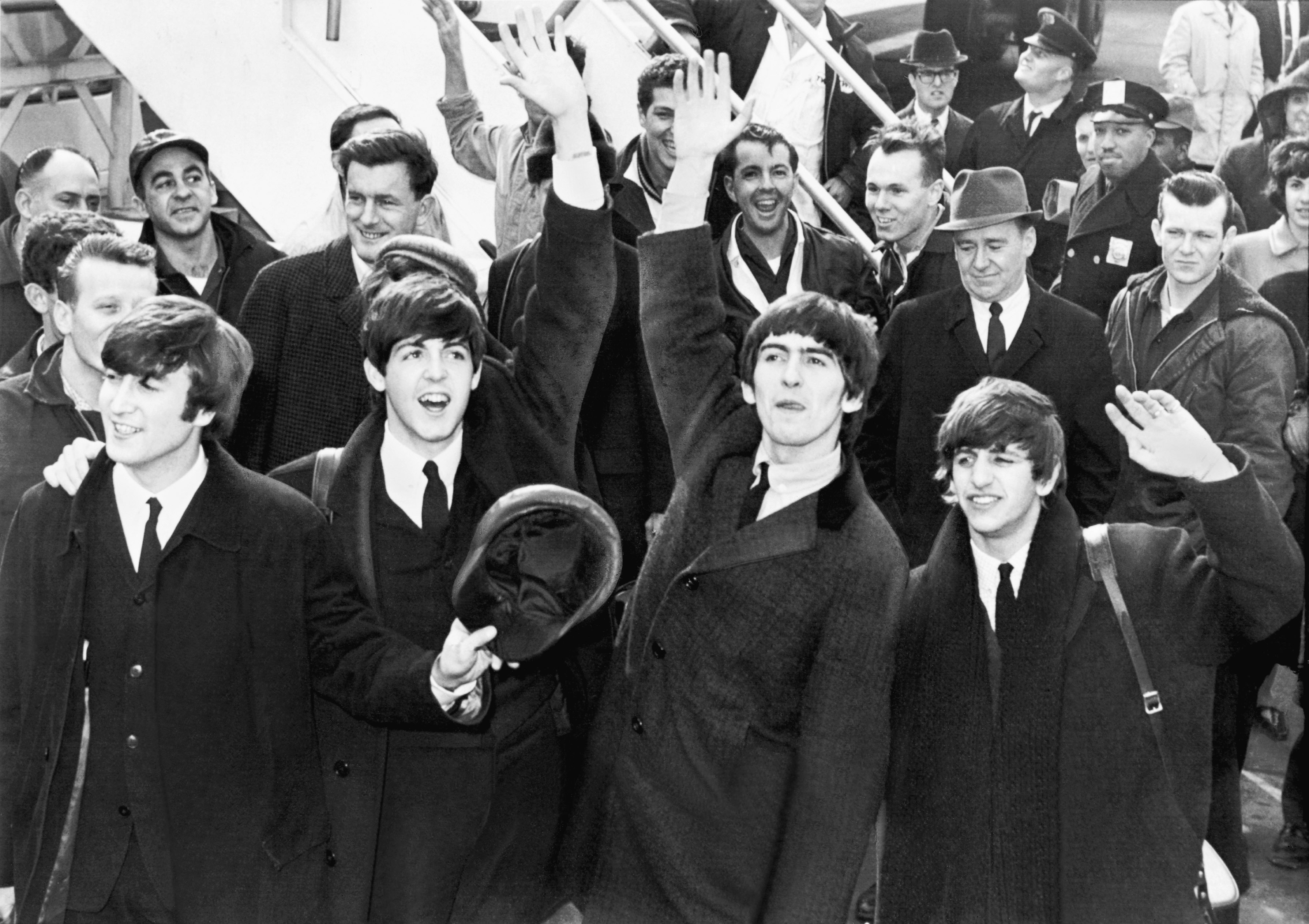
Das Album Sgt. Pepper’s Lonely Hearts Club Band von den Beatles ist wohl eines der bedeutendsten Alben der populären Musik.

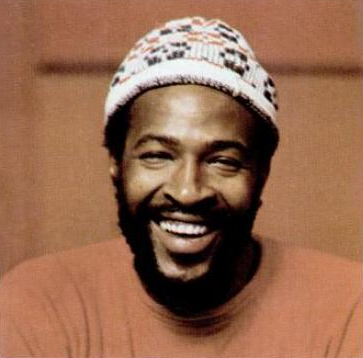
Marvin Gaye wurde von zahlreichen Künstlern gecovert, angefangen von Alicia Keys bis zu The Who.

| Tonaufnahme oder -kollektion                         | Von                                                     | Jahr/Datum            | National-archiv |
| ---------------------------------------------------- | ------------------------------------------------------- | --------------------- | --------------- |
| „Vaterunser“ und „Twinkle Twinkle Little Star“       | Emile Berliner                                          | ca. 1890              |                 |
| „Honolulu Cake Walk“                                 | Vess Ossman                                             | 1898                  |                 |
| Victor Releases                                      | Bert Williams und George Walker                         | 1901                  |                 |
| „You‘re a Grand Old Rag [Flag]“                      | Billy Murray                                            | 1906                  |                 |
| Anishinabe Wachswalzen-Sammlung                      | Frances Densmore                                        | 1907–1910             |                 |
| The Bubble Book (das erste Bubble Book)              |                                                         | 1917                  |                 |
| Wachswalzen-Aufnahmen von afroamerikanischer Musik   | Guy B. Johnson                                          | 1920er Jahre          |                 |
| „Cross of Gold“-Rede Neufassung der Rede             | William Jennings Bryan                                  | 1921                  |                 |
| „The OKeh Laughing Record“                           | Lucie Bernardo and Otto Rathke                          | 1922                  |                 |
| „Adeste fideles“                                     | Associated Glee Clubs of America                        | 1925                  |                 |
| Cajun-Creole Veröffentlichungen von Columbia Records | Amédé Ardoin und Dennis McGee                           | 1929                  |                 |
| „Goodnight, Irene“                                   | Lead Belly                                              | 1933                  |                 |
| „Every Man a King“ Rede                              | Huey P. Long                                            | 23. Februar 1935      | Kopie           |
| „He’s Got the Whole World in His Hands“              | Marian Anderson                                         | 1936                  |                 |
| The Complete Recordings                              | Robert Johnson                                          | 1936–1937             |                 |
| Interviews geführt von Alan Lomax                    | Jelly Roll Morton, Alan Lomax                           | 1938                  |                 |
| Carnegie Hall Jazz Concert                           | Benny Goodman                                           | 1938                  |                 |
| WJSV broadcast day, WJSV (Washington, D.C.)          | WJSV, Washington, D.C.                                  | 21. September 1939    | Original        |
| „New San Antonio Rose“                               | Bob Wills and His Texas Playboys                        | 1940                  |                 |
| Porgy and Bess (George Gershwin)                     | Originalbesetzung                                       | 1940, 1942            |                 |
| Streichquartette von Beethoven                       | Budapest Quartet                                        | 1940–1950             |                 |
| 1941 World Series Spiel Vier                         | New York Yankees gegen Brooklyn Dodgers                 | 5. Oktober 1941       |                 |
| Oklahoma! (Rodgers and Hammerstein)                  | Originalbesetzung                                       | 1943                  |                 |
| Othello                                              | Paul Robeson, Uta Hagen, José Ferrer und andere         | 1943                  |                 |
| h-Moll-Messe (Bach)                                  | Robert Shaw Choral                                      | 1947                  |                 |
| Die vier Jahreszeiten (Vivaldi)                      | Louis Kaufman und das Concert Hall String Orchestra     | 1947                  |                 |
| Klaviersonate Nr. 2 (Ives), „Concord“ (Charles Ives) | John Kirkpatrick                                        | 1948                  |                 |
| Bilder einer Ausstellung (Modest Mussorgsky)         | Rafael Kubelík dirigiert das Chicago Symphony Orchestra | 1951                  |                 |
| „Problems of the American Home“                      | Billy Graham                                            | 1954                  |                 |
| Goldberg-Variationen (Bach)                          | Glenn Gould                                             | 1955                  |                 |
| Ella Fitzgerald Sings the Cole Porter Songbook       | Ella Fitzgerald                                         | 1956                  |                 |
| „Roll Over Beethoven“                                | Chuck Berry                                             | 1956                  |                 |
| Brilliant Corners                                    | Thelonious Monk                                         | 1956                  |                 |
| Aufnahmen von Dampflokomotiven, 6 Alben              | O. Winston Link                                         | 1957–1977             |                 |
| Der Ring des Nibelungen (Richard Wagner)             | Georg Solti und die Wiener Philharmoniker               | 1958–1965             |                 |
| Winds in Hi-Fi                                       | Eastman Wind Ensemble mit Frederick Fennell             | 1958                  |                 |
| Mingus Ah Um                                         | Charles Mingus                                          | 1959                  |                 |
| New York Taxi Driver                                 | Tony Schwartz                                           | 1959                  |                 |
| Ali Akbar College of Music Archivauswahl             |                                                         | 1960er – 1970er Jahre |                 |
| „Crazy“                                              | Patsy Cline                                             | 1961                  |                 |
| Kennedys Amtseinführung                              | John Fitzgerald Kennedy, Robert Frost und andere        | 20. Januar 1961       | Original        |
| Judy at Carnegie Hall                                | Judy Garland                                            | 1961                  |                 |
| „I’ve Been Loving You Too Long (To Stop Now)“        | Otis Redding                                            | 1965                  |                 |
| Sgt.Pepper’s Lonely Hearts Club Band                 | The Beatles                                             | 1967                  |                 |
| At Folsom Prison                                     | Johnny Cash                                             | 1968                  |                 |
| What’s Going On                                      | Marvin Gaye                                             | 1971                  |                 |
| Tapestry                                             | Carole King                                             | 1971                  |                 |
| A Prairie Home Companion Erste Sendung               | Garrison Keillor                                        | 6. Juli 1974          |                 |
| Born to Run                                          | Bruce Springsteen                                       | 1975                  |                 |
| Live at Yankee Stadium                               | Fania All-Stars                                         | 1975                  |                 |

## Auswahl 2004

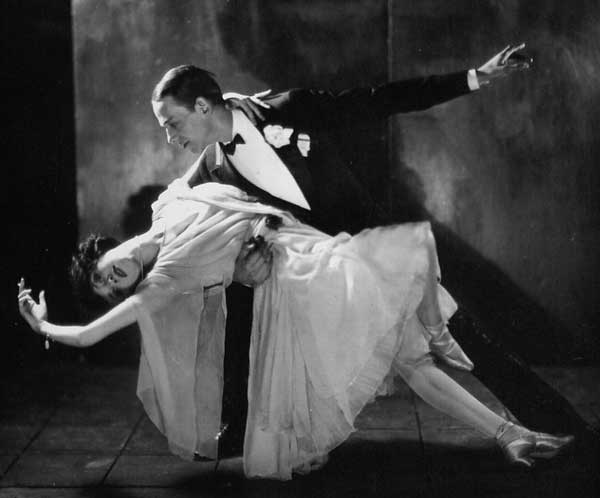
Der Song „Fascinating Rhythm“ wurde von Fred und Adele Astaire im Musical Lady, Be Good gesungen.

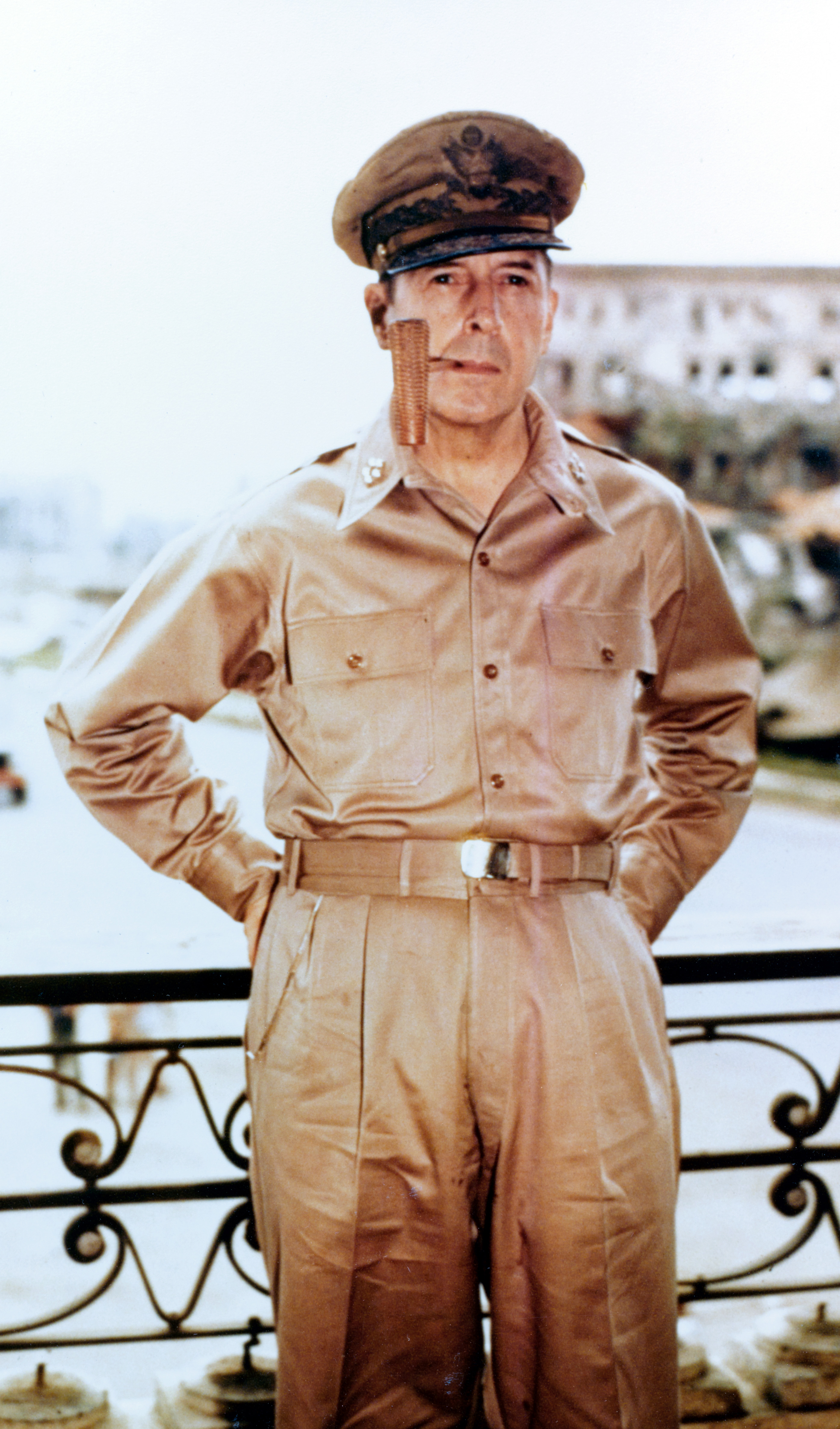
Trotz der Kontroverse um Douglas MacArthur zu seiner Zeit, wird seine Abschiedsrede im Kongress der Vereinigten Staaten aufgrund ihrer Beredsamkeit und Effektivität beachtet.

Im April 2005 wurden die folgenden fünfzig Tonaufzeichnungen vom National Recording Preservation Board ausgewählt: 

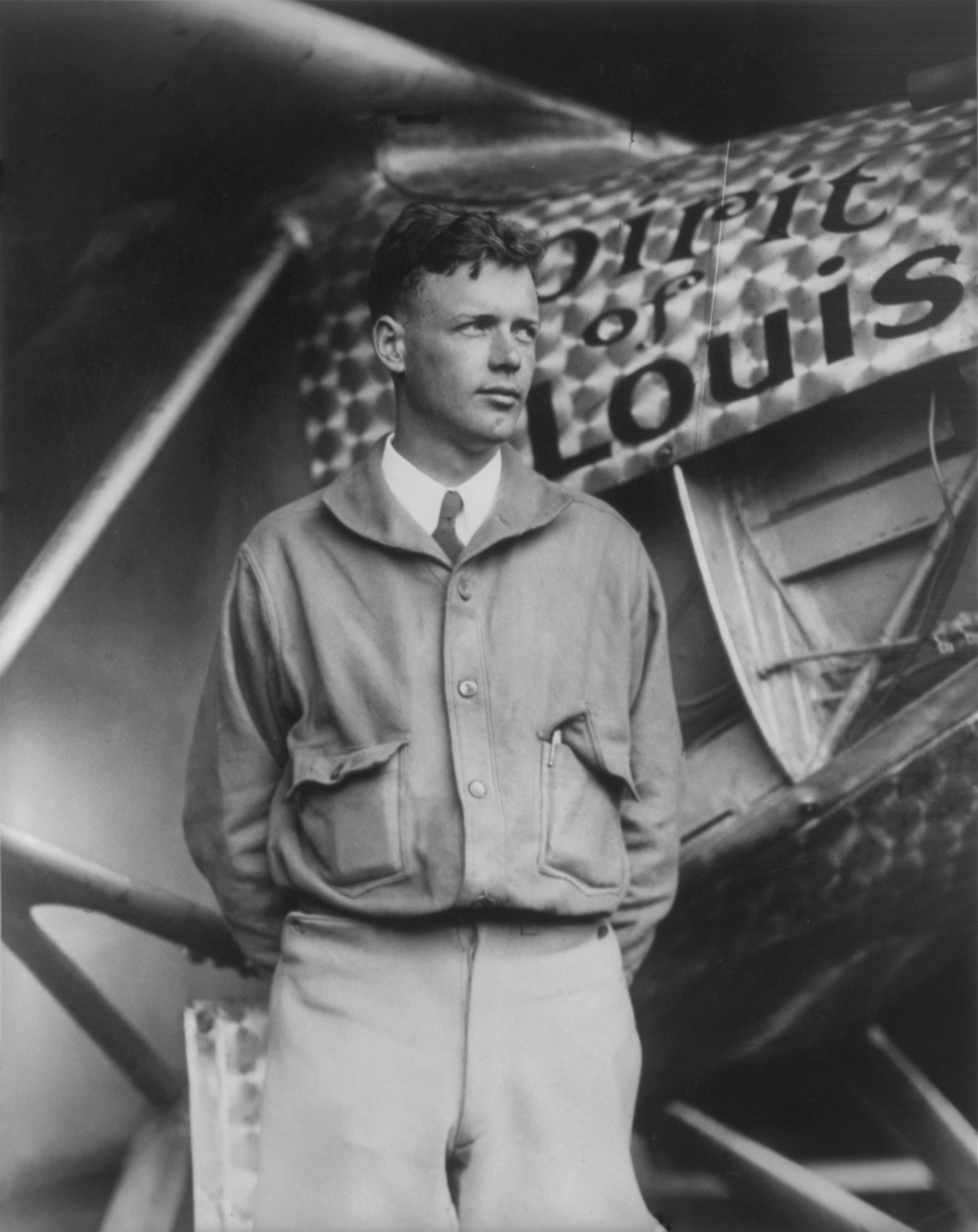
Die NBC-Berichterstattung von Colonel Lindbergh Empfang in Washington war eine bedeutende Leistung für den Radiosender und die beteiligten Reporter an drei Standorten in der Stadt.

| Tonaufnahme oder -kollektion                                                           | Von | Jahr/Datum        | National- archiv |
| -------------------------------------------------------------------------------------- | --- | ----------------- | ---------------- |
| „Gypsy Love Song“                                                                      | Eugene Cowles                                                                                            | 1898              |                  |
| „Some of These Days“                                                                   | Sophie Tucker                                                                                            | 1911              |                  |
| „The Castles in Europe One-Step (Castle House Rag)“                                    | Europe’s Society Orchestra                                                                               | 1914              |                  |
| „Swanee“                                                                               | Al Jolson                                                                                                | 1920              |                  |
| Veterans Day Rundfunksendung                                                           | Woodrow Wilson                                                                                           | 10. November 1923 | Original         |
| „See See Rider“                                                                        | Gertrude „Ma“ Rainey                                                                                     | 1923              |                  |
| „Charleston“                                                                           | Golden Gate Orchestra                                                                                    | 1925              |                  |
| „Fascinating Rhythm“                                                                   | Fred and Adele Astaire; George Gershwin, Piano                                                           | 1926              |                  |
| NBC Radioübertragung von Charles A. Lindberghs Ankunft und Empfang in Washington, D.C. | | 11. Juni 1927     | Kopie            |
| „Stardust“                                                                             | Hoagy Carmichael                                                                                         | 1927              |                  |
| „Blue Yodel (T for Texas)“                                                             | Jimmie Rodgers                                                                                           | 1927              |                  |
| „Ain’t Misbehavin’“                                                                    | Thomas „Fats“ Waller                                                                                     | 1929              |                  |
| „Gregorio Cortez“                                                                      | Trovadores Regionales                                                                                    | 1929              |                  |
| 2. Klavierkonzert in c-Moll (Sergei Rachmaninoff)                                      | Sergei Rachmaninoff, Piano; Leopold Stokowski, Dirigent; Philadelphia Orchestra                          | 1929              |                  |
| „The Suncook Town Tragedy“                                                             | Mabel Wilson Tatro                                                                                       | Juli 1930         |                  |
| Mündliche Erzählungen aus der Lorenzo D. Turner Kollektion                             | Rosina Cohen                                                                                             | 1932              |                  |
| „Stormy Weather“                                                                       | Ethel Waters                                                                                             | 1933              |                  |
| „Body and Soul“                                                                        | Coleman Hawkins                                                                                          | 1939              |                  |
| Peter und der Wolf (Sergei Sergejewitsch Prokofiev)                                    | Serge Koussevitzky, Dirigent; Richard Hale, Sprecher; Boston Symphony Orchestra                          | 1939              |                  |
| „In the Mood“                                                                          | Glenn Miller and His Orchestra                                                                           | 1939              |                  |
| Radiosendungen aus London                                                              | Edward R. Murrow                                                                                         | 1940              | Kopie            |
| We Hold These Truths (Norman Corwin)                                                   | | 15. Dezember 1941 | Original         |
| 1. Klavierkonzert op. 23 in b-Moll (Pjotr Iljitsch Tschaikowski)                       | Vladimir Horowitz, Piano; Arturo Toscanini, Dirigent;NBC Symphony Orchestra                              | 1943              |                  |
| „Down by the Riverside“                                                                | Sister Rosetta Tharpe                                                                                    | 1944              |                  |
| U.S. Highball (Eine musikalische Beschreibung eines transkontinentalen Hobo-Trip)      | Harry Partch, Gate 5 Ensemble                                                                            | 1946              |                  |
| Four Saints in Three Acts (Virgil Thomson)                                             | Originalbesetzung                                                                                        | 1947              |                  |
| „Manteca“                                                                              | Dizzy Gillespie Big Band mit Chano Pozo                                                                  | 1947              |                  |
| The Jack Benny Program                                                                 | Jack Benny                                                                                               | 28. März 1948     |                  |
| „Foggy Mountain Breakdown“                                                             | Lester Flatt und Earl Scruggs                                                                            | 1949              |                  |
| „Lovesick Blues“                                                                       | Hank Williams                                                                                            | 1949              |                  |
| Guys and Dolls                                                                         | Originalbesetzung                                                                                        | 1950              |                  |

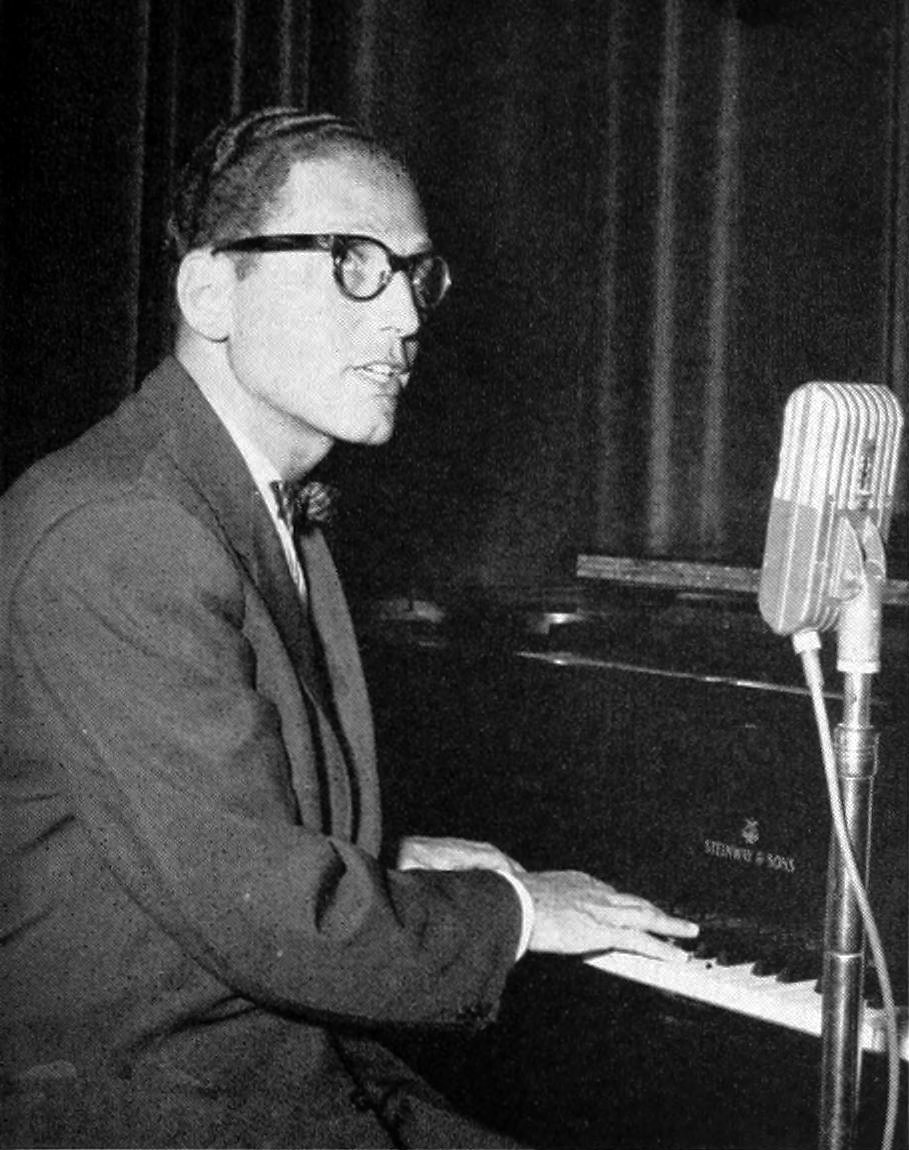
Lenny Bruce und Weird Al Yankovic sind unter denjenigen, die den musikalischen Satiriker Tom Lehrer als Einfluss reklamieren.

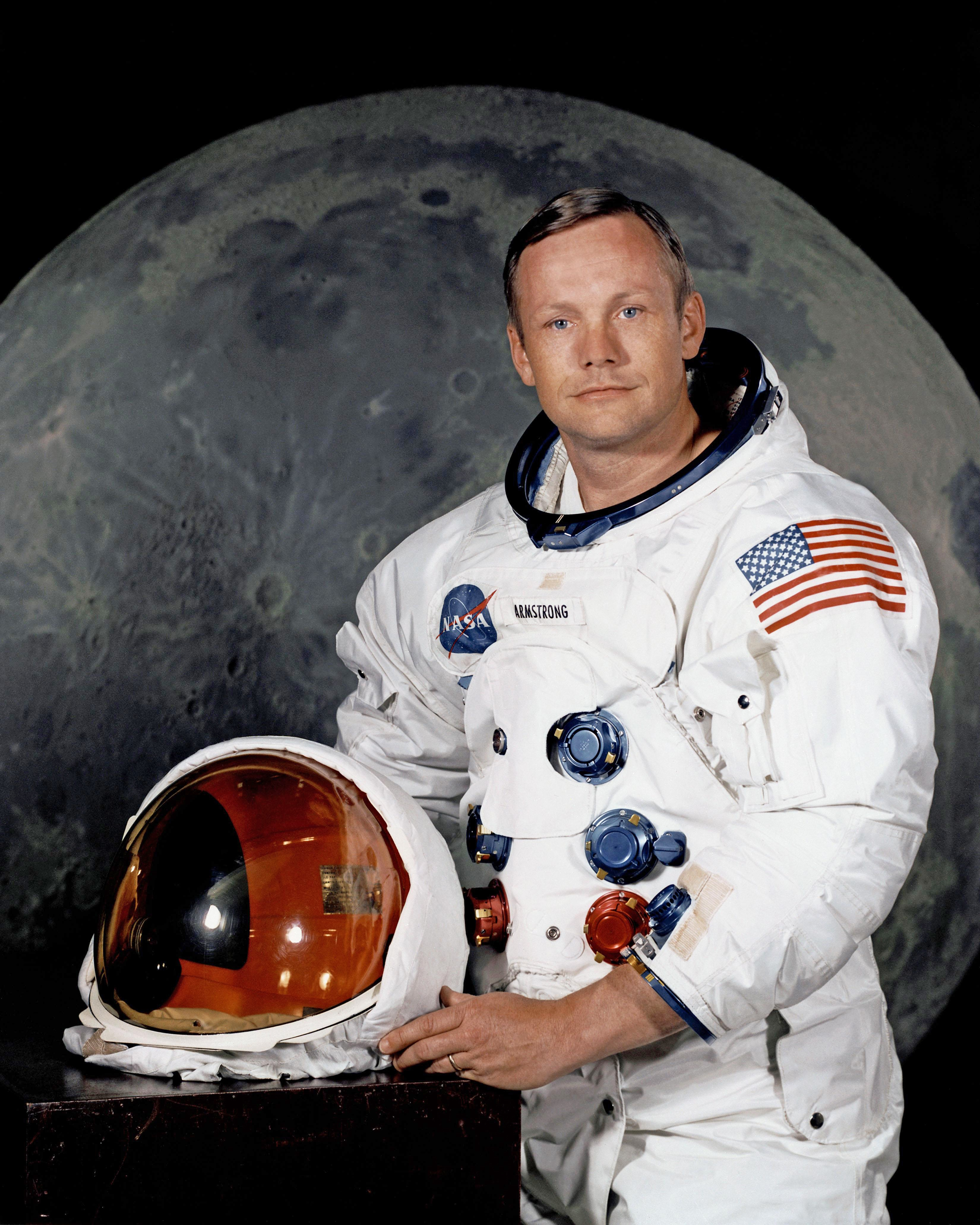
„Houston. Tranquility base here. The Eagle has landed … I’m going to step off the LEM now. That’s one small step for man, one giant leap for mankind.“ Neil Armstrongs Worte bei der Landung auf dem Mond „wurden zu den bekanntesten und denkwür-digsten Sätzen, die in der Geschichte der Vereinigten Staaten gesprochen wurden.“

| „Old Soldiers Never Die“ (Abschiedsrede vor dem United States Congress)                | General Douglas MacArthur                                                                                | 19. April 1951    | Kopie            |
| Songs by Tom Lehrer                                                                    | Tom Lehrer                                                                                               | 1953              |                  |
| „Hoochie Coochie Man“                                                                  | Muddy Waters                                                                                             | 1954              |                  |
| „Earth Angel (Will You Be Mine)“                                                       | The Penguins                                                                                             | 1954              |                  |
| Tuskegee Institute Choir Sings Spirituals                                              | Tuskegee Institute Choir, geleitet von William L. Dawson                                                 | 1955              |                  |
| Messiah                                                                                | Eugene Ormandy, Dirigent; Richard P. Condie, Chorleiter; Mormon Tabernacle Choir; Philadelphia Orchestra | 1958              |                  |
| Giant Steps                                                                            | John Coltrane                                                                                            | 1959              |                  |
| Drums of Passion                                                                       | Babatunde Olatunji                                                                                       | 1960              |                  |
| Peace Be Still                                                                         | James Cleveland                                                                                          | 1962              |                  |
| „The Girl from Ipanema“ (Garota de Ipanema)                                            | Stan Getz, João Gilberto, Antonio Carlos Jobim, Astrud Gilberto                                          | 1963              |                  |
| Live at the Apollo                                                                     | James Brown und The Famous Flames                                                                        | 1963              |                  |
| Pet Sounds                                                                             | The Beach Boys                                                                                           | 1966              |                  |
| King-James-Bibel                                                                       | Alexander Scourby                                                                                        | 1966              |                  |
| Rundfunksendung vom Mond                                                               | Apollo 11-Astronaut Neil Armstrong                                                                       | 21. Juli 1969     | Original         |
| At Fillmore East                                                                       | The Allman Brothers Band                                                                                 | 1971              |                  |
| Star Wars (Soundtrack)                                                                 | John Williams                                                                                            | 1977              |                  |
| Aufnahmen von asiatischen Elefanten                                                    | Katy Payne                                                                                               | 1984              |                  |
| Fear of a Black Planet                                                                 | Public Enemy                                                                                             | 1990              |                  |
| Nevermind                                                                              | Nirvana                                                                                                  | 1991              |                  |

## Auswahl 2005

Ein Athlet, ein Gentleman und ein Gelehrter, Paul Robeson nutzte seine vielfältigen Talente, um eine erfolgreiche Karriere als Künstler zu machen und in gesellschafts-politischen Angelegenheiten aktiv zu werden.

Im April 2006 wurden die folgenden fünfzig Tonaufzeichnungen vom National Recording Preservation Board ausgewählt:

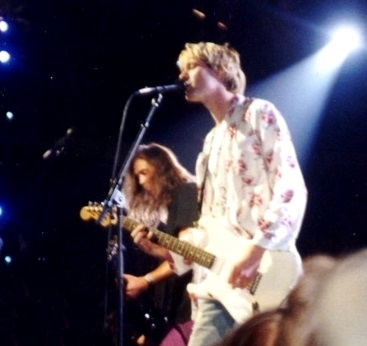
Nirvana gilt als eine der einflussreichsten Bands der Moderne, die mitgeholfen hat den Alternative Rock populär zu machen.

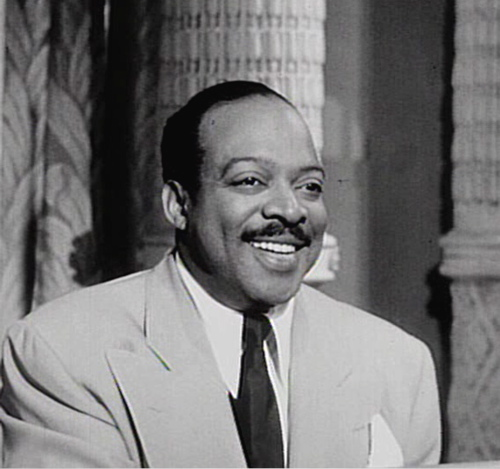
Count Basie, prominenter Bandleader der Big-Band-Ära, beeinflusste zahl-reiche Musiker seiner Zeit.

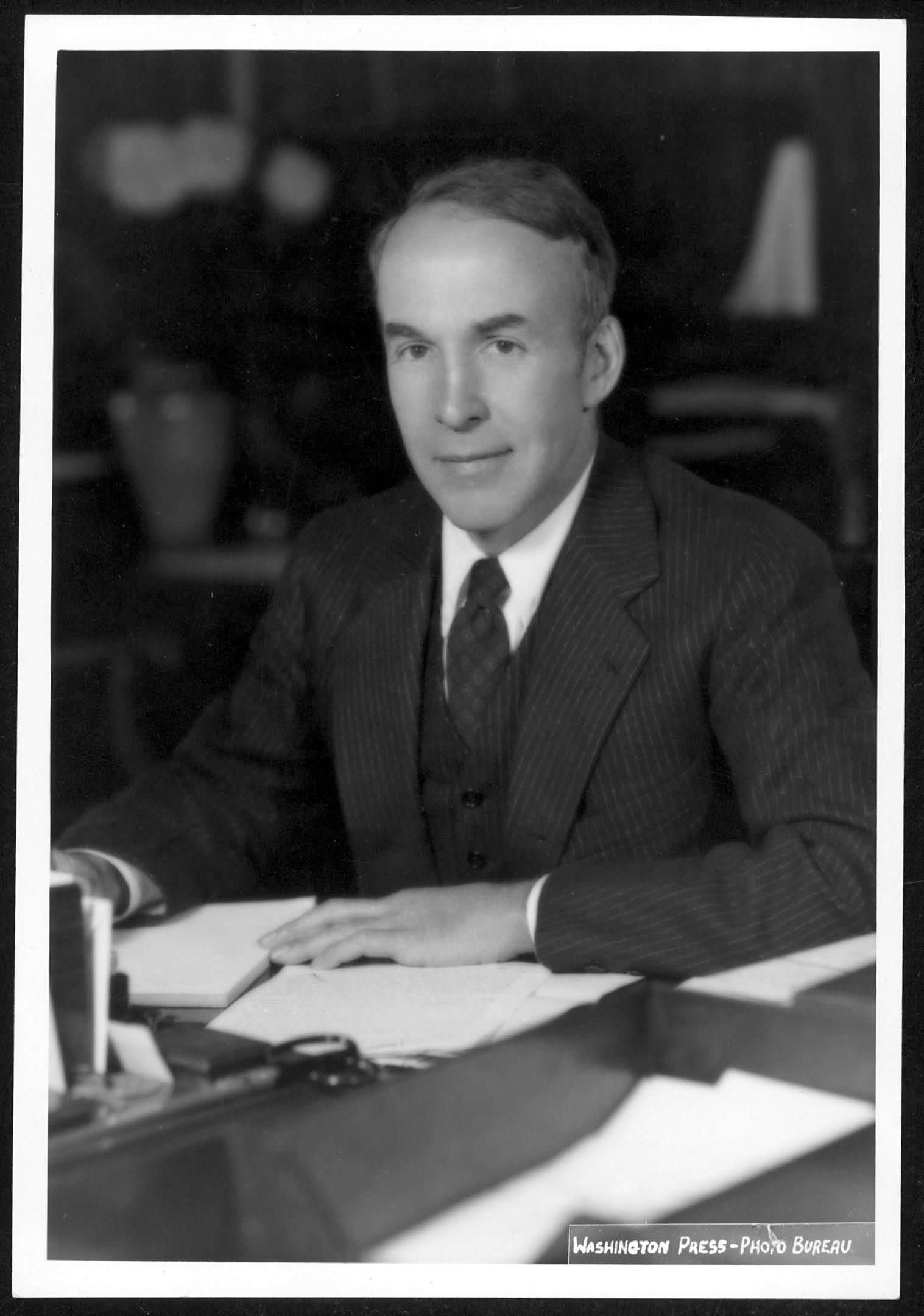
Der Dichter Archibald MacLeish, Librarian of Congress und Gewinner des Pulitzer-Preises.

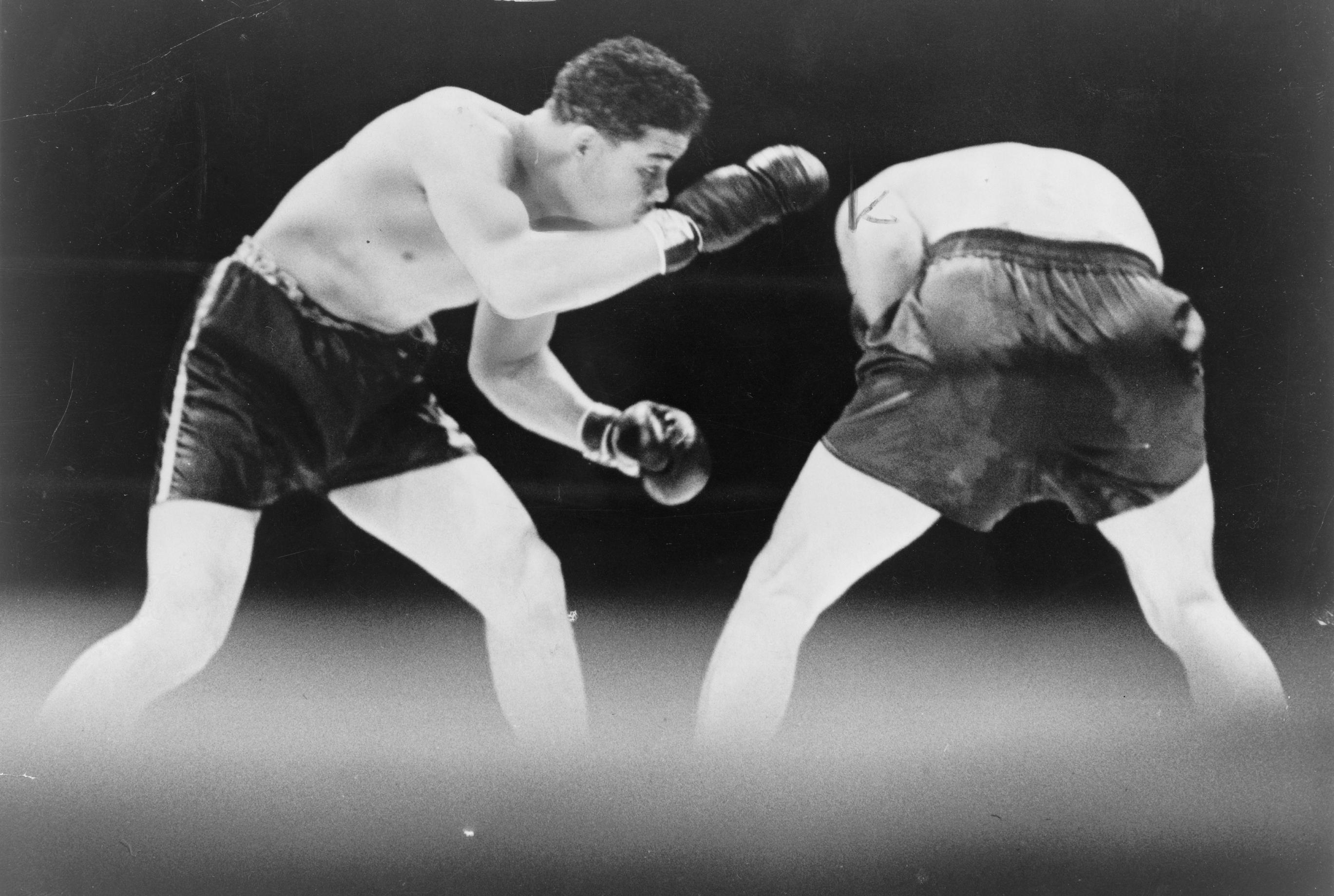
Der ehemalige Champion Max Schmeling verliert zum ersten Mal gegen Joe Louis.

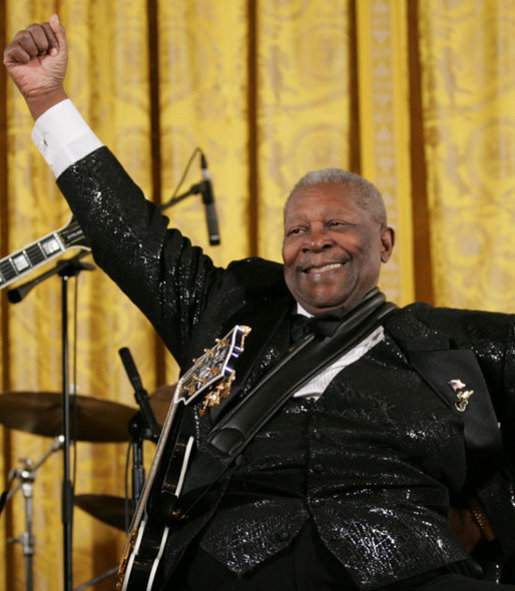
B. B. King und seine Gitarre Lucille.

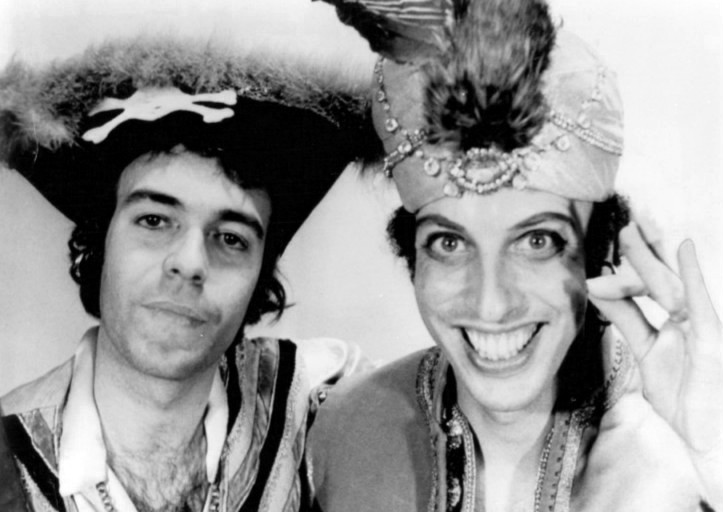
Don’t Crush That Dwarf, Hand Me the Pliers war das erste Comedy-Album, das Produktions-techniken wie die Aufnahme mit 16 Tonspuren und die Dolby-Rauschunter-drückung nutzte.

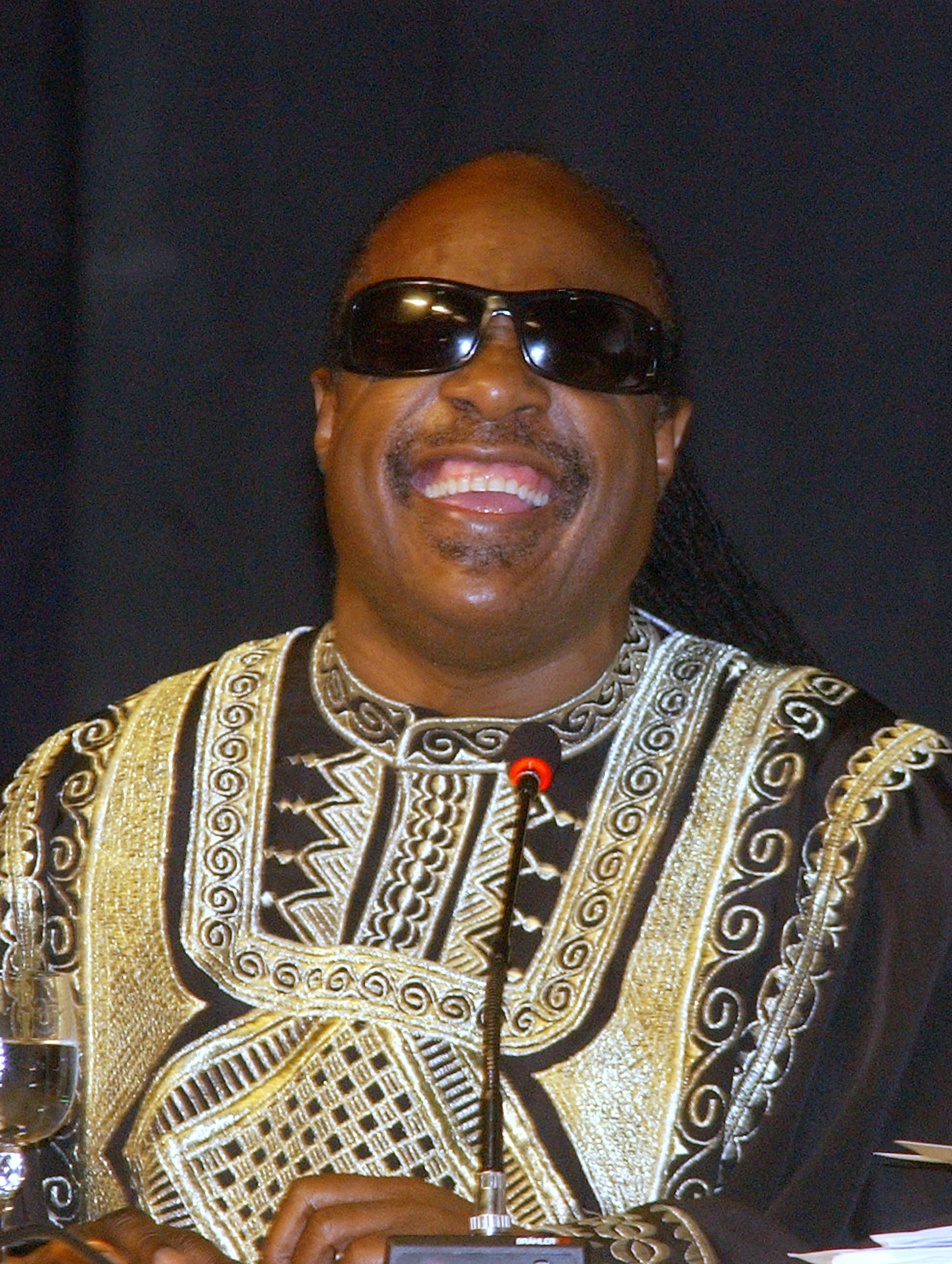
Stevie Wonder erhielt über 20 Grammy Awards. Sein Album Songs in the Key of Life aus dem Jahr 1976 gewann den Grammy im gleichen Jahr.

| Tonaufnahme oder -kollektion | Von                                                                                             | Jahr/Datum         | National-archiv |
| --- | ----------------------------------------------------------------------------------------------- | ------------------ | --------------- |
| „Lasst mich euch fragen“ aus Martha (von Flotow)                                                                                                  | Édouard de Reszke                                                                               | 1903               |                 |
| „Listen to the Lambs“ | Hampton Quartett; aufgenommen von Natalie Curtis Burlin                                         | 1917               |                 |
| „Over There (Soldatenlied)“ | Nora Bayes                                                                                      | 1917               |                 |
| „Crazy Blues“ | Mamie Smith                                                                                     | 1920               |                 |
| „My Man“ and „Second Hand Rose“ | Fanny Brice                                                                                     | 1921               |                 |
| „Ory’s Creole Trombone“ | Kid Ory                                                                                         | Juni 1922          |                 |
| Zweite Amtseinführung von Calvin Coolidge | Calvin Coolidge                                                                                 | 4. März 1925       |                 |
| „Tanec Pid Werbamy/ Dance Under the Willows“ | Pawlo Humeniuk                                                                                  | 1926               |                 |
| „Singin’ the Blues“ | Frank Trumbauer and His Orchestra mit Bix Beiderbecke                                           | 1927               |                 |
| Erstes offizielles transatlantisches Telefongespräch                                                                                              | W.S. Gifford und Sir Evelyn P. Murray                                                           | 7. Januar 1927     | Original        |
| „El Manisero“ („The Peanut Vendor“) (Zwei Versionen)                                                                                              | Rita Montaner, Gesang mit Orchester; Don Azpiazu and His Havana Casino Orchestra                | 1927; 1930         |                 |
| Light’s Golden Jubilee Celebration |                                                                                                 | 21. Oktober 1929   | Kopie           |
| Beethovens Egmont-Ouvertüre, Op. 84 | Modesto High School Band                                                                        | 1930               |                 |
| Show Boat | Helen Morgan, Paul Robeson, James Melton und andere; Victor Young, Dirigent; Louis Alter, Piano | 1932               |                 |
| „Wabash Cannonball“ | Roy Acuff                                                                                       | 1936               |                 |
| „One O’Clock Jump“ | Count Basie and His Orchestra                                                                   | 1937               |                 |
| The Fall of the City (Columbia Workshop) | Orson Welles, Sprecher; Burgess Meredith, Paul Stewart                                          | 11. April 1937     | Kopie           |
| Robin Hood, König der Vagabunden (Erich Wolfgang Korngold)                                                                                        |                                                                                                 | 11. Mai 1938       |                 |
| Joe Louis-Max Schmeling Boxkampf | Clem McCarthy, Rundfunksprecher                                                                 | 22. Juni 1938      |                 |
| John the Revelator | Golden Gate Quartet                                                                             | 1938               |                 |
| „Adagio for Strings“ | Arturo Toscanini, Dirigent; NBC Symphony                                                        | 5. November 1938   |                 |
| Command Performance, Show Nr. 21 | Bob Hope, Master of Ceremonies                                                                  | 7. Juli 1942       | Kopie           |
| „Straighten Up and Fly Right“ | Nat King Cole                                                                                   | 1943               |                 |
| The Fred Allen Show | Fred Allen                                                                                      | 7. Oktober 1945    |                 |
| „Jole Blon (Jolie Blonde)“ | Harry Choates                                                                                   | 1946               |                 |
| Tubby the Tuba | Victor Jory                                                                                     | 1946               |                 |
| „Move On Up a Little Higher“ | Mahalia Jackson                                                                                 | 1948               |                 |
| Anthology of American Folk Music | Herausgegeben von Harry Everett Smith                                                           | 1952               |                 |
| „Schooner Bradley“ | Pat Bonner                                                                                      | 1952–60            |                 |
| Damnation of Faust | Boston Symphony Orchestra mit dem Harvard Glee Club und Radcliffe Choral Society                | 1954               |                 |
| „Blueberry Hill“ | Fats Domino                                                                                     | 1956               |                 |
| Variations for Orchestra Vertreter des Louisville Orchestra Erste Edition Aufnahmeserie                                                           | Louisville Orchestra                                                                            | 1956               |                 |
| „Whole Lotta Shakin’ Goin’ On“ | Jerry Lee Lewis                                                                                 | 1957               |                 |
| „That’ll Be the Day“ | Buddy Holly und The Crickets                                                                    | 1957               |                 |
| Poeme Electronique | Edgard Varèse                                                                                   | 1958               |                 |
| Time Out | The Dave Brubeck Quartet                                                                        | 1959               |                 |
| Studs Terkel Interview mit James Baldwin Vertreter der Studs Terkel Collection am Chicago History Museum (ehemals die Chicago Historical Society) | Studs Terkel, James Baldwin                                                                     | 29. September 1962 |                 |
| United States Military Academy Rede | William Faulkner                                                                                | 19.–20. April 1962 |                 |
| „Dancing in the Street“ | Martha & the Vandellas                                                                          | 1964               |                 |
| Live at the Regal | B.B. King                                                                                       | 1965               |                 |
| Are You Experienced | The Jimi Hendrix Experience                                                                     | 1967               |                 |
| We’re Only in It for the Money | Frank Zappa und The Mothers of Invention                                                        | 1968               |                 |
| Switched-On Bach | Wendy Carlos                                                                                    | 1968               |                 |
| „Oh Happy Day“ | Edwin Hawkins Singers                                                                           | 1969               |                 |
| Don't Crush That Dwarf, Hand Me the Pliers | Firesign Theatre                                                                                | 1970               |                 |
| „The Revolution Will Not Be Televised“ | Gil Scott-Heron                                                                                 | 1970               |                 |
| Will the Circle Be Unbroken | Nitty Gritty Dirt Band                                                                          | 1972               |                 |
| Das alte Nebelhorn, Kewaunee | Aufgenommen von James A. Lipsky                                                                 | 1972               |                 |
| Songs in the Key of Life | Stevie Wonder                                                                                   | 1976               |                 |
| Daydream Nation | Sonic Youth                                                                                     | 1988               |                 |

## Auswahl 2006

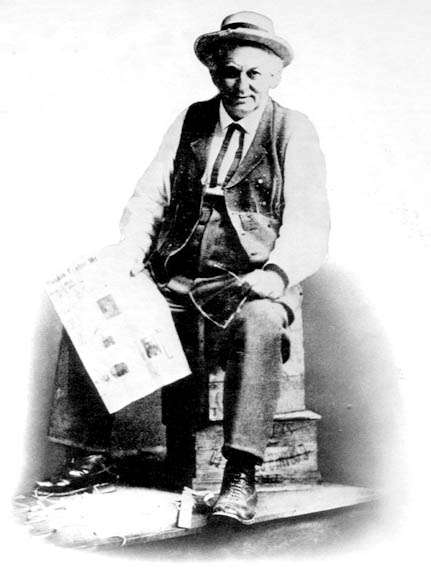
Cal Stewart gehörte zu den produktivsten und populärsten Künstlern der ersten 20 Jahre kommerzieller Aufnahme-technik.

Am 6. März 2007 wurden die folgenden fünfundzwanzig Tonaufzeichnungen vom National Recording Preservation Board ausgewählt:
| Tonaufnahme oder -kollektion                                                              | Von                                                                | Jahr/Datum         | National-archiv |
| ----------------------------------------------------------------------------------------- | ------------------------------------------------------------------ | ------------------ | --------------- |
| „Uncle Josh and the Insurance Agent“                                                      | Cal Stewart                                                        | 1904               |                 |
| „Il Mio Tesoro“                                                                           | John McCormack; Orchester dirigiert von Walter Rogers              | 1916               |                 |
| „National Defense Test“                                                                   | General John J. Pershing                                           | 12. September 1924 | Kopie           |
| „Black Bottom Stomp“                                                                      | Jelly Roll Mortons Red Hot Peppers                                 | 1926               |                 |
| „Wildwood Flower“                                                                         | Carter Family                                                      | 1928               |                 |
| „Pony Blues“                                                                              | Charley Patton                                                     | 1929               |                 |
| „You're the Top“                                                                          | Cole Porter                                                        | 1934               |                 |
| The Lone Ranger Episode: „The Osage Bank Robbery“                                         | Earle Graser, John Todd                                            | 17. Dezember 1937  |                 |
| „Day of Infamy“ Rede vor dem Kongress der Vereinigten Staaten                             | Franklin D. Roosevelt                                              | 8. Dezember 1941   | Kopie           |
| Musik der brasilianischen Ureinwohner aufgenommen unter der Leitung von Leopold Stokowski | Pixinguinha, Donga, Cartola, Jararaca, Ratinho und José Espinguela | 1942               |                 |
| „Peace in the Valley“                                                                     | Red Foley und die Sunshine Boys                                    | 1951               |                 |
| „Polonaise in A-Dur“ („Polonaise militaire“), Op. 40, Nr. 1 von Frédéric Chopin           | Artur Rubinstein                                                   | 1952               |                 |
| „Blue Suede Shoes“                                                                        | Carl Perkins                                                       | 1955               |                 |

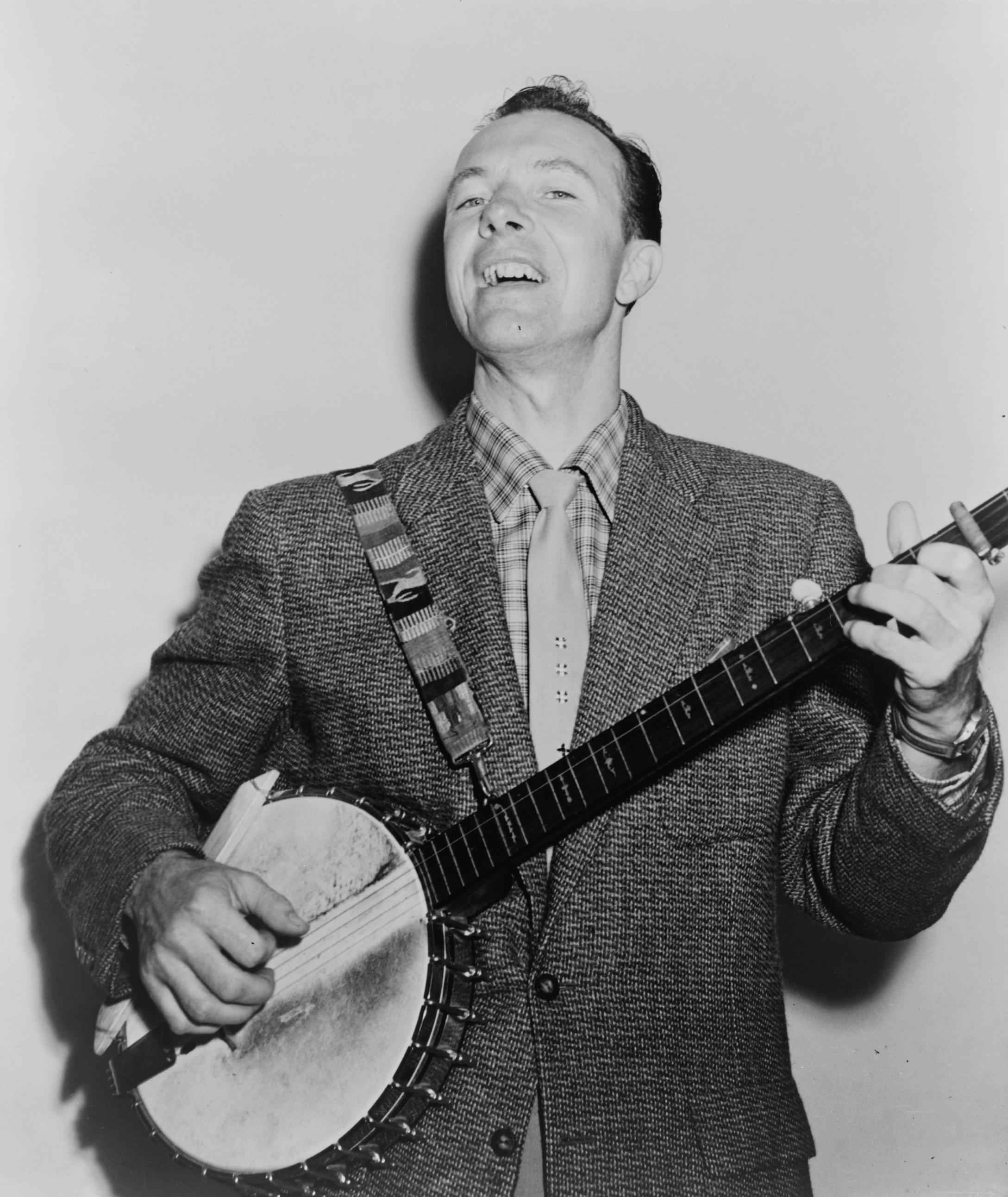
Pete Seeger adaptierte den Gospel-Song „I Shall Overcome“, indem er „I“ in „We“ änderte. Es wurde ein Standard der Bürgerrechts-bewegung.

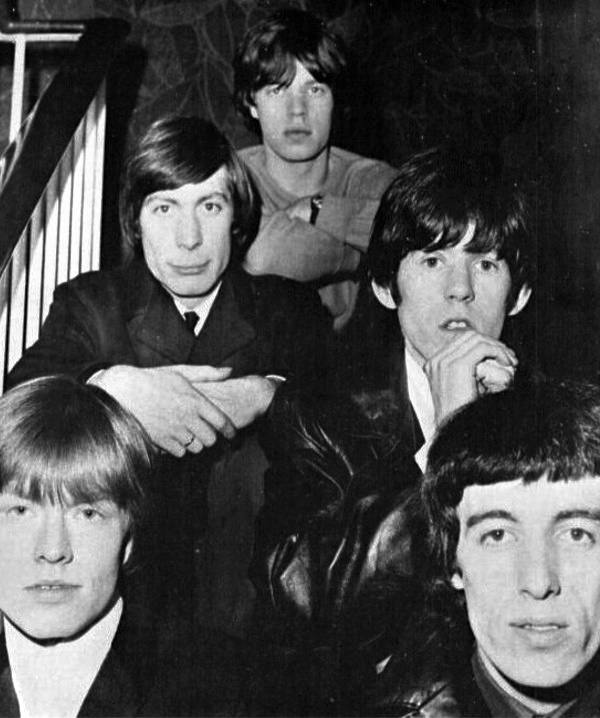
Der erste Nummer 1 Hit der Rolling Stones, (I Can’t Get No) Satisfaction, gilt als einer der größten Rock-Songs.

| Interviews mit William „Billy“ Bell (Kanadisch-irische Waldarbeiterlieder)                | Aufgenommen von Edward D. „Sandy“ Ives                             | 1956               |                 |
| Howl                                                                                      | Allen Ginsberg                                                     | 1959               |                 |
| The Button-Down Mind of Bob Newhart                                                       | Bob Newhart                                                        | 1960               |                 |
| „Be My Baby“                                                                              | The Ronettes                                                       | 1963               |                 |
| We Shall Overcome                                                                         | Pete Seeger                                                        | 1963               |                 |
| „A Change Is Gonna Come“                                                                  | Sam Cooke                                                          | 1964               |                 |
| „(I Can’t Get No) Satisfaction“                                                           | The Rolling Stones                                                 | 1965               |                 |
| The Velvet Underground & Nico                                                             | The Velvet Underground und Nico                                    | 1967               |                 |
| The Eighty-Six Years of Eubie Blake                                                       | Eubie Blake                                                        | 1969               |                 |
| Burnin’                                                                                   | The Wailers                                                        | 1973               |                 |
| Live in Japan                                                                             | Sarah Vaughan                                                      | 1973               |                 |
| Graceland                                                                                 | Paul Simon                                                         | 1986               |                 |

## Auswahl 2007

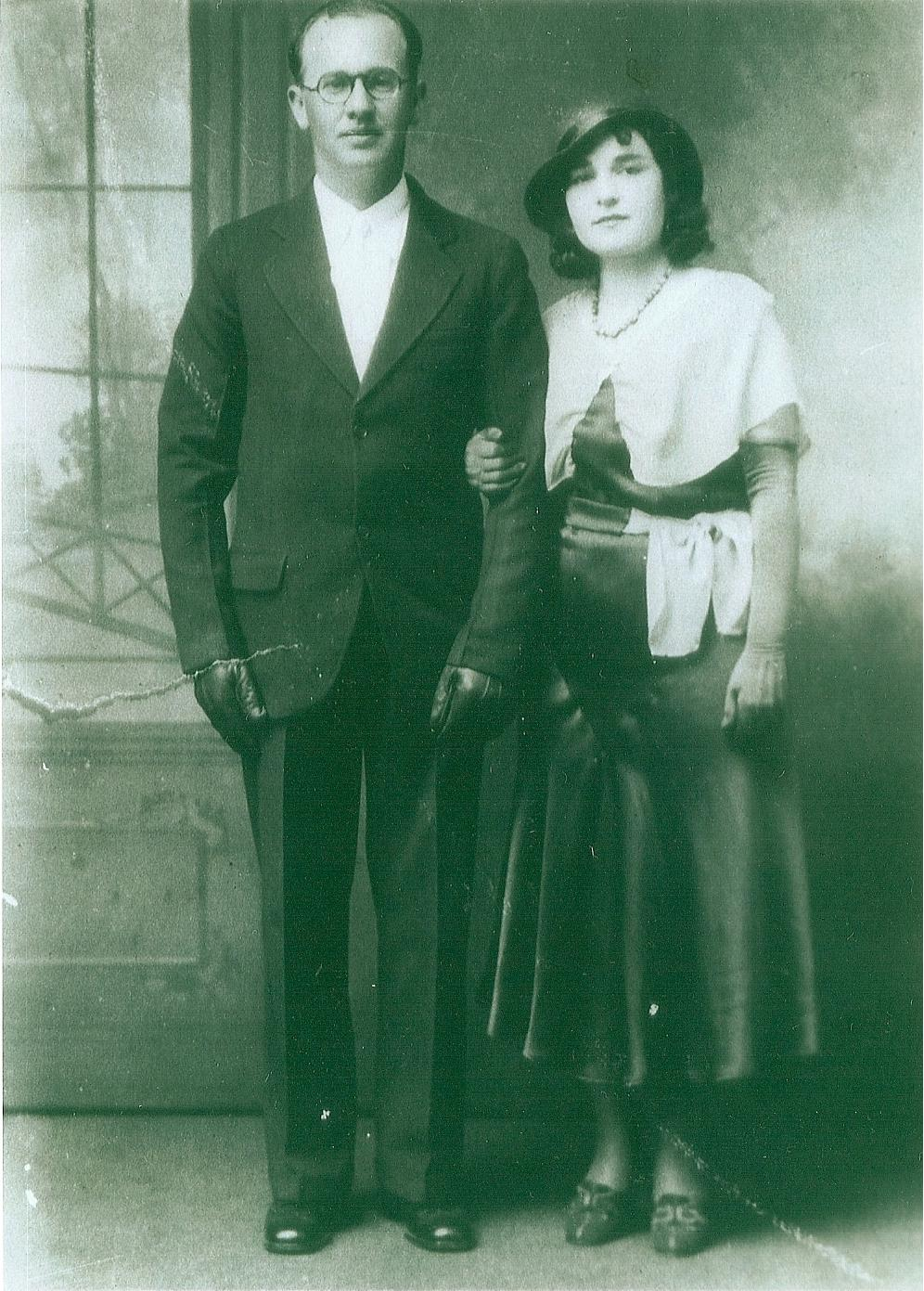
„Allons à Lafayette“ war die bekannteste Aufnahme von Cajun-Akkordeo-nist Joe Falcon.

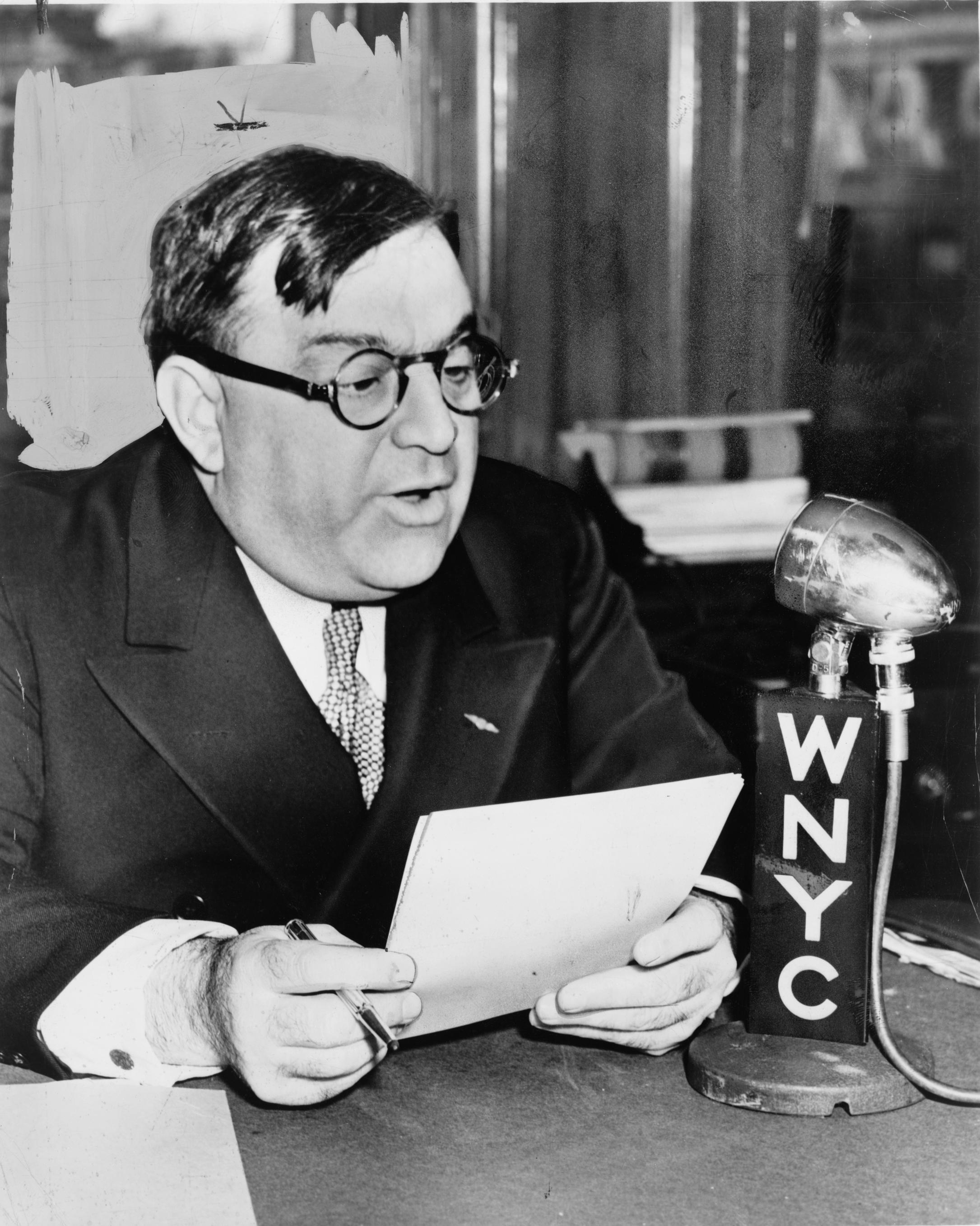
Fiorello La Guardia las 1945 während des Zeitungsauslieferungsstreiks die Comics im WNYC-Radio.

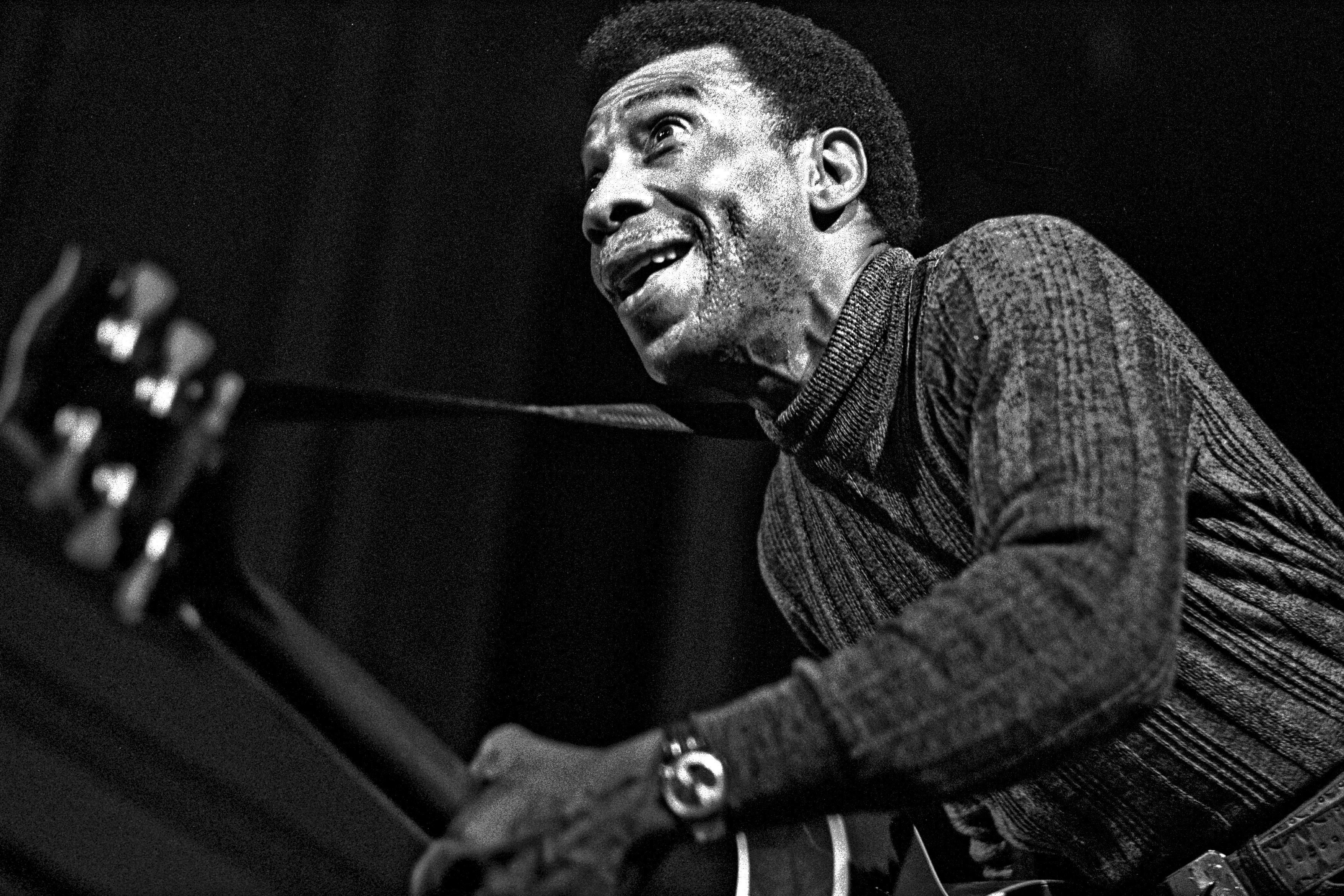
T-Bone Walker war einer der ersten E-Gitarristen.

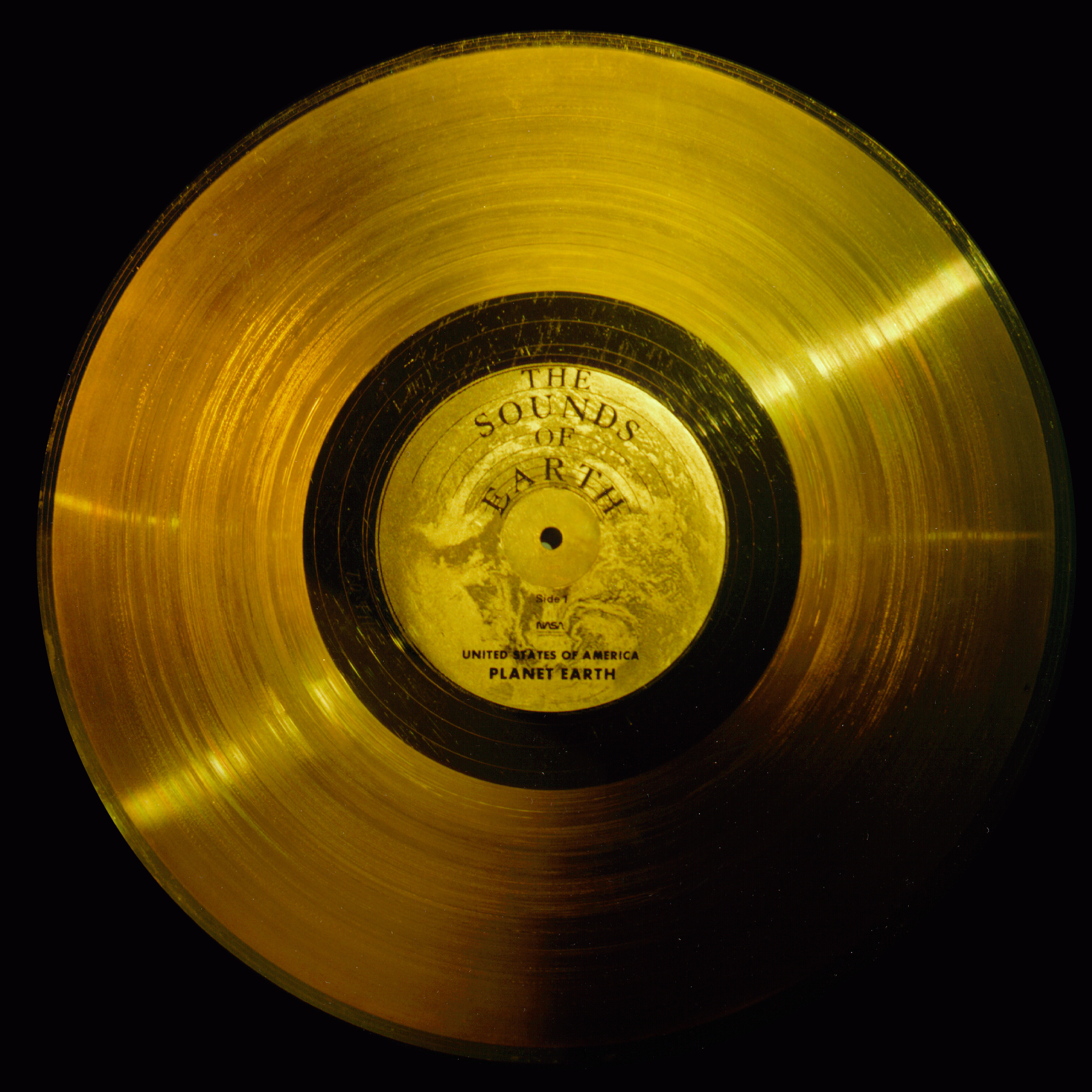
Murmurs of Earth ist eine eklektische 90-minütige Aufzeichnung vom Leben und der Kultur auf der Erde, die von der NASA in den Weltraum geschickt wurde.

Am 14. Mai 2008 wurden die folgenden fünfundzwanzig Tonaufzeichnungen vom National Recording Preservation Board ausgewählt:
| Tonaufnahme oder -kollektion                                         | Von                                                                                 | Jahr/Datum                            | National- archiv |
| -------------------------------------------------------------------- | ----------------------------------------------------------------------------------- | ------------------------------------- | ---------------- |
| Erste transatlantische Rundfunk-Sendung                              |                                                                                     | 14. März 1925                         |                  |
| „Allons a Lafayette“                                                 | Joe Falcon                                                                          | 1928                                  |                  |
| „Casta Diva“ aus Bellinis Norma                                      | Rosa Ponselle und Metropolitan Opera Orchester und Chor, dirigiert von Giulio Setti | 31. Dezember 1928 und 30. Januar 1929 |                  |
| „If I Could Hear My Mother Pray Again“                               | Thomas A. Dorsey                                                                    | 1934                                  |                  |
| „Sweet Lorraine“                                                     | Art Tatum                                                                           | 1940                                  |                  |
| Fibber McGee and Molly Start der Comedy-Serie im Radio               | Jim Jordan, Marian Jordan                                                           | 4. März 1940                          |                  |
| Wings Over Jordan                                                    |                                                                                     | 10. Mai 1942                          |                  |
| Fiorello H. La Guardia liest die Comics                              | Fiorello H. La Guardia                                                              | 1945                                  |                  |
| „Call It Stormy Monday (But Tuesday Is Just As Bad)“                 | T-Bone Walker                                                                       | 1947                                  |                  |
| Rede auf der 1948 Democratic National Convention                     | Harry S. Truman                                                                     | 15. Juli 1948                         |                  |
| The Jazz Scene                                                       | Verschiedene Künstler, produziert von Norman Granz                                  | 1949                                  |                  |
| „It Wasn’t God Who Made Honky Tonk Angels“                           | Kitty Wells                                                                         | 1952                                  |                  |
| My Fair Lady                                                         | Originalbesetzung                                                                   | 1956                                  |                  |
| „Navajo Shootingway Ceremony“ Field Recordings                       | Aufgenommen von David McAllester                                                    | 1957–1958                             |                  |
| „Freight Train“ und andere Folksongs und Melodien aus North Carolina | Elizabeth Cotten                                                                    | 1959                                  |                  |
| United States Marine Band Aufnahmen für das National Cultural Center |                                                                                     | 1963                                  |                  |
| „Oh, Pretty Woman“                                                   | Roy Orbison                                                                         | 1964                                  |                  |
| „The Tracks of My Tears“                                             | Smokey Robinson und The Miracles                                                    | 1965                                  |                  |
| You’ll Sing a Song and I’ll Sing a Song                              | Ella Jenkins                                                                        | 1966                                  |                  |
| Music from the Morning of the World                                  | Verschiedene Künstler, aufgenommen von David Lewiston                               | 1966                                  |                  |
| For the Roses                                                        | Joni Mitchell                                                                       | 1972                                  |                  |
| Head Hunters                                                         | Herbie Hancock                                                                      | 1973                                  |                  |
| Ronald Reagan Radio-Sendungen                                        | Ronald Reagan                                                                       | 1976–79                               |                  |
| Voyager Golden Record Disc vorbereitet für das Voyager Raumschiff    | Zusammenstellung durch Carl Sagan                                                   | 1977                                  |                  |
| Thriller                                                             | Michael Jackson                                                                     | 1982                                  |                  |

## Auswahl 2008

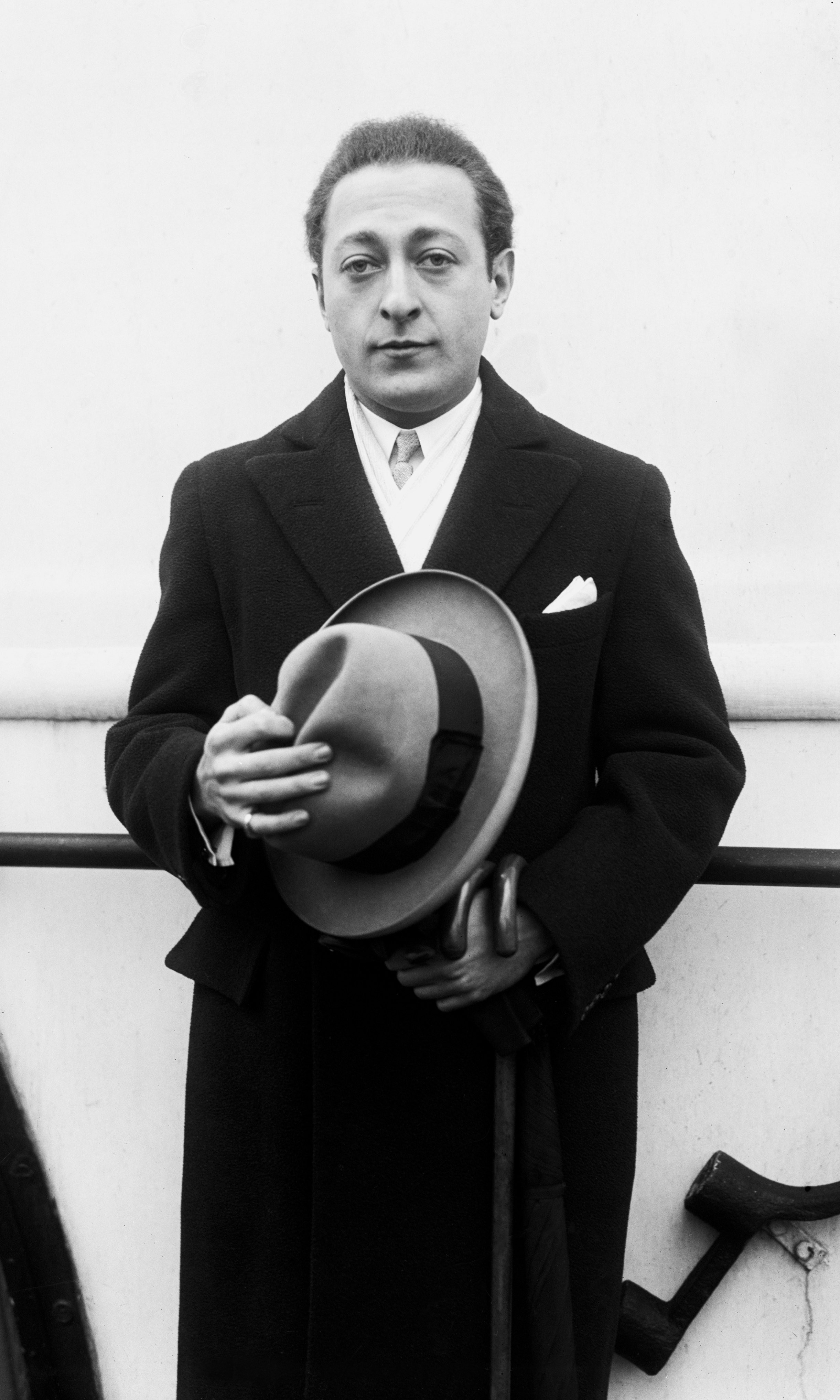
Kurz nach seinem Debüt in der Carnegie Hall nahm Violinist Jascha Heifetz seine erste Schallplatte für Victor auf.

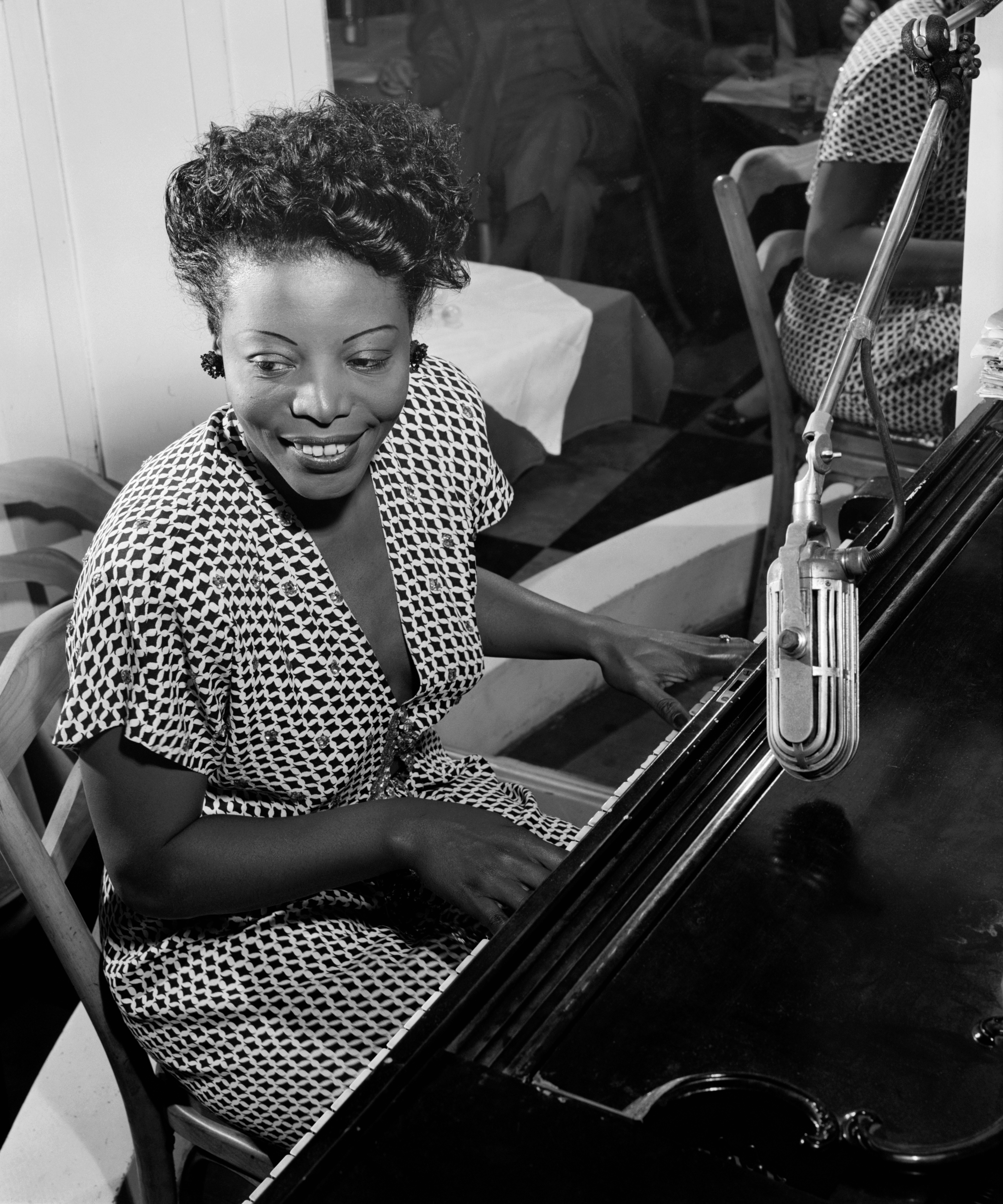
Mary Lou Williams war eine überaus produk-tive Jazzpianistin, Komponistin und Arrangeurin.

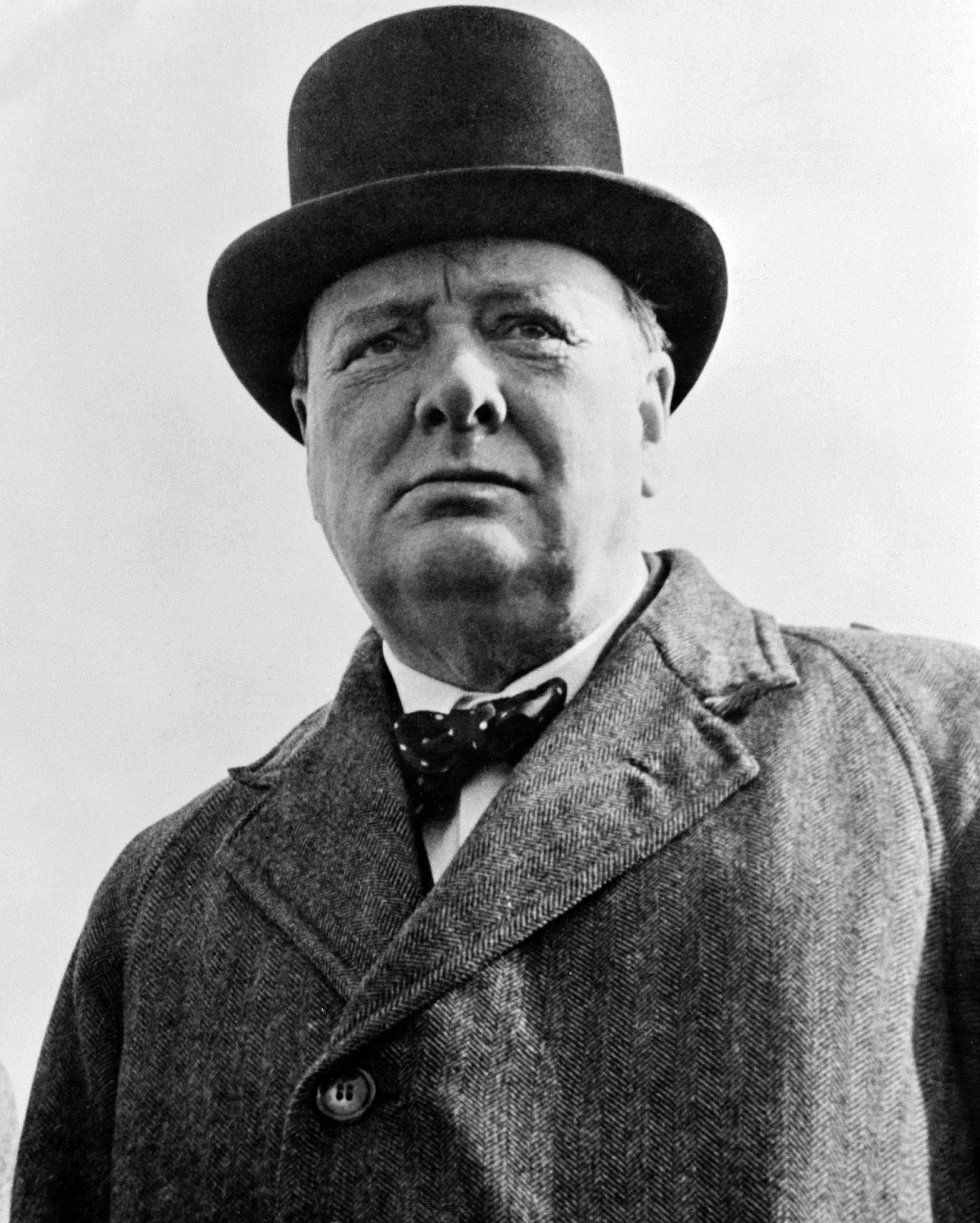
Winston Churchills „Sinews of Peace“ Rede prägte den Begriff „Eiserner Vorhang“.

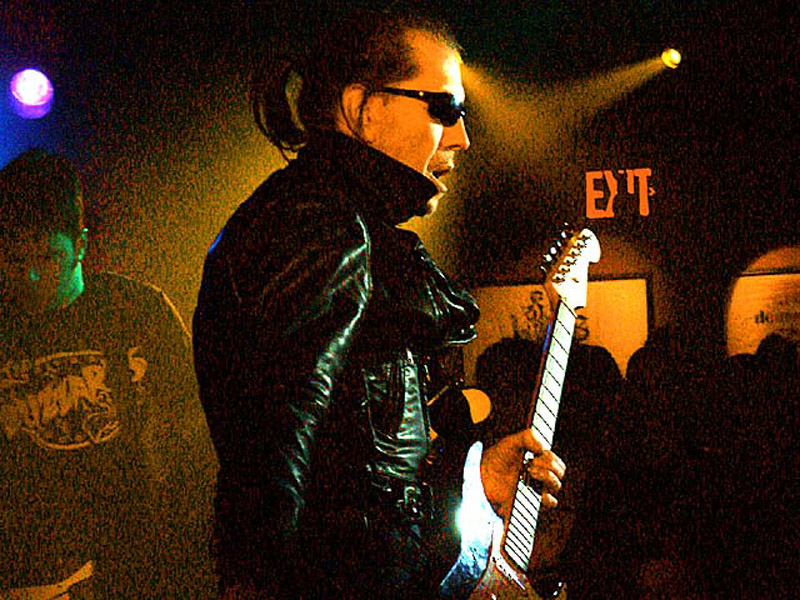
Mit Rumble machte Link Wray den Powerchord populär.

Am 10. Juni 2009 wurden die folgenden fünfundzwanzig Tonaufzeichnungen vom National Recording Preservation Board ausgewählt:
| Tonaufnahme oder -kollektion                                                                                  | Von                                                           | Jahr/Datum      | National-archiv |
| --- | ------------------------------------------------------------- | --------------- | --------------- |
| No News, or What Killed the Dog                                                                               | Nat M. Wills                                                  | 1908            |                 |
| Akustische Aufnahmen für Victor Talking Machine Company                                                       | Jascha Heifetz                                                | 1917–1924       |                 |
| Night Life | Mary Lou Williams                                             | 1930            |                 |
| Gesang des Elfenbeinspechts                                                                                   |                                                               | 1935            |                 |
| Gang Busters                                                                                                  |                                                               | 1935–1957       |                 |
| Bei Mir Bist Du Schön                                                                                         | The Andrews Sisters                                           | 1938            |                 |
| O Que É Que A Baiana Tem?                                                                                     | Carmen Miranda                                                | 1939            |                 |
| NBC Radio Berichterstattung von Marian Andersons Liederabend am Lincoln Memorial                              | Marian Anderson                                               | 9. April 1939   |                 |
| Tom Dooley | Frank Proffitt                                                | 1940            |                 |
| Mary Margaret McBride                                                                                         | Mary Margaret McBride und Zora Neale Hurston                  | 25. Januar 1943 |                 |
| Uncle Sam Blues (V-Disc)                                                                                      | Oran Hot Lips Page, begleitet von der Eddie Condons Jazz Band | 1944            |                 |
| Sinews of Peace (Eiserner Vorhang) Rede am Westminster College, Fulton, Missouri                              | Winston Churchill                                             | 5. März 1946    |                 |
| The Churkendoose                                                                                              | Ray Bolger                                                    | 1947            |                 |
| Boogie Chillen’                                                                                               | John Lee Hooker                                               | 1948            |                 |
| A Child’s Christmas in Wales                                                                                  | Dylan Thomas                                                  | 1952            |                 |
| A Festival of Nine Lessons and Carols wie am Weihnachtsabend gesungen in der King’s College Chapel, Cambridge | King’s College Choir; Boris Ord, Leiter                       | 1954            |                 |
| West Side Story (Original Broadway Cast)                                                                      | Originalbesetzung                                             | 1957            |                 |
| Tom Dooley | The Kingston Trio                                             | 1958            |                 |
| Rumble | Link Wray                                                     | 1958            |                 |
| The Play of Daniel: A Twelfth-Century Drama                                                                   | New York Pro Musica unter der Leitung von Noah Greenberg      | 1958            |                 |
| Rank Stranger                                                                                                 | The Stanley Brothers                                          | 1960            |                 |
| At Last | Etta James                                                    | 1961            |                 |
| 2000 Year Old ManYears mit Carl Reiner und Mel Brooks                                                         | Carl Reiner und Mel Brooks                                    | 1961            |                 |
| The Who Sings My Generation                                                                                   | The Who                                                       | 1966            |                 |
| He Stopped Loving Her Today                                                                                   | George Jones                                                  | 1980            |                 |

## Auswahl 2009

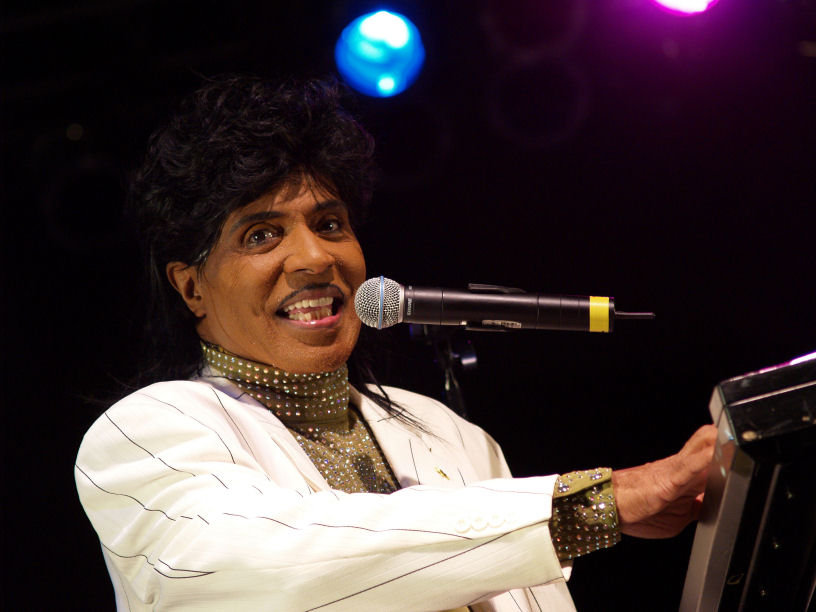
Little Richard

Am 23. Juni 2010 wurden die folgenden fünfundzwanzig Tonaufzeichnungen vom National Recording Preservation Board ausgewählt:
| Tonaufnahme oder -kollektion                                                                                     | Von                                                                              | Jahr/Datum                                | National- archiv |
| --- | -------------------------------------------------------------------------------- | ----------------------------------------- | ---------------- |
| „Fon der Choope (From the Wedding)“                                                                              | Abe Elenkrigs Yidishe Orchestra                                                  | 4. April 1913                             |                  |
| „Canal Street Blues“                                                                                             | King Olivers Creole Jazz Band                                                    | 5. April 1923                             |                  |
| Tristan und Isolde, NBC Rundfunkübertragung                                                                      | Metropolitan Opera, mit Kirsten Flagstad und Lauritz Melchior in den Hauptrollen | 9. März 1935                              |                  |
| „When You Wish Upon a Star“                                                                                      | Cliff Edwards                                                                    | 1938 (Aufnahme), 1940 (Veröffent-lichung) |                  |
| America's Town Meeting of the Air: „Should Our Ships Convoy Materials to England?“                               | George V. Denny junior (Moderator); Reinhold Niebuhr, John Flynn (Gäste)         | 8. Mai 1941                               |                  |
| Sammlung von Field Recordings der Kämpfe des Marine Corps durch die Library of Congress, Schlacht um Guam (1944) |                                                                                  | 1944                                      |                  |
| „Evangeline Special“ und „Love Bridge Waltz“                                                                     | Iry LeJeune                                                                      | 1948                                      |                  |
| The Little Engine that Could                                                                                     | Paul Wing, Sprecher                                                              | 1949                                      |                  |
| Leon Metcalf Sammlung mit Aufnahmen der „First People of Western Washington State“                               | Leon Metcalf                                                                     | 1950–1954                                 |                  |
| „Tutti Frutti“                                                                                                   | Little Richard                                                                   | 1955                                      |                  |
| „Smokestack Lightning“                                                                                           | Howlin’ Wolf                                                                     | 1956                                      |                  |
| Gypsy | Aufnahme der Originalbesetzung                                                   | 1959                                      |                  |
| The Complete Village Vanguard Recordings                                                                         | Bill Evans Trio                                                                  | 25. Juni 1961                             |                  |
| „Daisy Bell (Bicycle Built for Two)“                                                                             | Max Mathews                                                                      | 1961                                      |                  |
| I Started Out as a Child                                                                                         | Bill Cosby                                                                       | 1964                                      |                  |
| Azucar Pa’ Ti | Eddie Palmieri                                                                   | 1965                                      |                  |
| Today! | Mississippi John Hurt                                                            | 1966                                      |                  |
| „Silver Apples of the Moon“                                                                                      | Morton Subotnick                                                                 | 1967                                      |                  |
| Soul Folk in Action                                                                                              | The Staple Singers                                                               | 1968                                      |                  |
| The Band | The Band                                                                         | 1969                                      |                  |
| „Coal Miner’s Daughter“                                                                                          | Loretta Lynn                                                                     | 1970                                      |                  |
| Red Headed Stranger                                                                                              | Willie Nelson                                                                    | 1975                                      |                  |
| Horses | Patti Smith                                                                      | 1975                                      |                  |

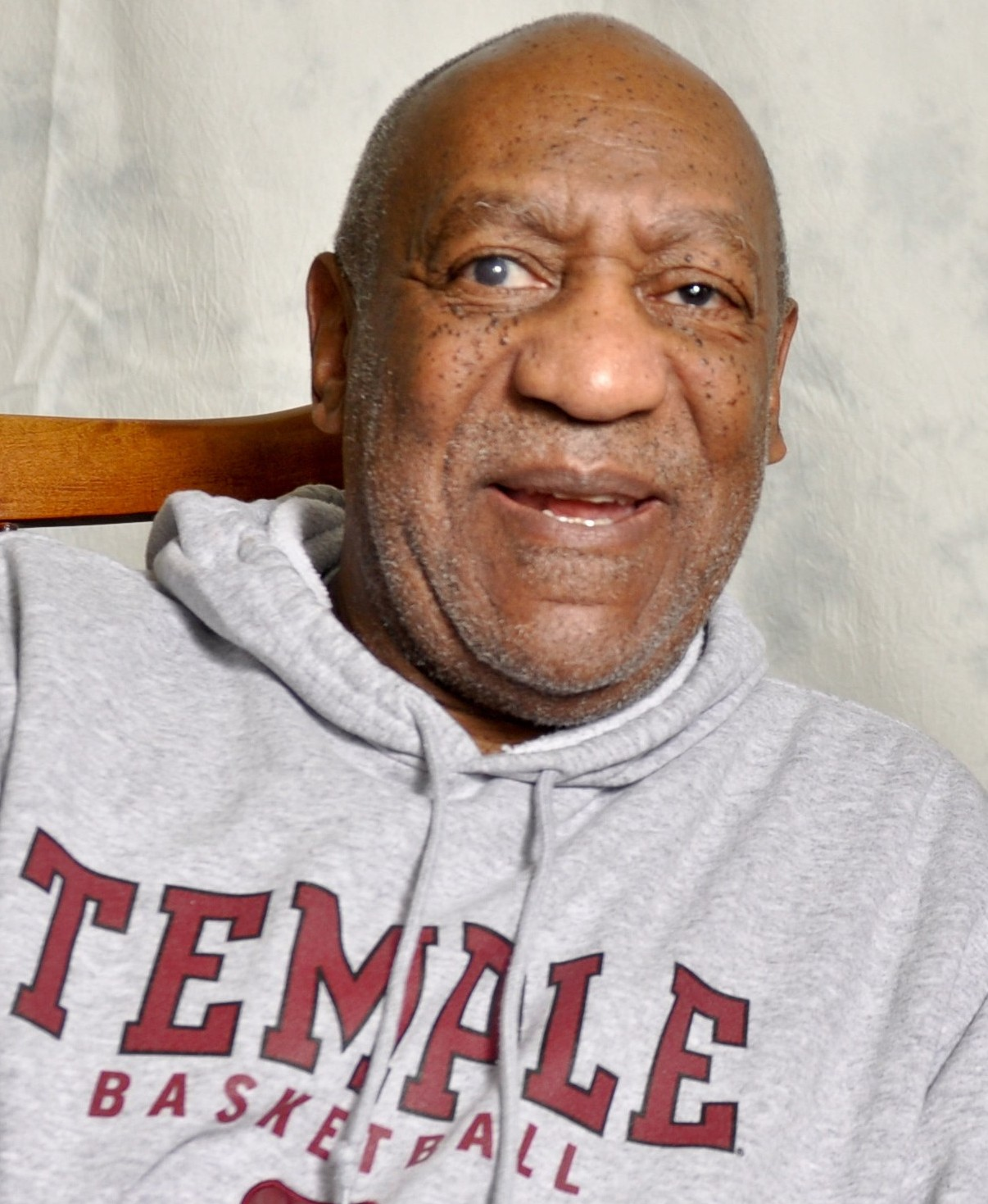
Bill Cosby

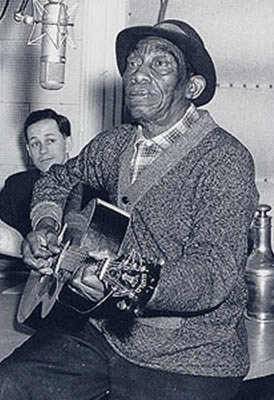
Mississippi John Hurt

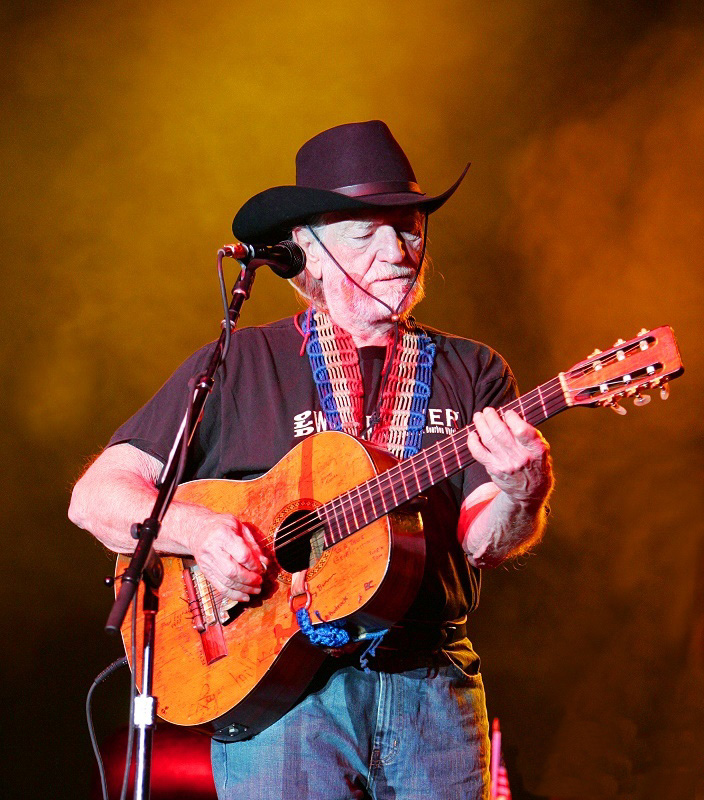
Willie Nelson

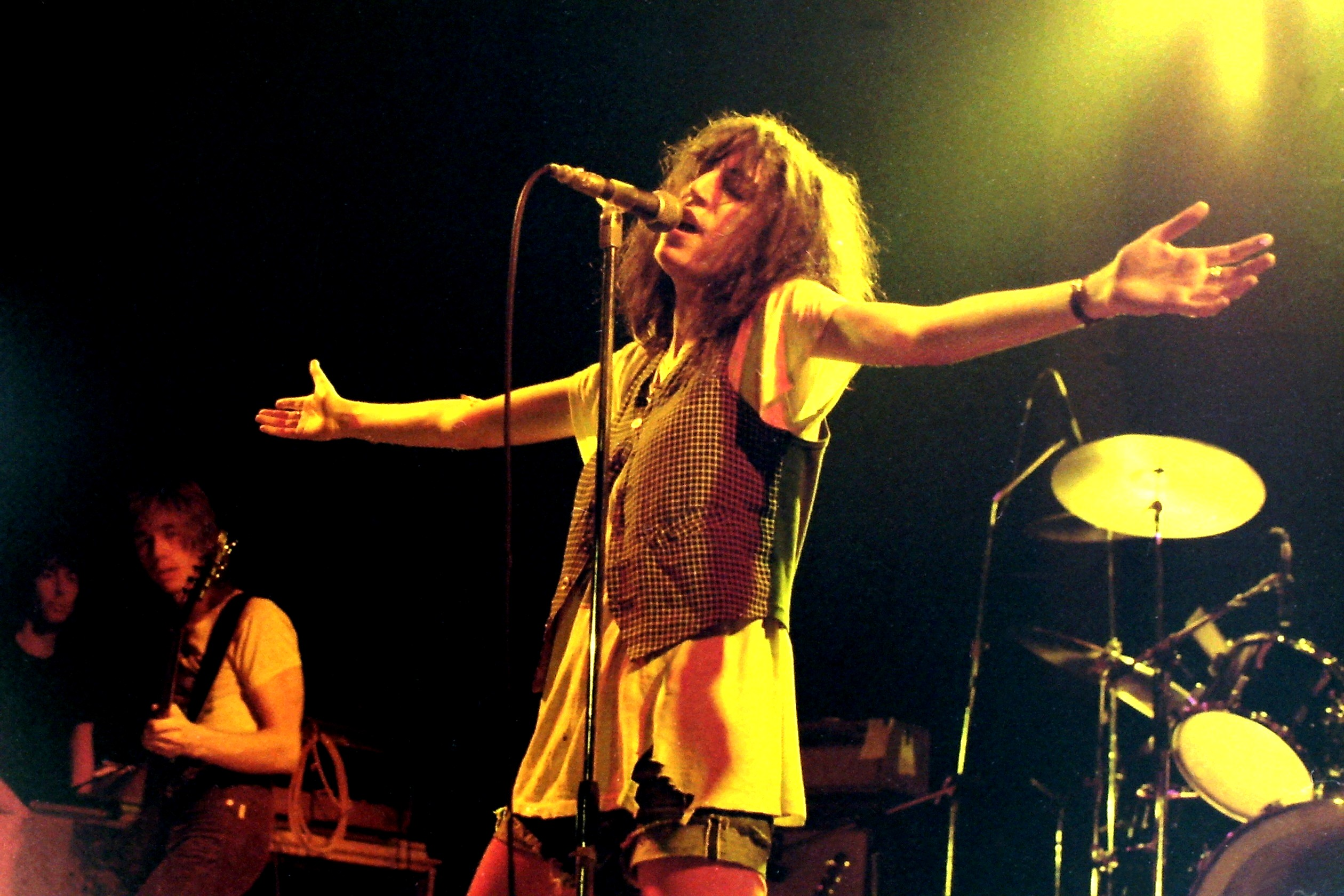
Patti Smith

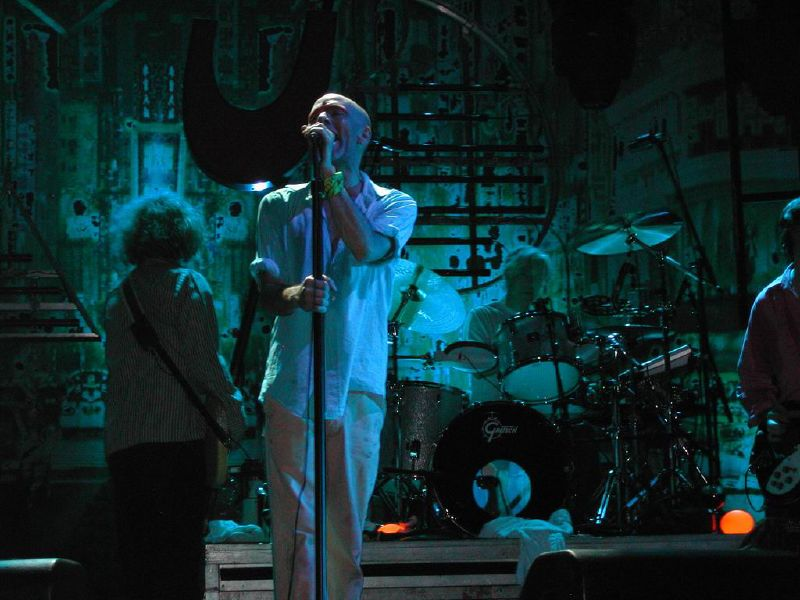
R.E.M.

| „Radio Free Europe“ Original Single von Hib-Tone Recordings                                                      | R.E.M.                                                                           | 1981                                      |                  |
| „Dear Mama“ | 2Pac                                                                             | 1995                                      |                  |

## Auswahl 2010

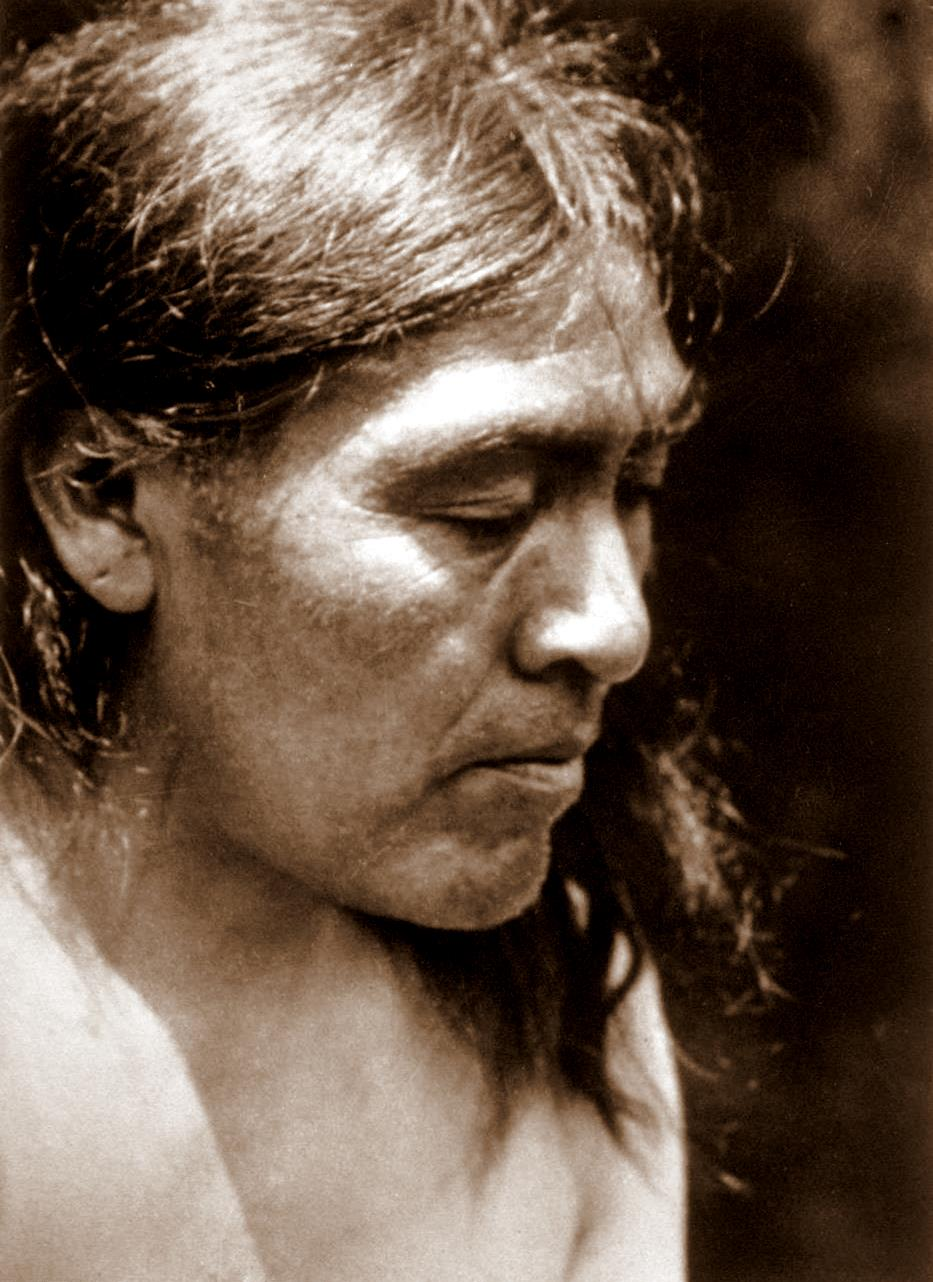
Ishi, letzter Überlebender der Yahi-Indianer

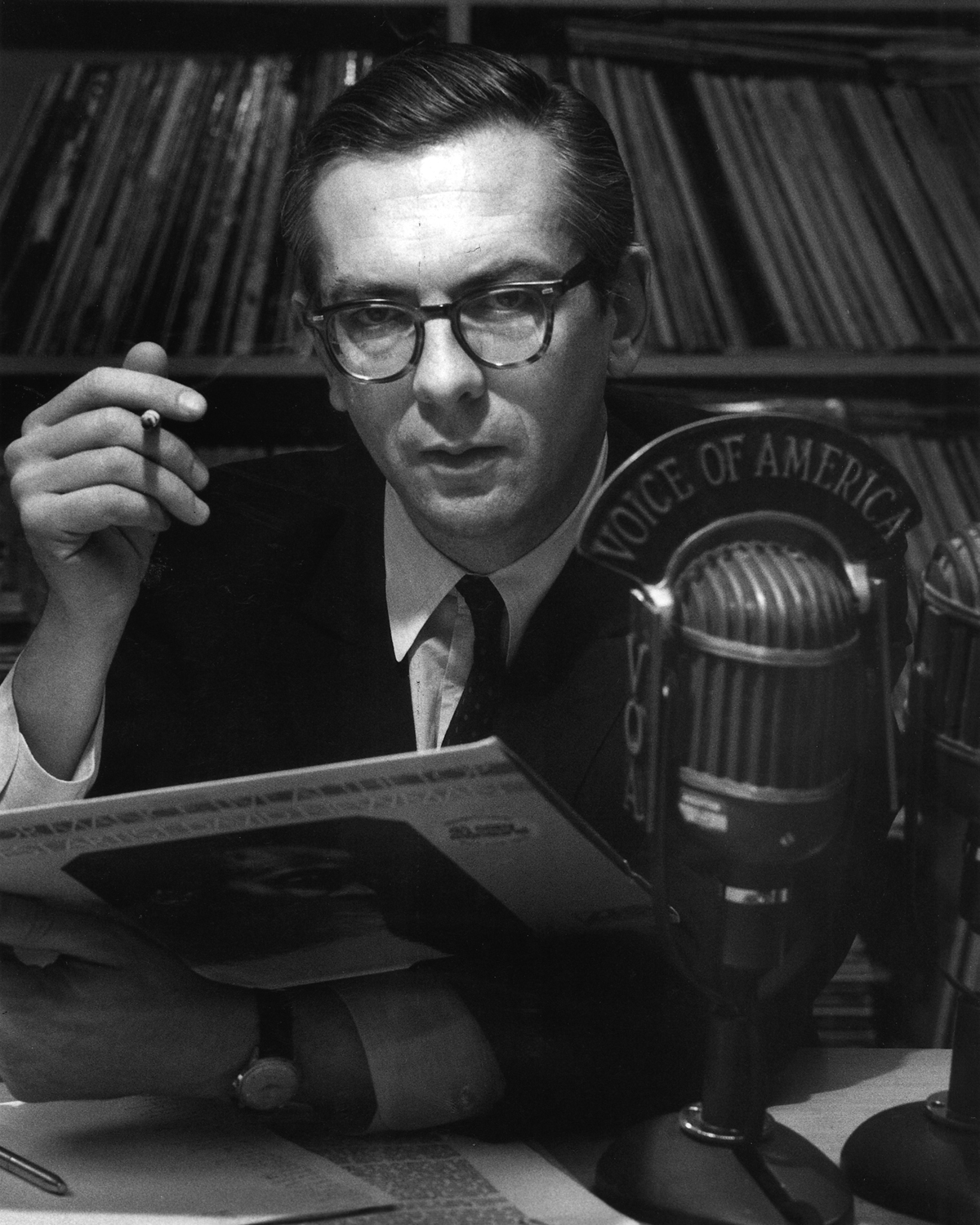
Willis Conover – Radiomoderator bei Voice of America.

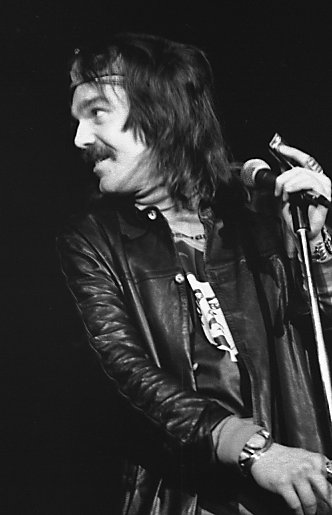
Don Van Vliet, besser bekannt unter seinem Künstlernamen Captain Beefheart

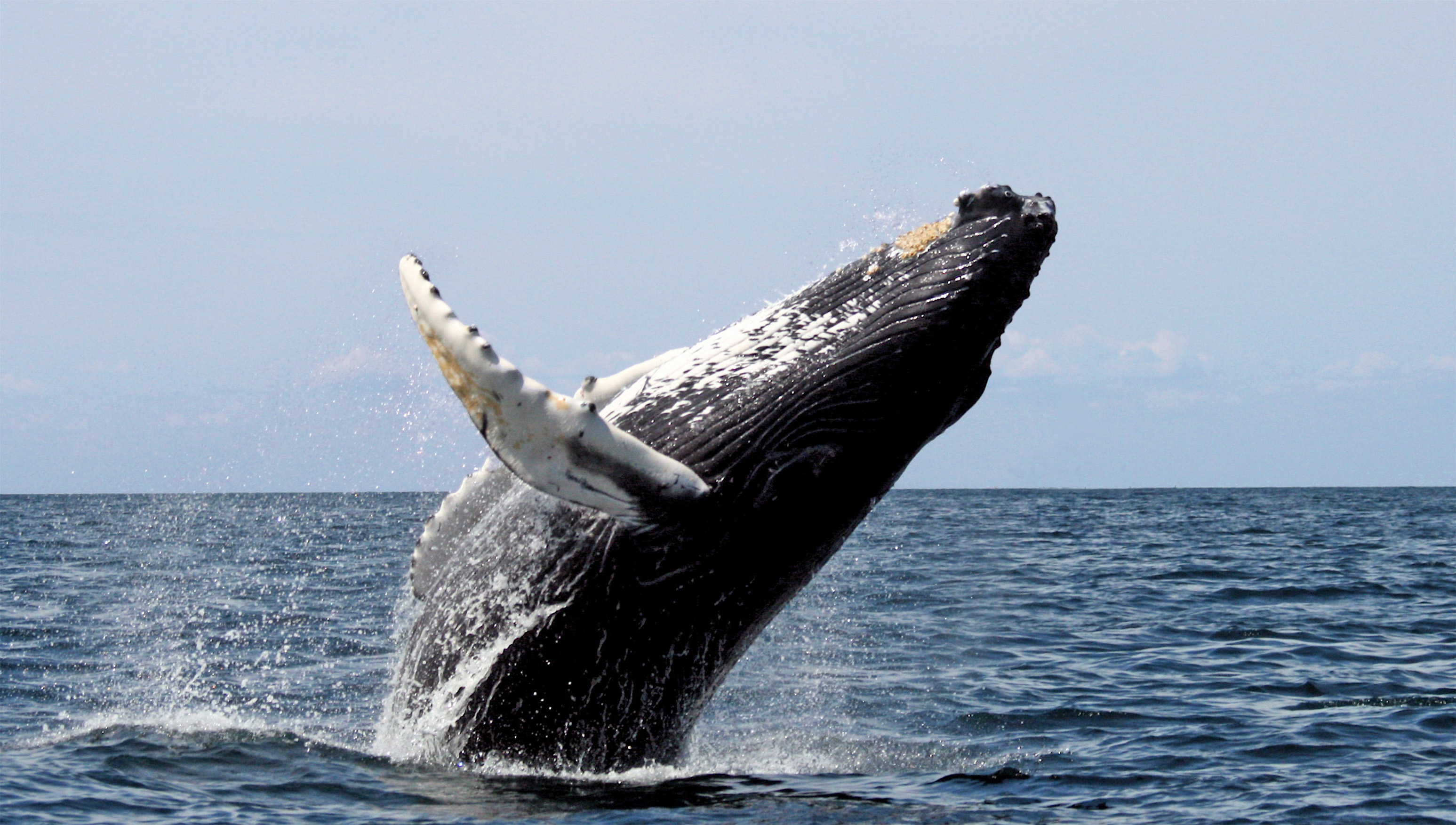
Ein Buckelwal, bekannt für seinen Walgesang

Am 6. April 2011 wurde die Auswahl der folgenden fünfundzwanzig Tonaufzeichnungen bekannt gegeben:
| Tonaufnahme oder -kollektion                                | Von                                                   | Jahr/Datum       | National-archiv |
| ----------------------------------------------------------- | ----------------------------------------------------- | ---------------- | --------------- |
| Phonautogramme                                              | Édouard-Léon Scott de Martinville                     | ca. 1853–1861    |                 |
| „Take Me Out to the Ball Game“                              | Edward Meeker, begleitet vom Edison Orchestra         | 1908             |                 |
| Wachswalzen-Aufnahmen der Yahi-Sprache                      | Ishi, letzter Überlebender der Yahi-Indianer          | 1911–1914        |                 |
| „Dark Was the Night, Cold Was the Ground“                   | Blind Willie Johnson                                  | 1927             |                 |
| „It's the Girl“                                             | Die Boswell Sisters mit dem Dorsey Brothers Orchestra | 1931             |                 |
| „Mal Hombre“                                                | Lydia Mendoza                                         | 1934             |                 |
| „Tumbling Tumbleweeds“                                      | The Sons of the Pioneers                              | 1934             |                 |
| Talking Union                                               | The Almanac Singers                                   | 1941             |                 |
| Jazz at the Philharmonic                                    | Nat King Cole, Les Paul, Buddy Rich und andere        | 2. Juli 1944     |                 |
| „Missa Papae Marcelli“ von Giovanni Pierluigi da Palestrina | Roger Wagner Chor                                     | 1951             |                 |
| „The Eagle Stirreth Her Nest“                               | Hochwürden C. L. Franklin                             | 1953             |                 |
| „Tipitina“                                                  | Professor Longhair                                    | 1953             |                 |
| „At Sunset“                                                 | Mort Sahl                                             | 1955             |                 |
| Interviews mit Jazzmusikern für Voice of America            | Willis Conover                                        | 1956             |                 |
| The Music from Peter Gunn                                   | Henry Mancini                                         | 1958             |                 |
| United Sacred Harp Musical Convention in Fyffe, Alabama     | Außenaufnahmen von Alan Lomax und Shirley Collins     | 1959             |                 |
| Blind Joe Death                                             | John Fahey                                            | 1959, 1964, 1967 |                 |
| „Stand by Your Man“                                         | Tammy Wynette                                         | 1968             |                 |
| Trout Mask Replica                                          | Captain Beefheart and His Magic Band                  | 1969             |                 |
| Songs of the Humpback Whale                                 | Frank Watlington, Roger Payne und andere              | 1970             |                 |
| „Let’s Stay Together“                                       | Al Green                                              | 1971             |                 |
| „Black Angels (Thirteen Images from the Dark Land)“         | New York Strings Quartet                              | 1972             |                 |
| Aja                                                         | Steely Dan                                            | 1977             |                 |
| GOPAC Strategy and Instructional Tapes                      | Newt Gingrich und andere                              | 1986–1994        |                 |
| 3 Feet High and Rising                                      | De La Soul                                            | 1989             |                 |

## Auswahl 2011

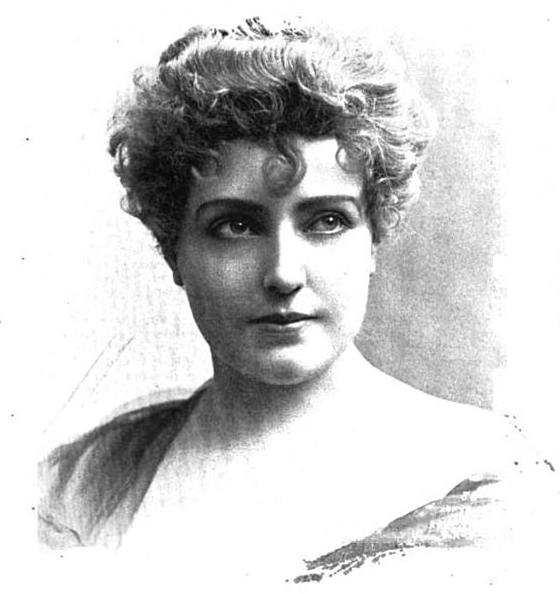
Lillian Russell

Am 23. Mai 2012 wurden die folgenden fünfundzwanzig Tonaufzeichnungen vom National Recording Preservation Board ausgewählt:

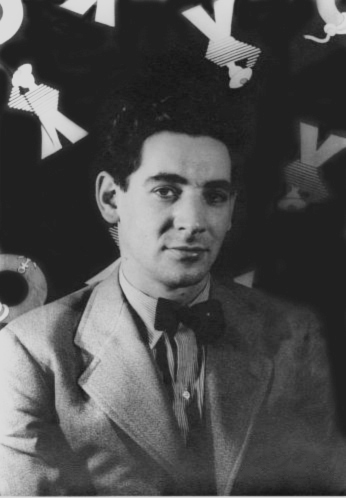
Leonard Bernstein

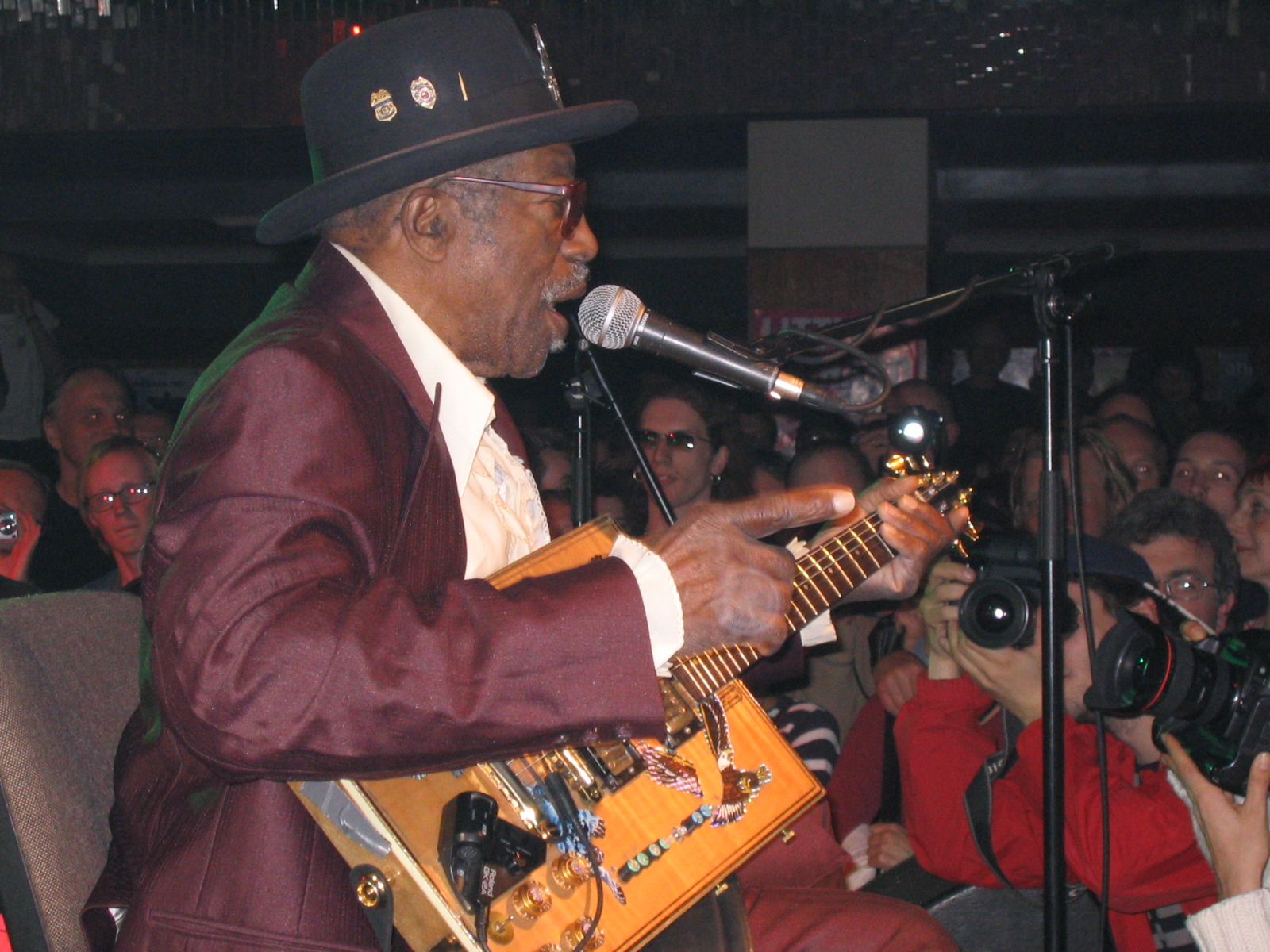
Bo Diddley

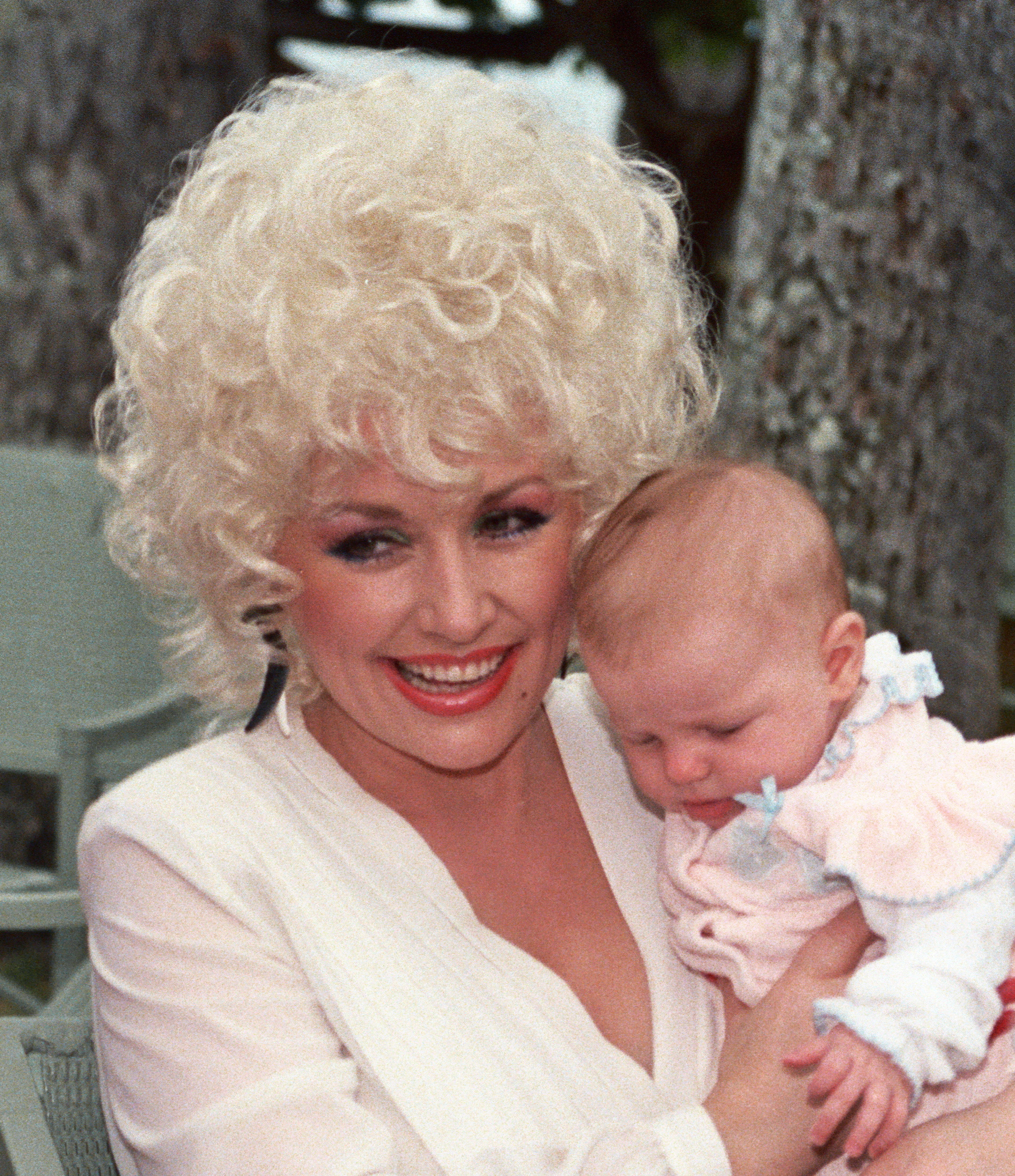
Dolly Parton

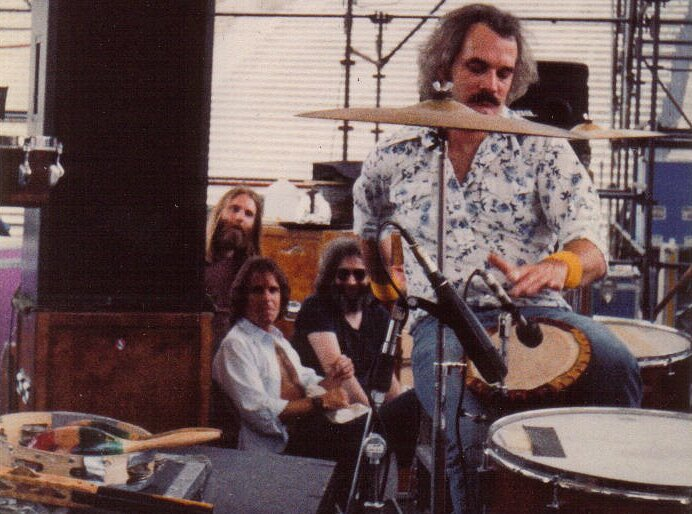
Grateful Dead

| Tonaufnahme oder -kollektion                                                       | Von                                             | Jahr/Datum                      | National-archiv |
| ---------------------------------------------------------------------------------- | ----------------------------------------------- | ------------------------------- | --------------- |
| Edison Talking Doll Wachswalze                                                     |                                                 | November 1888                   |                 |
| „Come Down Ma Evenin’ Star“                                                        | Lillian Russell                                 | 1912                            |                 |
| „Ten Cents A Dance“                                                                | Ruth Etting                                     | 1930                            |                 |
| Voices from the Days of Slavery                                                    | Verschiedene                                    | 1932–1975                       |                 |
| „I Want to Be a Cowboy’s Sweetheart“                                               | Patsy Montana                                   | 1935                            |                 |
| „Fascinating Rhythm“                                                               | Sol Hoopii                                      | 1938                            |                 |
| „Artistry In Rhythm“                                                               | Stan Kenton                                     | 1943                            |                 |
| Debüt von Leonard Bernstein bei den New Yorker Philharmonikern                     | Leonard Bernstein                               | 14. November 1943               |                 |
| Hottest Women’s Band of the 1940s                                                  | International Sweethearts of Rhythm             | 1944–1946 (veröffentlicht 1984) |                 |
| „Hula Medley“                                                                      | Gabby Pahinui                                   | 1947                            |                 |
| Indians for Indians (Hour)                                                         | Don Whistler                                    | 25. März 1947                   |                 |
| I Can Hear It Now: 1933-1945                                                       | Edward R. Murrow und Fred W. Friendly           | 1948                            |                 |
| „Let's Go Out to the Programs“                                                     | The Dixie Hummingbirds                          | 1953                            |                 |
| Also Sprach Zarathustra                                                            | Fritz Reiner und das Chicago Symphony Orchestra | 1954, 1958                      |                 |
| „Bo Diddley“, „I’m a Man“                                                          | Bo Diddley                                      | 1955                            |                 |
| „Green Onions“                                                                     | Booker T. & the M.G.’s                          | 1962                            |                 |
| A Charlie Brown Christmas                                                          | Vince Guaraldi Trio                             | 1965                            |                 |
| Forever Changes                                                                    | Love                                            | 1967                            |                 |
| The Continental Harmony: The Gregg Smith Singers Perform Music of William Billings | The Gregg Smith Singers                         | 1969                            |                 |
| „Coat of Many Colors“                                                              | Dolly Parton                                    | 1971                            |                 |
| Mothership Connection                                                              | Parliament                                      | 1975                            |                 |
| Barton Hall Concert at Cornell University                                          | Grateful Dead                                   | 1977                            |                 |
| „I Feel Love“                                                                      | Donna Summer                                    | 1977                            |                 |
| „Rapper’s Delight“                                                                 | Sugarhill Gang                                  | 1979                            |                 |
| Purple Rain                                                                        | Prince and The Revolution                       | 1984                            |                 |

## Auswahl 2012

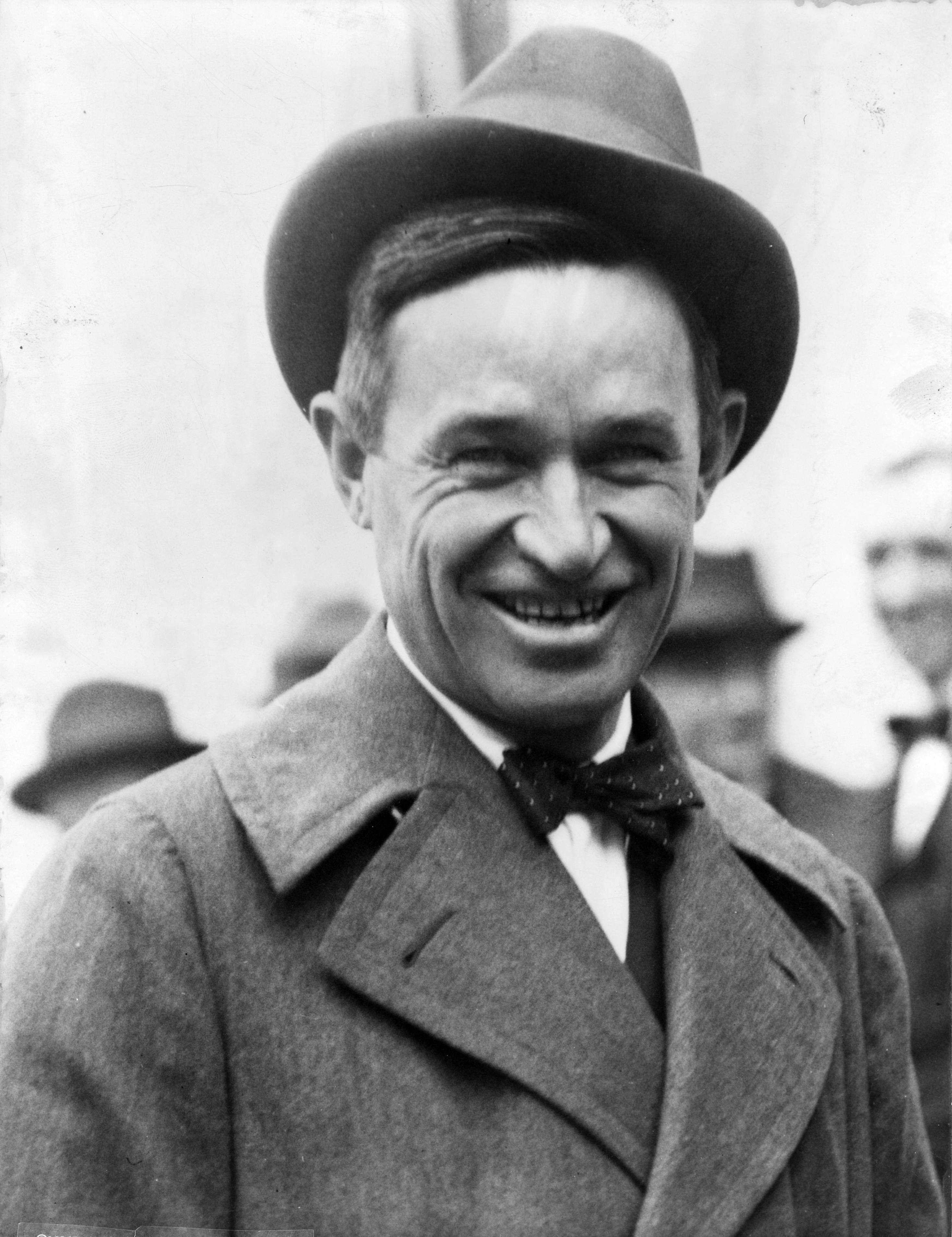
Will Rogers

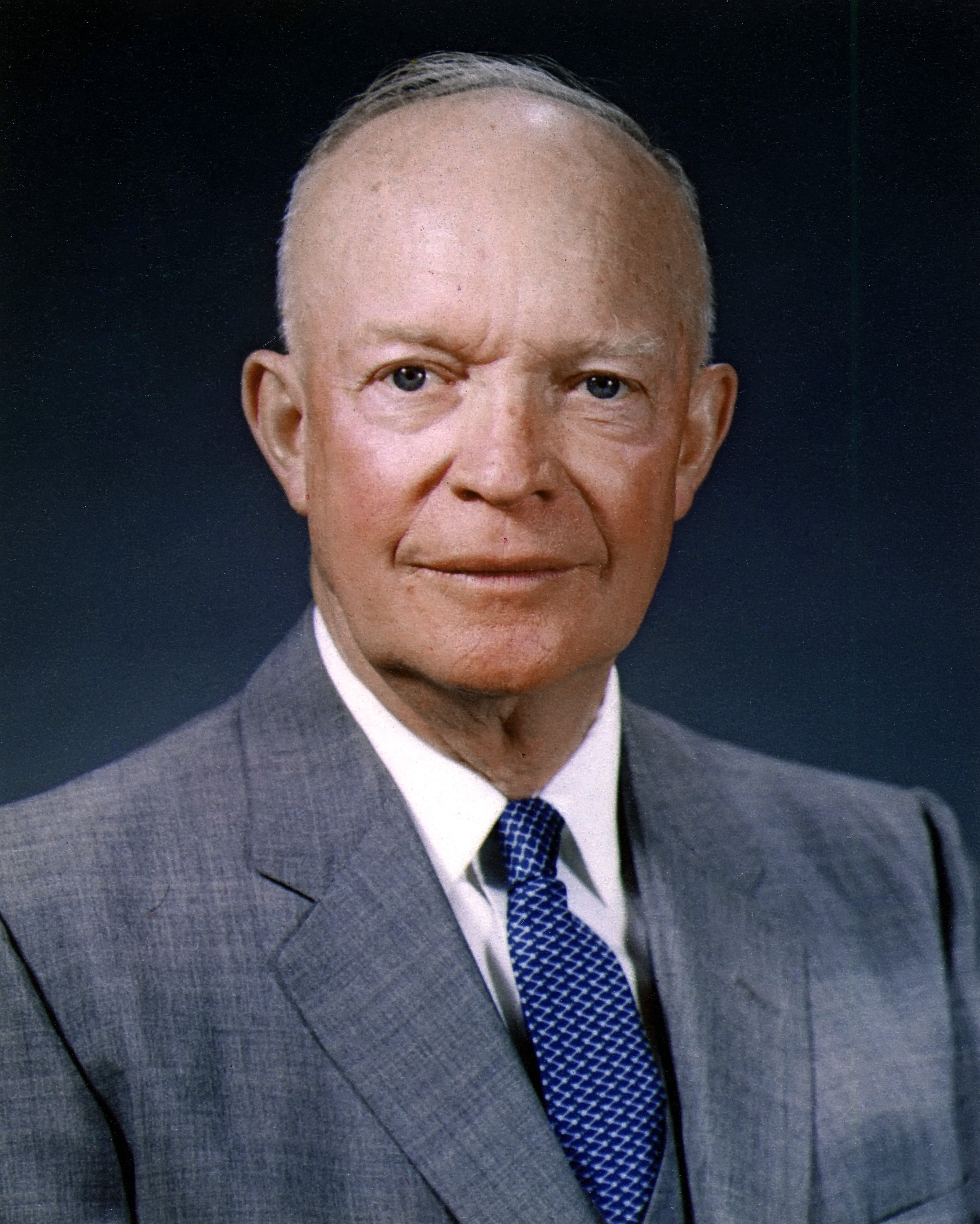
Dwight D. Eisenhower

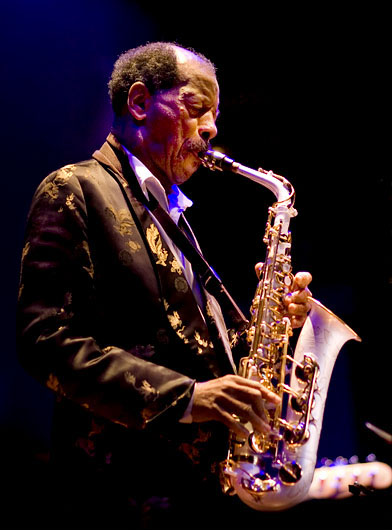
Ornette Coleman

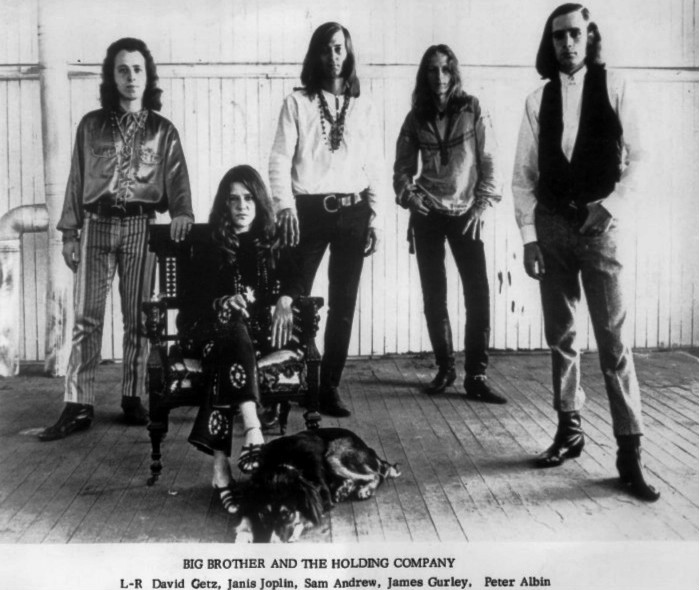
Big Brother and the Holding Company

Am 21. März 2013 wurde die Auswahl der folgenden fünfundzwanzig Tonaufzeichnungen bekannt gegeben:
| Tonaufnahme oder -kollektion                            | Von                                                 | Jahr/Datum        | National-archiv |
| ------------------------------------------------------- | --------------------------------------------------- | ----------------- | --------------- |
| „After You’ve Gone“                                     | Marion Harris                                       | 1918              |                 |
| „Bacon, Beans and Limousines“                           | Will Rogers                                         | 18. Oktober 1931  |                 |
| „Begin the Beguine“                                     | Artie Shaw                                          | 1938              |                 |
| „You Are My Sunshine“                                   | Jimmie Davis                                        | 1940              |                 |
| D-Day Radiosendung                                      | George Hicks                                        | 5. – 6. Juni 1944 |                 |
| „Just Because“                                          | Frank Yankovic & His Yanks                          | 1947              |                 |
| South Pacific Aufnahme der Originalbesetzung            | Originalbesetzung                                   | 1949              |                 |
| Descargas: Cuban Jam Sessions in Miniature              | Cachao                                              | 1957              |                 |
| 1. Klavierkonzert von Tschaikowski                      | Van Cliburn                                         | 11. April 1958    |                 |
| Botschaft des Präsidenten gesendet vom Atlas Satelliten | Dwight D. Eisenhower                                | 19. Dezember 1958 |                 |
| A Program of Song                                       | Leontyne Price                                      | 1959              |                 |
| The Shape of Jazz to Come                               | Ornette Coleman                                     | 1959              |                 |
| „Crossing Chilly Jordan“                                | Blackwood Brothers                                  | 1960              |                 |
| „The Twist“                                             | Chubby Checker                                      | 1960              |                 |
| Old Time Music at Clarence Ashley’s                     | Clarence Ashley, Doc Watson und andere              | 1960–1962         |                 |
| Hoodoo Man Blues                                        | Junior Wells Chicago Blues Band featuring Buddy Guy | 1965              |                 |
| Sounds of Silence                                       | Simon & Garfunkel                                   | 1966              |                 |
| Cheap Thrills                                           | Big Brother and the Holding Company                 | 1968              |                 |
| The Dark Side of the Moon                               | Pink Floyd                                          | 1973              |                 |
| Music Time In Africa                                    | Leo Sarkisian                                       | 29. Juli 1973     |                 |
| The Wild Tchoupitoulas                                  | The Wild Tchoupitoulas                              | 1976              |                 |
| Ramones                                                 | Ramones                                             | 1976              |                 |
| Saturday Night Fever Soundtrack                         | The Bee Gees und andere                             | 1977              |                 |
| Einstein on the Beach                                   | Philip Glass und Robert Wilson                      | 1979              |                 |
| The Audience With Betty Carter                          | Betty Carter                                        | 1980              |                 |

## Auswahl 2013

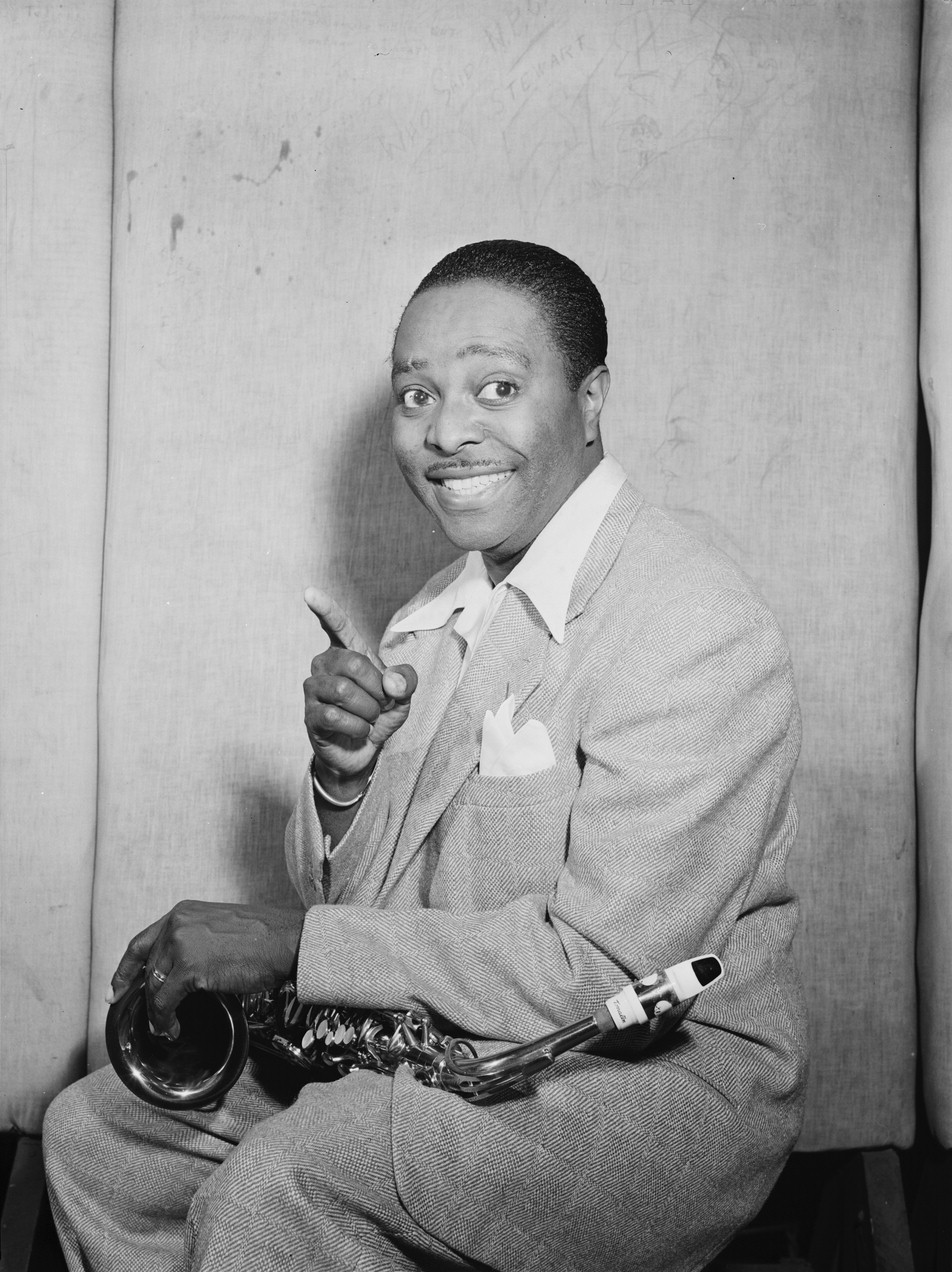
Louis Jordan

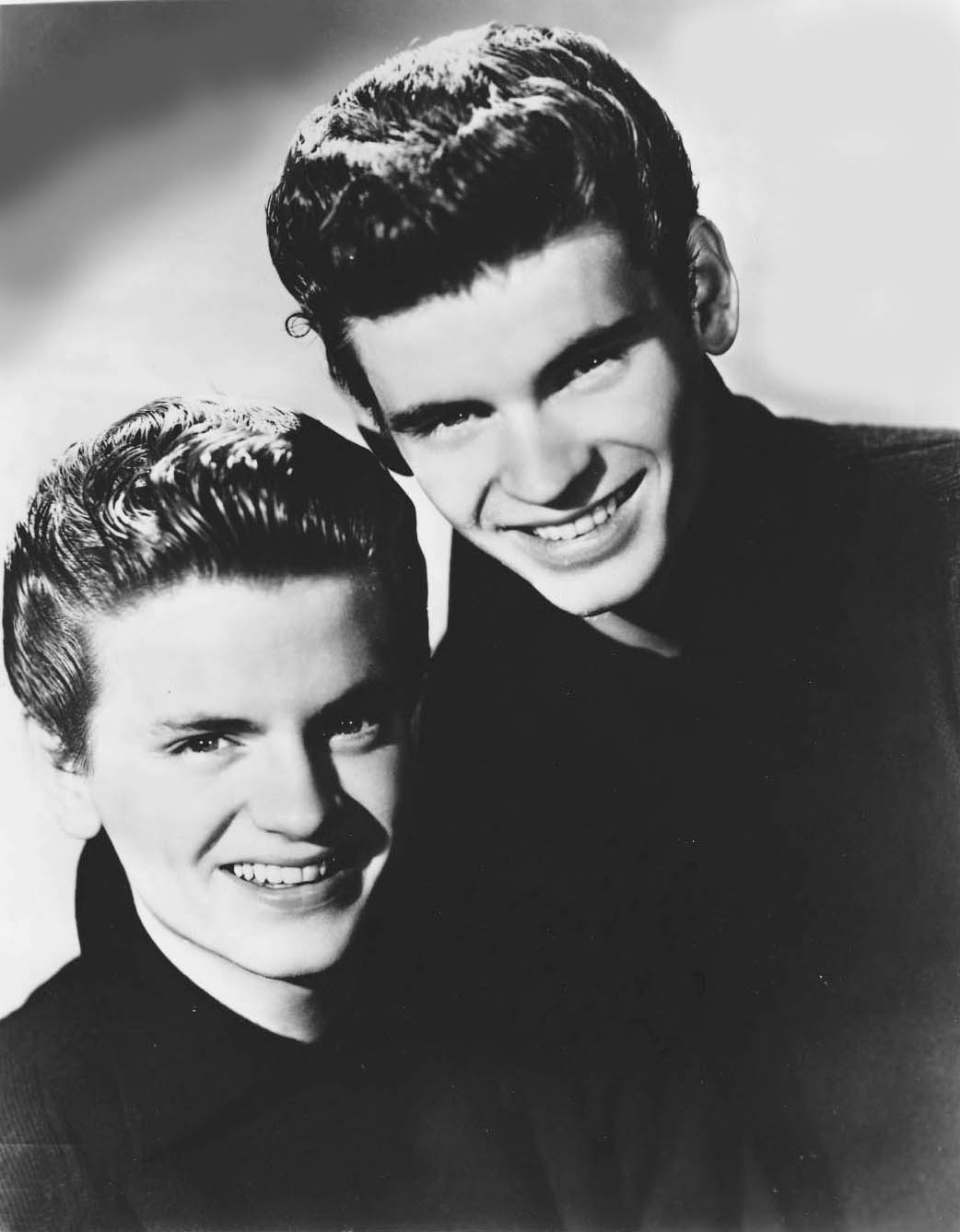
The Everly Brothers

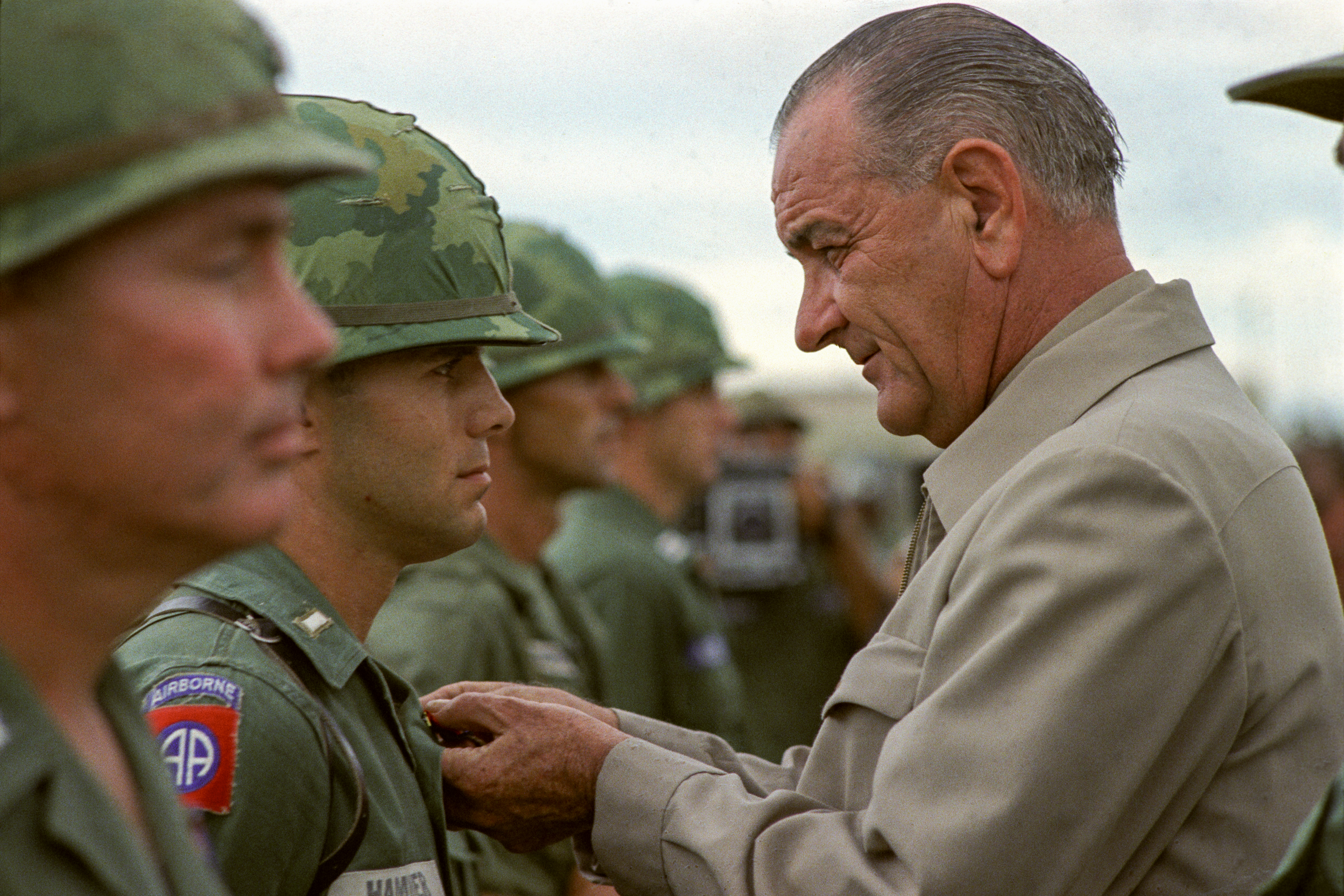
Lyndon B. Johnson

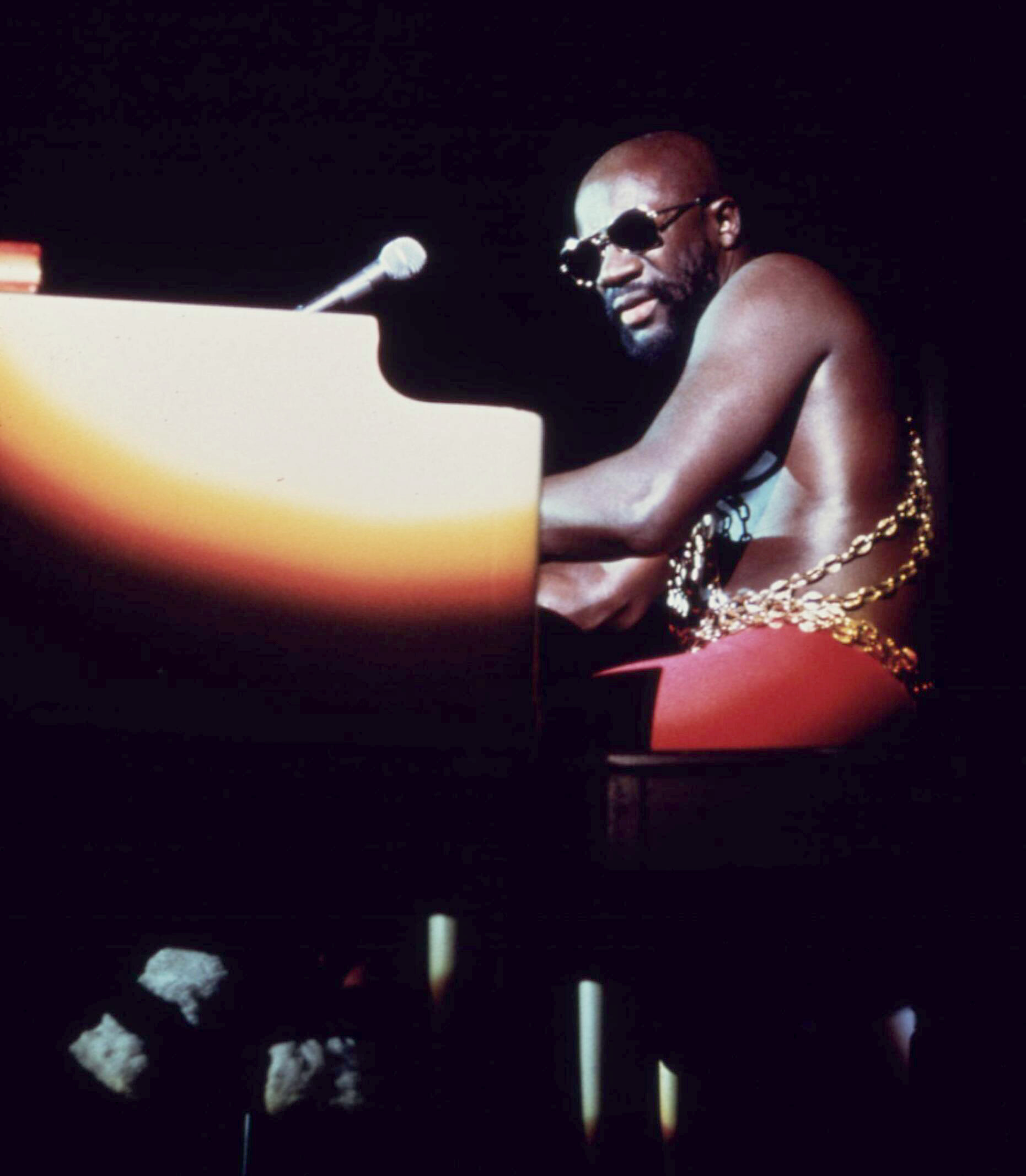
Isaac Hayes

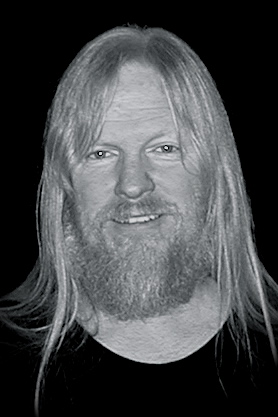
Larry Norman

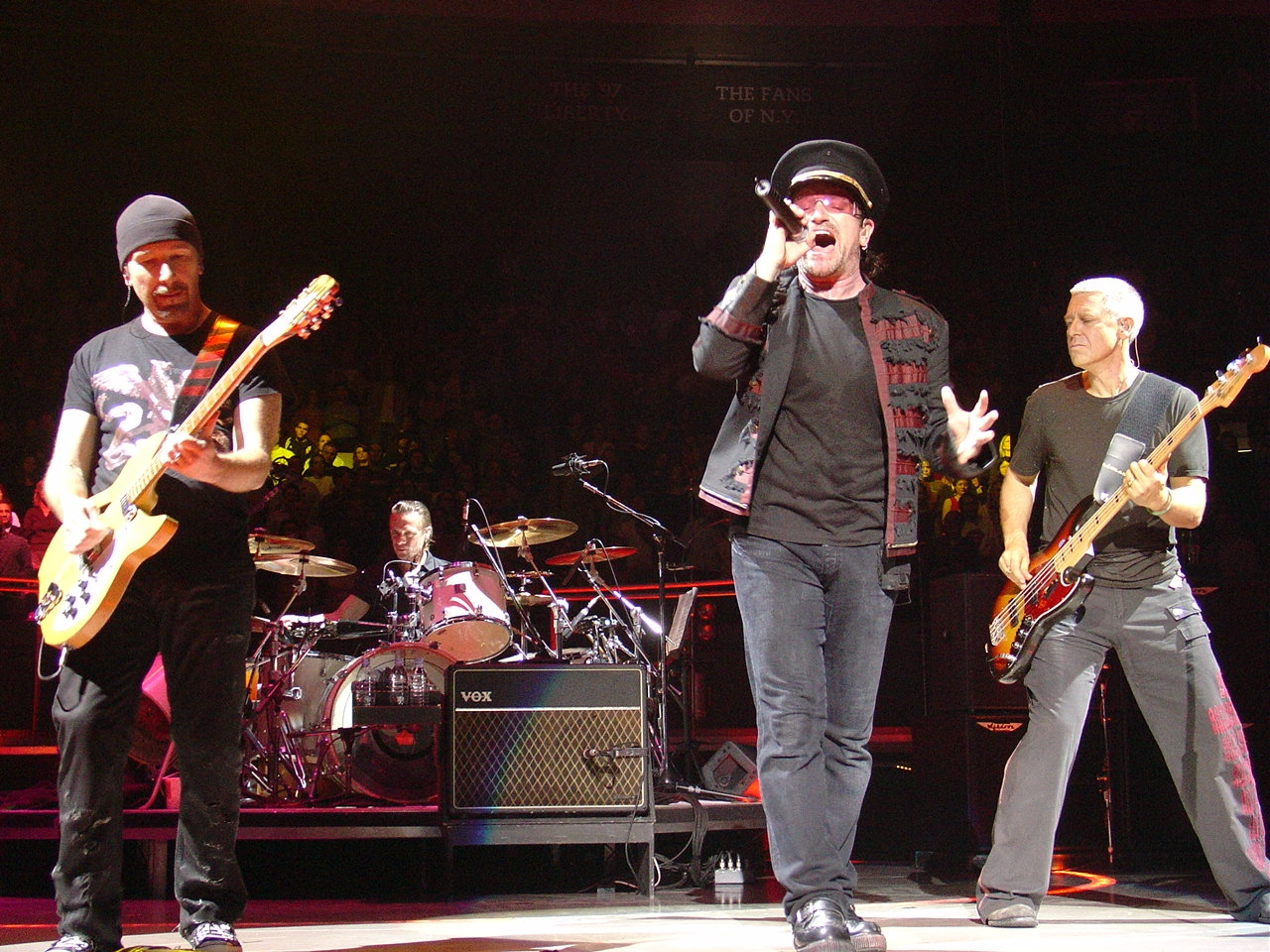
U2

Am 2. April 2014 wurde die Auswahl der folgenden fünfundzwanzig Tonaufzeichnungen bekannt gegeben:
| Tonaufnahme oder -kollektion                                                                     | Von                               | Jahr/Datum   | National-archiv |
| ------------------------------------------------------------------------------------------------ | --------------------------------- | ------------ | --------------- |
| The Laughing Song                                                                                | George W. Johnson                 | ca. 1896     |                 |
| They Didn’t Believe Me                                                                           | Harry Macdonough und Alice Green  | 1915         |                 |
| Brother, Can You Spare a Dime? (Zwei Versionen)                                                  | Bing Crosby und Rudy Vallée       | 1932         |                 |
| Aufnahmen von Kwakwaka'wakw-Häuptling Dan Cranmer                                                | Franz Boas und George Herzog      | 1938         |                 |
| Were You There                                                                                   | Roland Hayes                      | 1940         |                 |
| Sammy Goes to the Army                                                                           | The Goldbergs                     | 9. Juli 1942 |                 |
| Caldonia                                                                                         | Louis Jordan and His Tympany Five | 1945         |                 |
| Dust My Broom                                                                                    | Elmore James                      | 1951         |                 |
| A Night at Birdland (Vol. 1, 2, 3)                                                               | Art Blakey Quintet                | 1954         |                 |
| When I Stop Dreaming                                                                             | The Louvin Brothers               | 1955         |                 |
| Cathy’s Clown                                                                                    | The Everly Brothers               | 1960         |                 |
| Texas Sharecropper and Songster                                                                  | Mance Lipscomb                    | 1960         |                 |
| The First Family                                                                                 | Vaughn Meader                     | 1962         |                 |
| Interviews von Lawrence Ritter mit Baseball-Pionieren des späten 19. und frühen 20. Jahrhunderts | Lawrence Ritter                   | 1962–1966    |                 |
| Aufnahmen von Lyndon B. Johnson als Präsident                                                    | Lyndon B. Johnson                 | 1963–1969    |                 |
| Carnegie Hall Concert with Buck Owens and His Buckaroos                                          | Buck Owens and His Buckaroos      | 1966         |                 |
| Fortunate Son                                                                                    | Creedence Clearwater Revival      | 1969         |                 |
| Shaft                                                                                            | Isaac Hayes                       | 1971         |                 |
| Only Visiting This Planet                                                                        | Larry Norman                      | 1972         |                 |
| Celia & Johnny                                                                                   | Celia Cruz und Johnny Pacheco     | 1974         |                 |
| Copland dirigiert Copland: Appalachian Spring                                                    | Aaron Copland                     | 1974         |                 |
| Heart Like a Wheel                                                                               | Linda Ronstadt                    | 1974         |                 |
| Sweeney Todd Aufnahme der Originalbesetzung                                                      | Originalbesetzung                 | 1979         |                 |
| The Joshua Tree                                                                                  | U2                                | 1987         |                 |
| „Hallelujah“                                                                                     | Jeff Buckley                      | 1994         |                 |

## Auswahl 2014

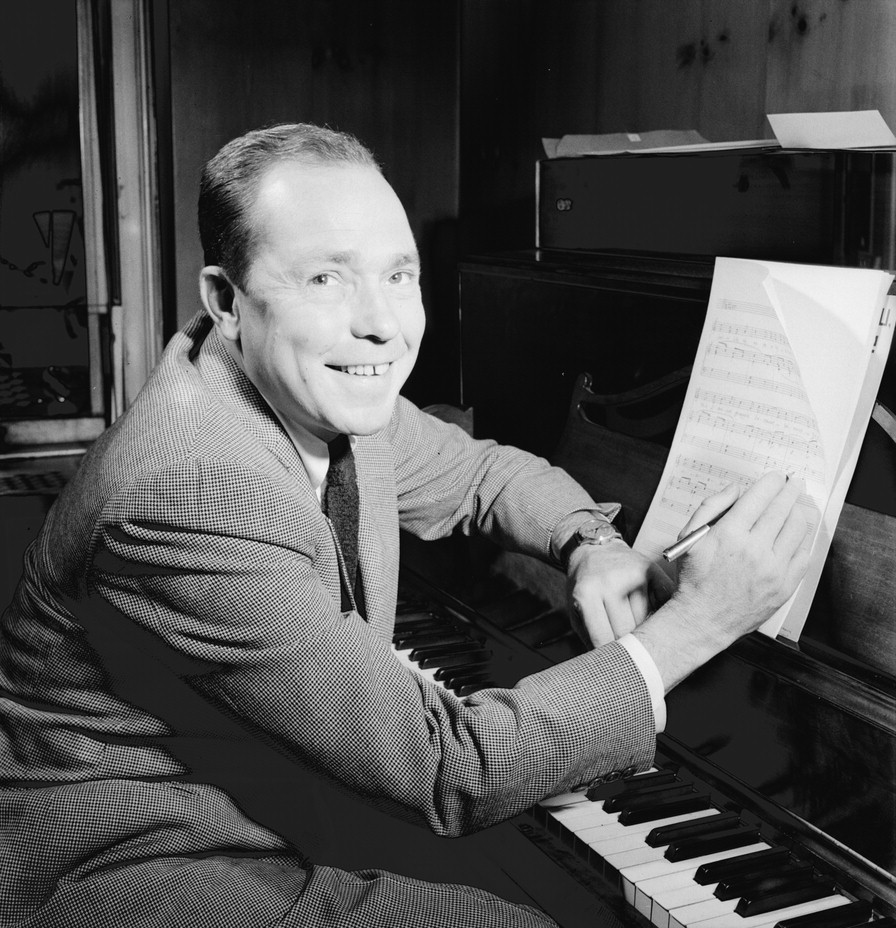
Johnny Mercer

Am 25. März 2015 wurde die Auswahl der folgenden fünfundzwanzig Tonaufzeichnungen bekannt gegeben:

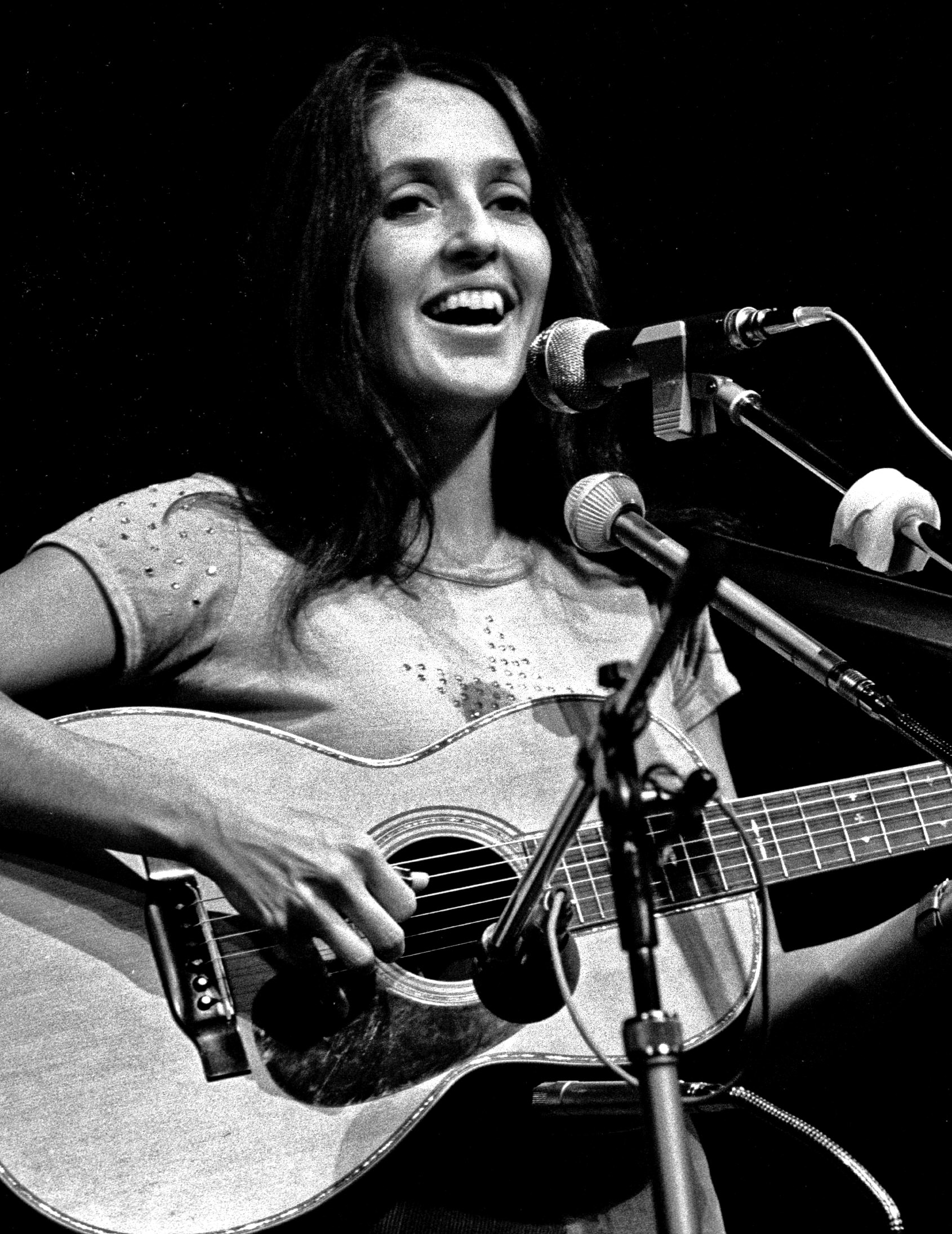
Joan Baez

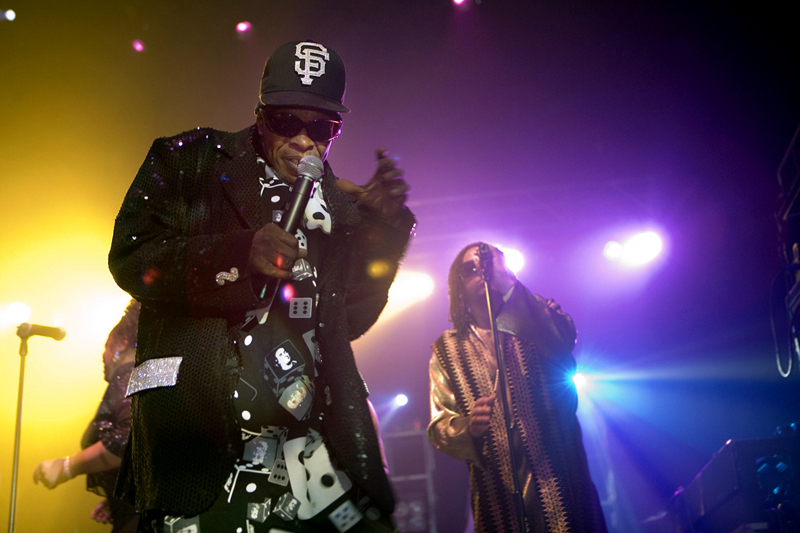
Sly and the Family Stone

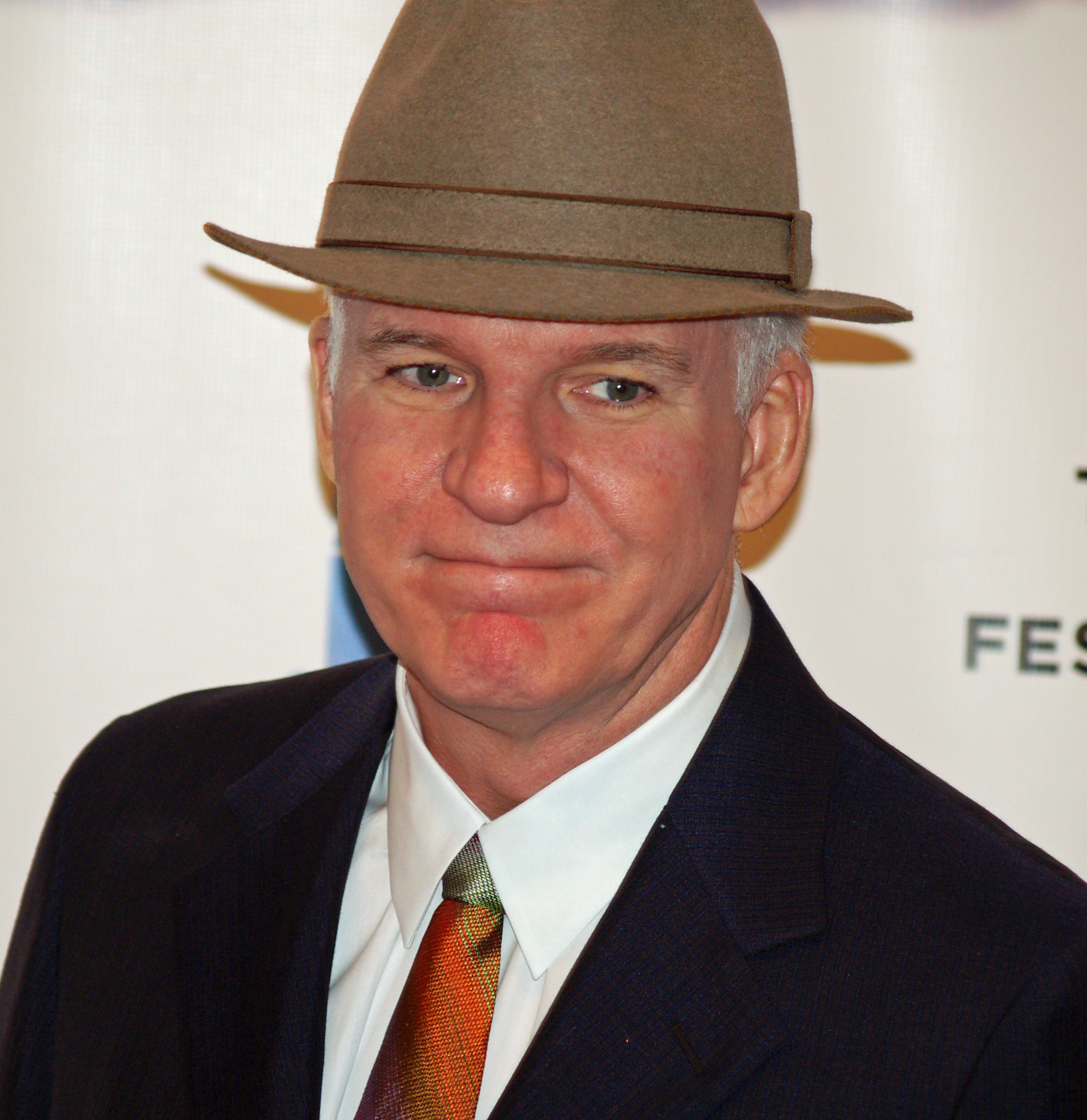
Steve Martin

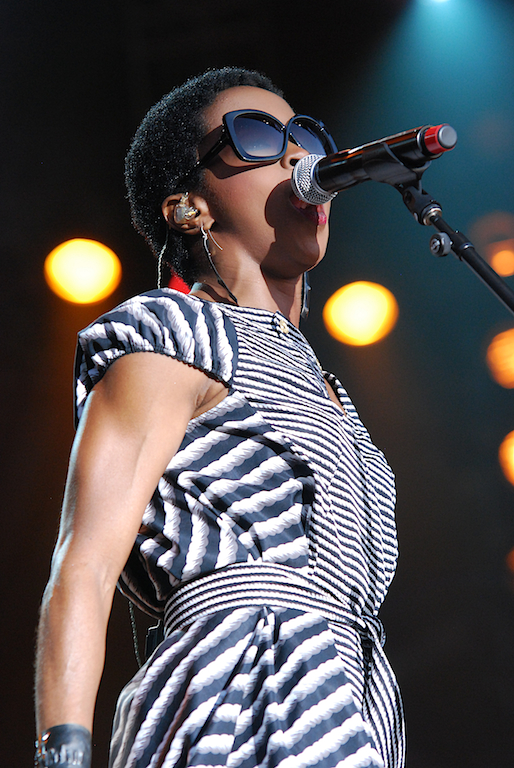
Lauryn Hill

| Tonaufnahme oder -kollektion                                                                        | Von                                                                                     | Jahr/Datum     | National- archiv |
| --------------------------------------------------------------------------------------------------- | --------------------------------------------------------------------------------------- | -------------- | ---------------- |
| The Vernacular Wax Cylinder Recordings at University of California, Santa Barbara Library           | University of California, Santa Barbara                                                 | 1890–1910      |                  |
| Die Benjamin Ives Gilman Sammlung, aufgenommen 1893 auf der World’s Columbian Exposition in Chicago | Benjamin Ives Gilman                                                                    | 1893           |                  |
| „The Boys of the Lough“, „The Humours of Ennistymon“                                                | Michael Coleman                                                                         | 1922           |                  |
| „Black Snake Moan“, „Match Box Blues“                                                               | Blind Lemon Jefferson                                                                   | 1928           |                  |
| „Sorry, Wrong Number“ (Episode der Suspense Radioserie)                                             | Suspense                                                                                | 25. Mai 1943   |                  |
| „Ac-Cent-Tchu-Ate the Positive“                                                                     | Johnny Mercer                                                                           | 1944           |                  |
| Radioberichterstattung von President Franklin D. Roosevelts Beerdigung                              | Arthur Godfrey und andere                                                               | 14. April 1945 |                  |
| Kiss Me, Kate Aufnahme der Originalbesetzung                                                        | Originalbesetzung                                                                       | 1949           |                  |
| John Brown’s Body                                                                                   | Tyrone Power, Judith Anderson, und Raymond Massey; unter der Regie von Charles Laughton | 1953           |                  |
| „My Funny Valentine“                                                                                | Das Gerry Mulligan Quartet mit Chet Baker                                               | 1953           |                  |
| „Sixteen Tons“                                                                                      | Tennessee Ernie Ford                                                                    | 1955           |                  |
| „Mary Don’t You Weep“                                                                               | The Swan Silvertones                                                                    | 1959           |                  |
| Joan Baez                                                                                           | Joan Baez                                                                               | 1960           |                  |
| „Stand By Me“                                                                                       | Ben E. King                                                                             | 1961           |                  |
| New Orleans’ Sweet Emma Barrett and her Preservation Hall Jazz Band                                 | Sweet Emma Barrett und ihre Preservation Hall Jazz Band                                 | 1964           |                  |
| „You’ve Lost That Lovin’ Feelin’“                                                                   | The Righteous Brothers                                                                  | 1964           |                  |
| The Doors                                                                                           | The Doors                                                                               | 1967           |                  |
| Lincoln Mayorga and Distinguished Colleagues                                                        | Lincoln Mayorga                                                                         | 1968           |                  |
| Stand!                                                                                              | Sly and the Family Stone                                                                | 1969           |                  |
| A Wild and Crazy Guy                                                                                | Steve Martin                                                                            | 1978           |                  |
| Sesame Street: All-Time Platinum Favorites                                                          | Verschiedene                                                                            | 1995           |                  |
| OK Computer                                                                                         | Radiohead                                                                               | 1997           |                  |
| Songs of the Old Regular Baptists                                                                   | Verschiedene                                                                            | 1997           |                  |
| The Miseducation of Lauryn Hill                                                                     | Lauryn Hill                                                                             | 1998           |                  |
| Fanfare for the Uncommon Woman                                                                      | Colorado Symphony Orchestra, Marin Alsop, Dirigent; Joan Tower, Komponist               | 1999           |                  |

## Auswahl 2015

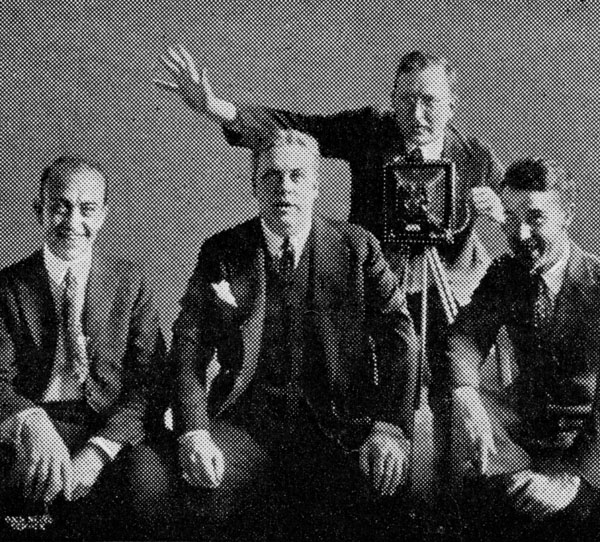
Peerless Quartet

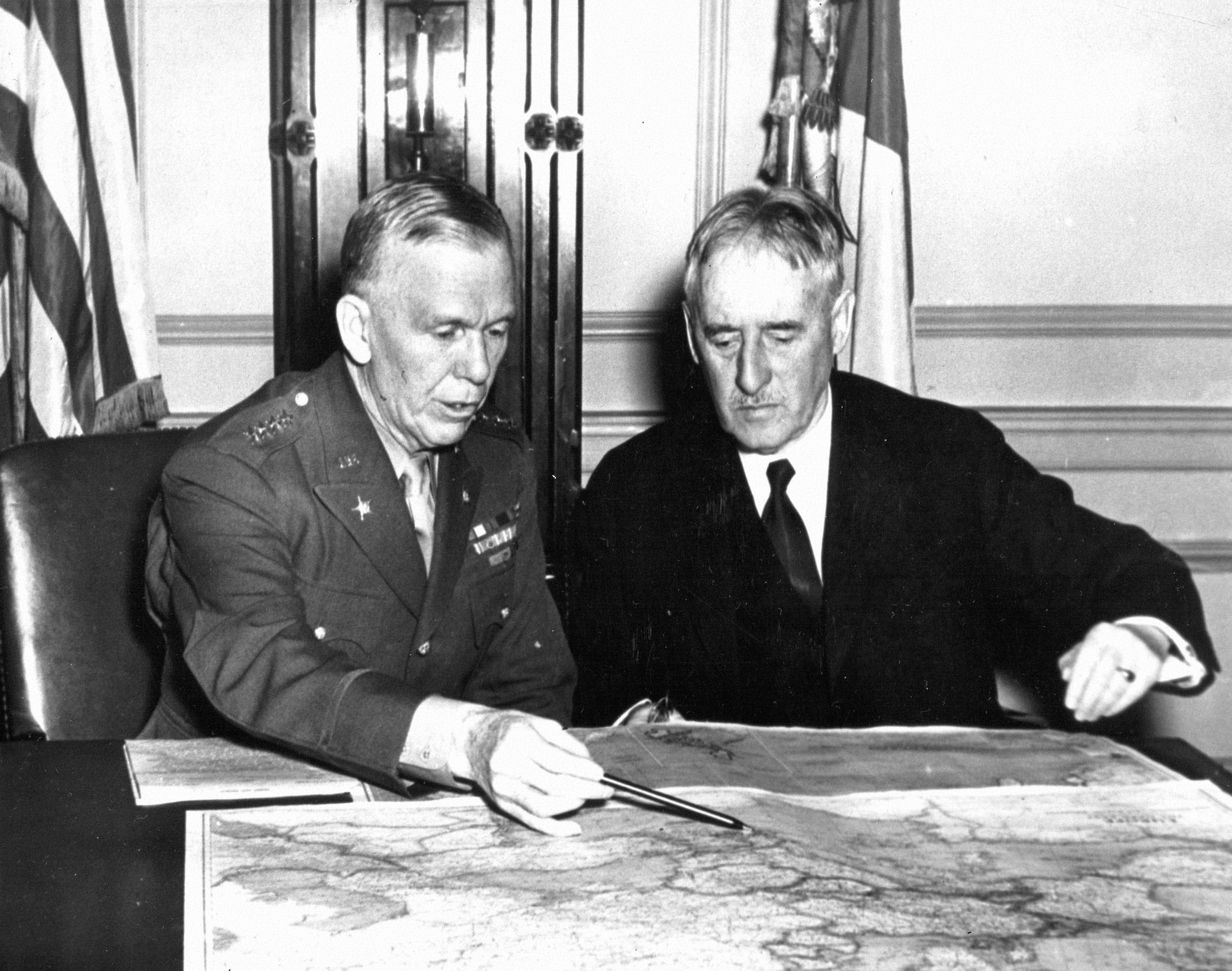
George Marshall

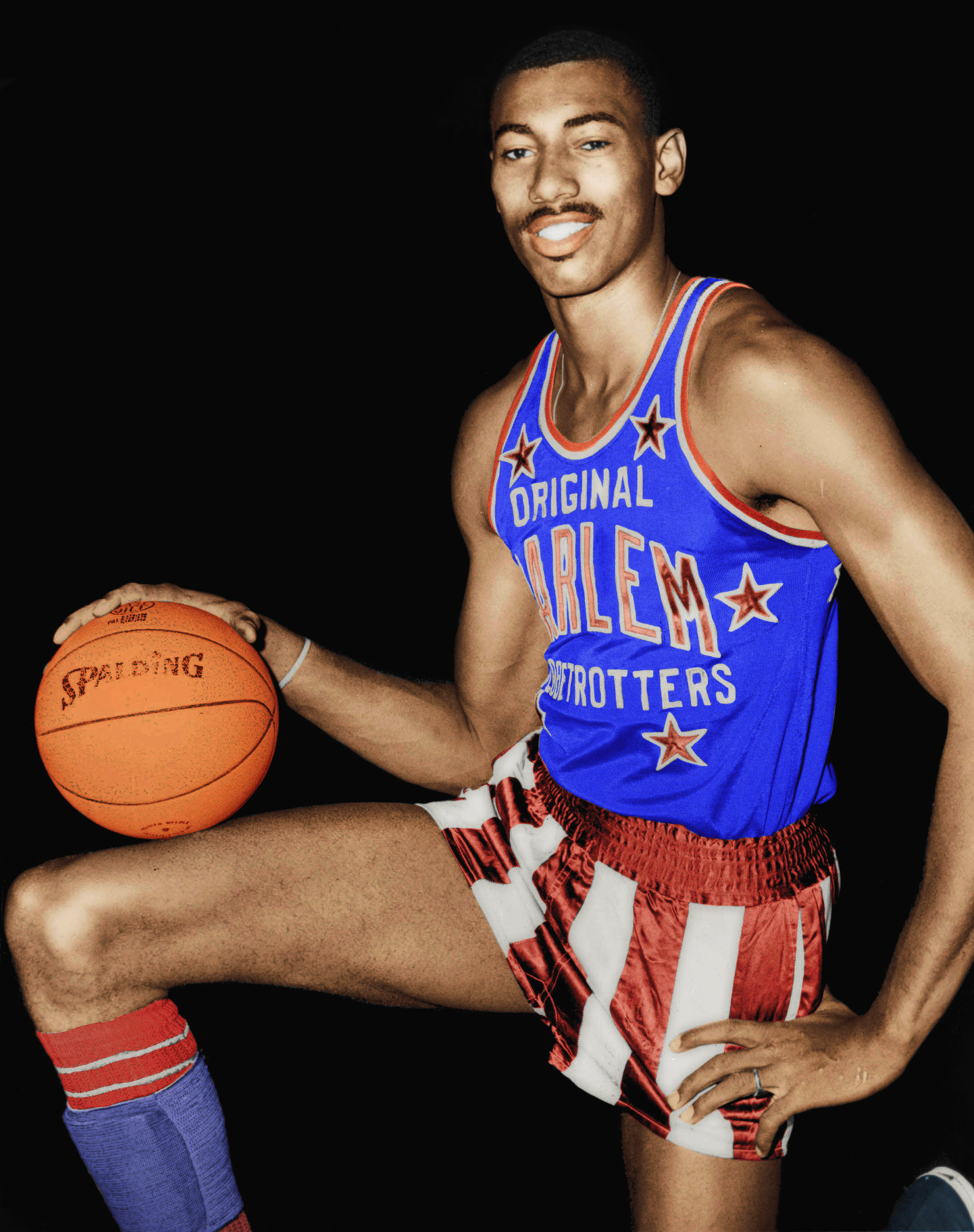
Wilt Chamberlain

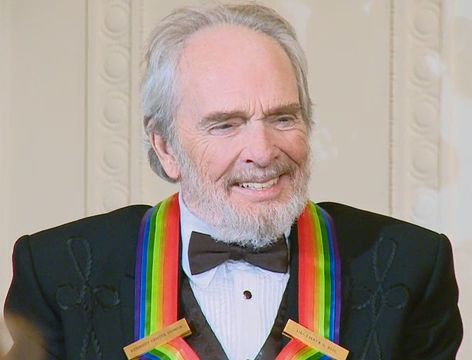
Merle Haggard

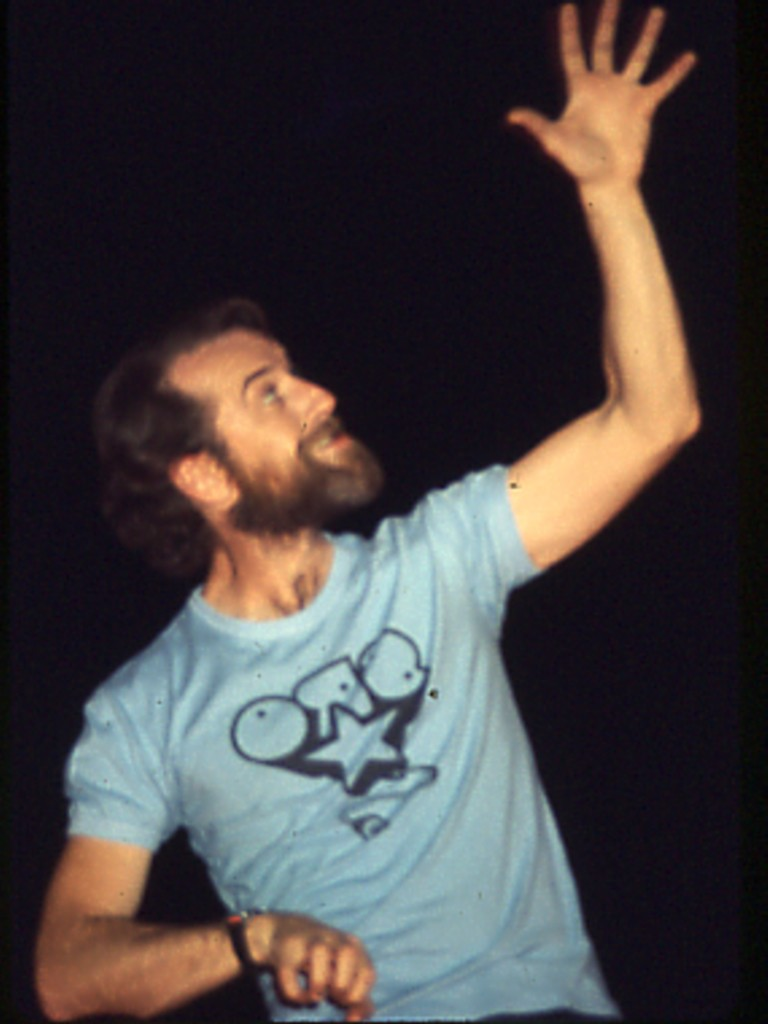
George Carlin

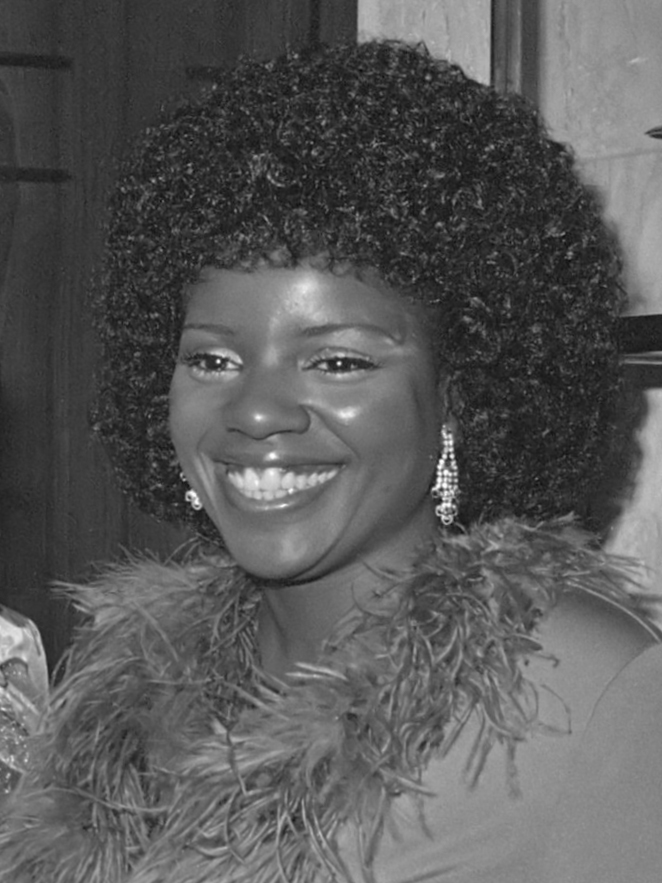
Gloria Gaynor

Am 23. März 2016 wurde die Auswahl der folgenden fünfundzwanzig Tonaufzeichnungen bekannt gegeben:
| Tonaufnahme oder -kollektion                                                  | Von | Jahr/Datum                        | National- archiv |
| ----------------------------------------------------------------------------- | --- | --------------------------------- | ---------------- |
| „Let Me Call You Sweetheart“                                                  | Peerless Quartet                                                                                          | 1911                              |                  |
| „Wild Cat Blues“                                                              | Clarence Williams Blue Five                                                                               | 1923                              |                  |
| „Statesboro Blues“                                                            | Blind Willie McTell                                                                                       | 1928                              |                  |
| „Bonaparte’s Retreat“                                                         | W.H. Stepp                                                                                                | 1937                              |                  |
| „Decoration Day Parade“                                                       | Vic and Sade                                                                                              | 28. Mai 1937                      |                  |
| Mahler Symphony No. 9                                                         | Vienna Philharmonic Orchestra; Bruno Walter, Dirigent                                                     | 1938                              |                  |
| Carousel of American Music                                                    | George M. Cohan, Irving Berlin, Johnny Mercer, Arthur Freed, Shelton Brooks, Hoagy Carmichael, und andere | 24. September 1940                |                  |
| The Marshall Plan Speech                                                      | George C. Marshall                                                                                        | 5. Juni 1947                      | Kopie            |
| „A Garage in Gainesville“ und „Execution Awaited“                             | Destination Freedom                                                                                       | 25. September und 2. Oktober 1949 |                  |
| A Streetcar Named Desire Soundtrack                                           | Alex North                                                                                                | 1951                              |                  |
| „Cry Me a River“                                                              | Julie London                                                                                              | 1955                              |                  |
| „Mack the Knife“ (Zwei Versionen)                                             | Louis Armstrong und Bobby Darin                                                                           | 1956 und 1959                     |                  |
| Fourth-quarter Radio-Berichterstattung von Wilt Chamberlains 100-Punkte-Spiel | Bill Campbell, Ansager                                                                                    | 2. März 1962                      |                  |
| A Love Supreme                                                                | John Coltrane                                                                                             | 1964                              |                  |
| It's My Way!                                                                  | Buffy Sainte-Marie                                                                                        | 1964                              |                  |
| „Where Did Our Love Go“                                                       | The Supremes                                                                                              | 1964                              |                  |
| „People Get Ready“                                                            | The Impressions                                                                                           | 1965                              |                  |
| „Mama Tried“                                                                  | Merle Haggard                                                                                             | 1968                              |                  |
| Abraxas                                                                       | Santana                                                                                                   | 1970                              |                  |
| Class Clown                                                                   | George Carlin                                                                                             | 1972                              |                  |
| Robert und Clara Schumanns sämtliche Piano Trios                              | Beaux Arts Trio                                                                                           | 1972                              |                  |
| „Piano Man“                                                                   | Billy Joel                                                                                                | 1973                              |                  |
| Bogalusa Boogie                                                               | Clifton Chenier                                                                                           | 1976                              |                  |
| „I Will Survive“                                                              | Gloria Gaynor                                                                                             | 1978                              |                  |
| Master of Puppets                                                             | Metallica                                                                                                 | 1986                              |                  |

## Auswahl 2016

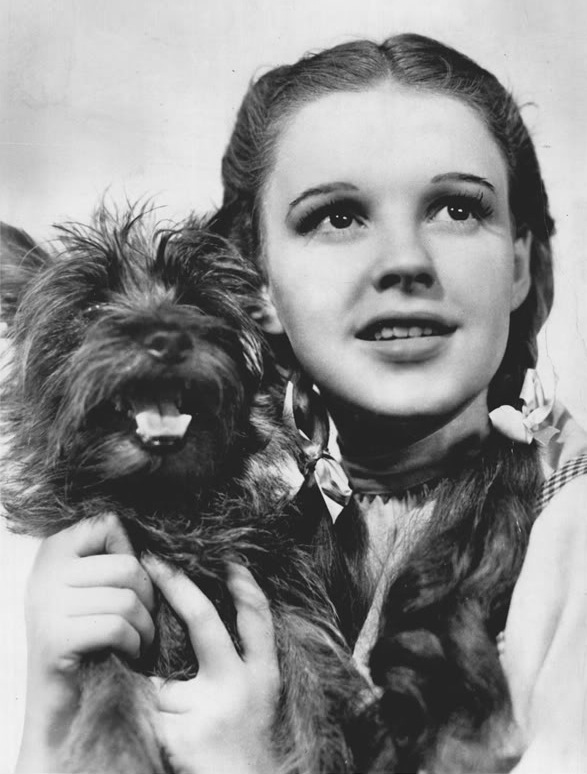
Judy Garland

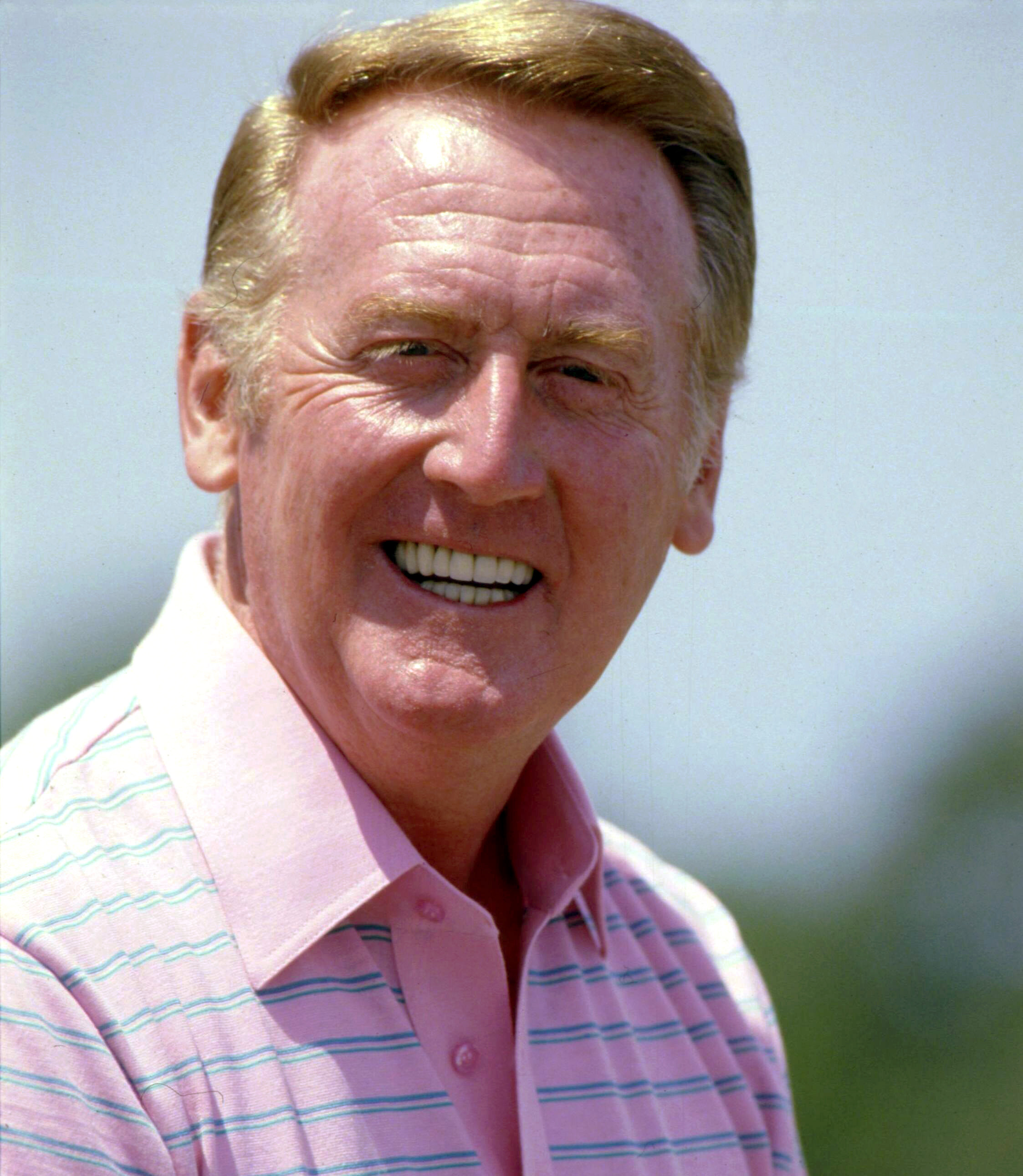
Vin Scully

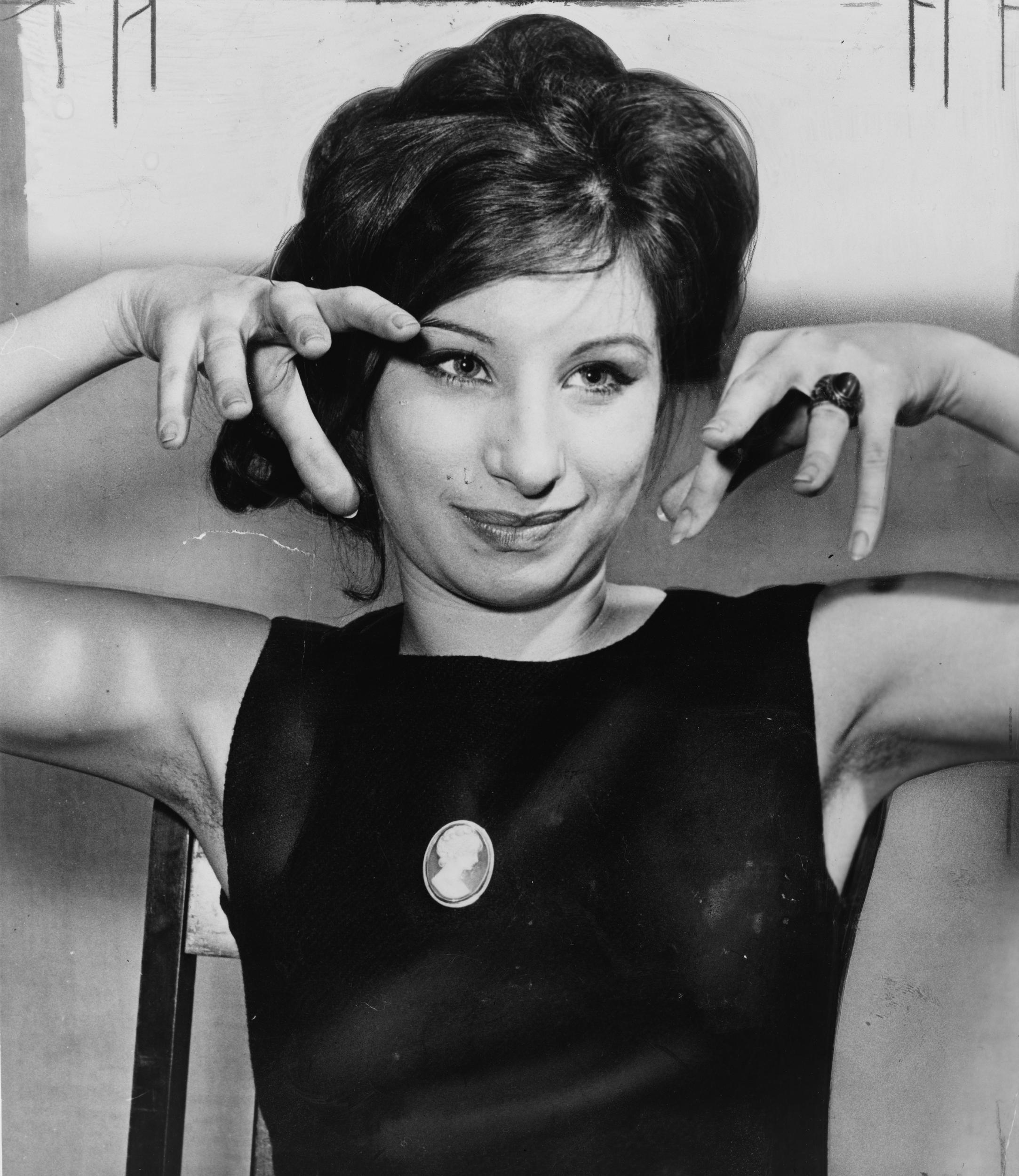
Barbra Streisand

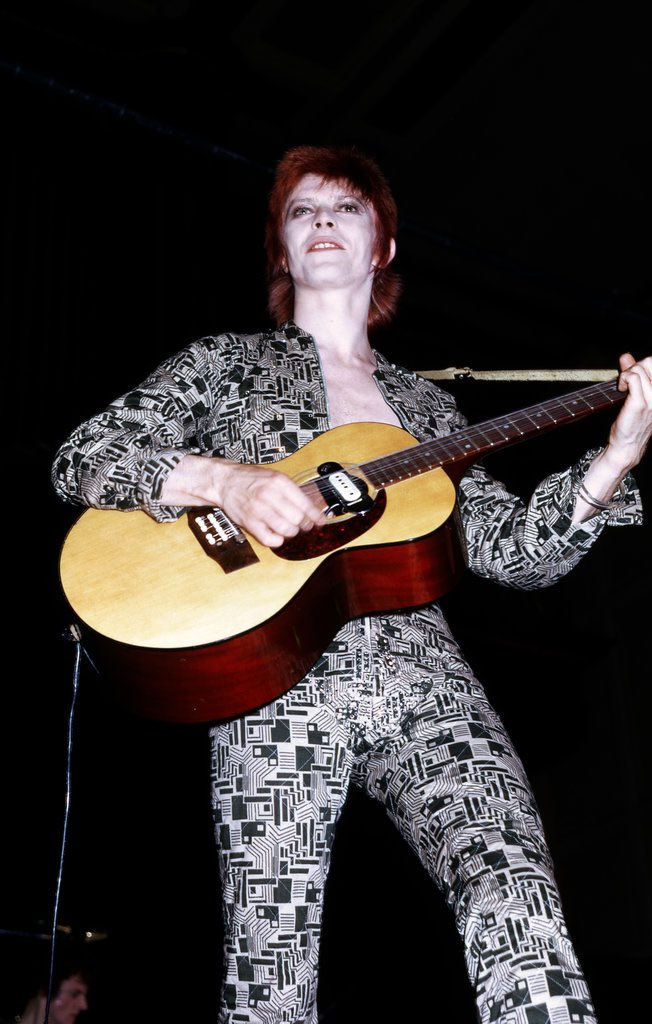
David Bowie

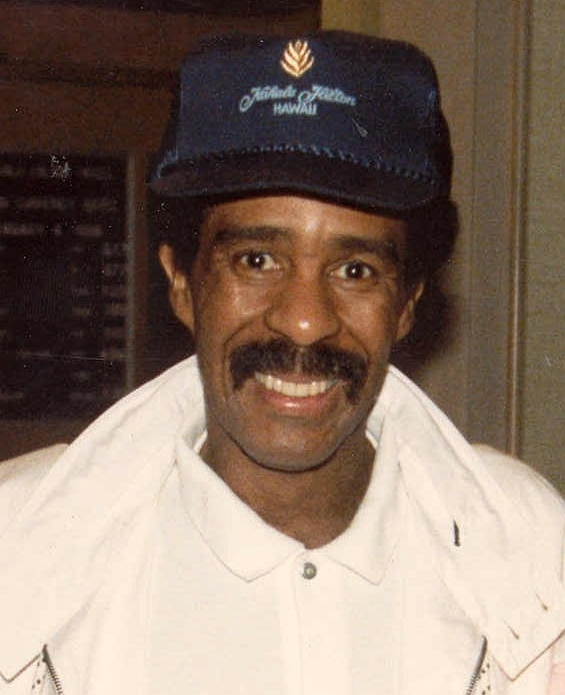
Richard Pryor

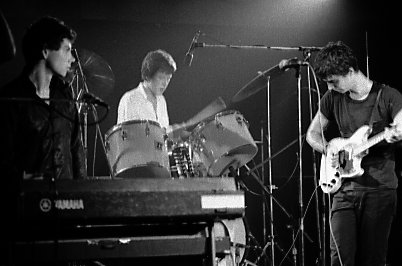
Talking Heads

Am 29. März 2017 wurde die Auswahl der folgenden fünfundzwanzig Tonaufzeichnungen bekannt gegeben:
| Tonaufnahme oder -kollektion                                       | Von                                              | Jahr/Datum        | National-archiv |
| ------------------------------------------------------------------ | ------------------------------------------------ | ----------------- | --------------- |
| 1888 Londoner Wachswalzenaufnahmen von Col. George Gouraud         | George Gouraud                                   | 1888              |                 |
| „Lift Every Voice and Sing“ (Zwei Versionen)                       | Manhattan Harmony Four und Melba Moore & Friends | 1923 und 1990     |                 |
| „Puttin’ On the Ritz“                                              | Harry Richman                                    | 1929              |                 |
| „Over the Rainbow“                                                 | Judy Garland                                     | 1939              |                 |
| „I’ll Fly Away“                                                    | The Chuck Wagon Gang                             | 1948              |                 |
| „Hound Dog“                                                        | Big Mama Thornton                                | 1952              |                 |
| Saxophone Colossus                                                 | Sonny Rollins                                    | 1956              |                 |
| New York Giants vs. Brooklyn Dodgers Kommentierung des Finalspiels | Vin Scully                                       | 8. September 1957 |                 |
| Gunfighter Ballads and Trail Songs                                 | Marty Robbins                                    | 1959              |                 |
| The Incredible Jazz Guitar of Wes Montgomery                       | Wes Montgomery                                   | 1960              |                 |
| People                                                             | Barbra Streisand                                 | 1964              |                 |
| „In the Midnight Hour“                                             | Wilson Pickett                                   | 1965              |                 |
| „Amazing Grace“                                                    | Judy Collins                                     | 1970              |                 |
| All Things Considered Erste Episode                                | National Public Radio                            | 3. Mai 1971       |                 |
| „American Pie“                                                     | Don McLean                                       | 1971              |                 |
| The Rise and Fall of Ziggy Stardust and the Spiders from Mars      | David Bowie                                      | 1972              |                 |
| The Wiz Aufnahme der Originalbesetzung                             | Original Broadway Besetzung                      | 1975              |                 |
| Their Greatest Hits (1971–1975)                                    | Eagles                                           | 1976              |                 |
| Scott Joplins Treemonisha                                          | Gunther Schuller, Arrangement                    | 1976              |                 |
| Wanted: Live in Concert                                            | Richard Pryor                                    | 1978              |                 |
| We Are Family                                                      | Sister Sledge                                    | 1979              |                 |
| Remain in Light                                                    | Talking Heads                                    | 1980              |                 |
| Straight Outta Compton                                             | N.W.A                                            | 1988              |                 |
| Rachmaninoffs Vesper (Ganznächtliche Vigil)                        | The Robert Shaw Festival Singers                 | 1989              |                 |
| Signatures                                                         | Renée Fleming                                    | 1997              |                 |

## Auswahl 2017

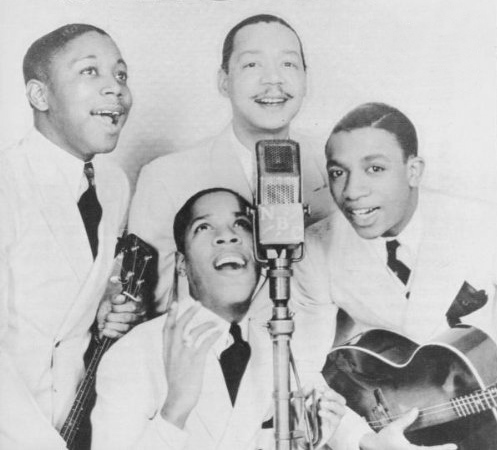
The Ink Spots

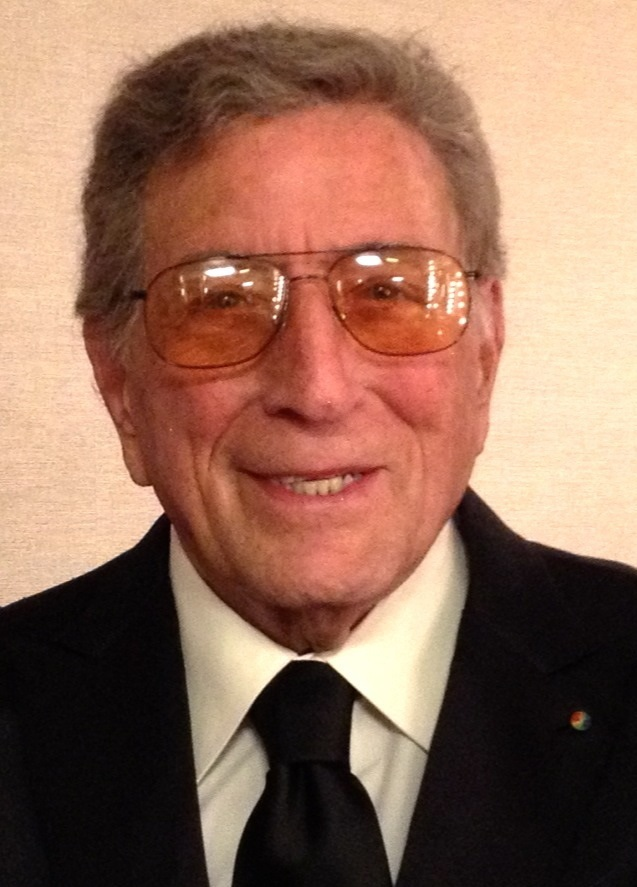
Tony Bennett

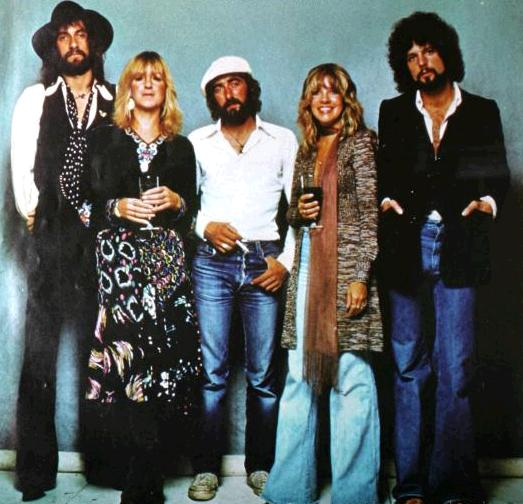
Fleetwood Mac

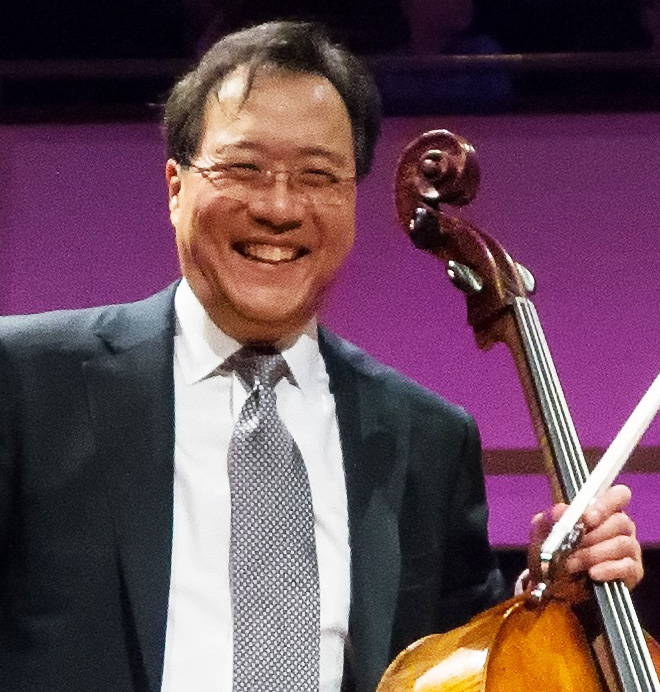
Yo-Yo Ma

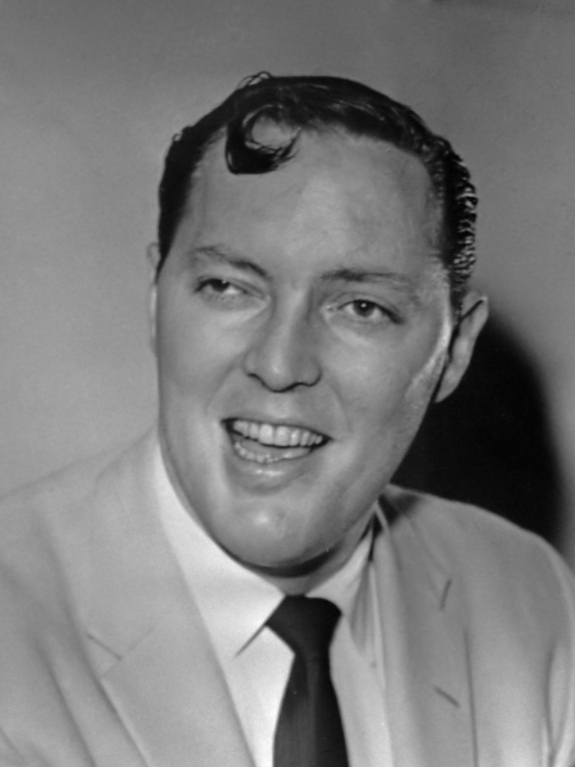
Bill Haley

Am 21. März 2018 wurde die Auswahl der folgenden fünfundzwanzig Tonaufzeichnungen bekannt gegeben:
| Tonaufnahme oder -kollektion                                          | Von | Jahr/Datum | National-archiv |
| --------------------------------------------------------------------- | --- | ---------- | --------------- |
| „Dream Melody Intermezzo: Naughty Marietta“                           | Victor Herbert and his Orchestra                                                                               | 1911       |                 |
| Standing Rock Preservation Recordings                                 | George Herzog und Angehörige des Yanktoni Tribe                                                                | 1928       |                 |
| „Lamento Borincano“                                                   | von Rafael Hernández Marín, interpretiert von Canario y Su Grupo (mit Davilitaon Gesang)                       | 1930       |                 |
| „Sitting on Top of the World"“                                        | Mississippi Sheiks                                                                                             | 1930       |                 |
| The Complete Beethoven Piano Sonatas                                  | Artur Schnabel                                                                                                 | 1932–1935  |                 |
| „If I Didn’t Care“                                                    | The Ink Spots                                                                                                  | 1939       |                 |
| Protokoll der United Nations Conference on International Organization | | 1945       |                 |
| Folk Songs of the Hills                                               | Merle Travis                                                                                                   | 1946       |                 |
| „How I Got Over“                                                      | Clara Ward and the Ward Singers                                                                                | 1950       |                 |
| „(We’re Gonna) Rock Around the Clock“                                 | Bill Haley & His Comets                                                                                        | 1954       |                 |
| Calypso                                                               | Harry Belafonte                                                                                                | 1956       |                 |
| „I Left My Heart in San Francisco“                                    | Tony Bennett                                                                                                   | 1962       |                 |
| „My Girl“                                                             | The Temptations                                                                                                | 1964       |                 |
| King Biscuit Time                                                     | Sonny Boy Williamson II und andere                                                                             | 1965       |                 |
| The Sound of Music                                                    | Verschiedene                                                                                                   | 1965       |                 |
| „Alice’s Restaurant Massacree“                                        | Arlo Guthrie                                                                                                   | 1967       |                 |
| New Sounds in Electronic Music                                        | Steve Reich, Richard Maxfield, Pauline Oliveros                                                                | 1967       |                 |
| An Evening with Groucho                                               | Groucho Marx                                                                                                   | 1972       |                 |
| Rumours                                                               | Fleetwood Mac                                                                                                  | 1977       |                 |
| „The Gambler“                                                         | Kenny Rogers                                                                                                   | 1978       |                 |
| „Le Freak“                                                            | Chic | 1978       |                 |
| „Footloose“                                                           | Kenny Loggins                                                                                                  | 1984       |                 |
| Raising Hell                                                          | Run-DMC | 1986       |                 |
| „Rhythm Is Gonna Get You“                                             | Gloria Estefan and Miami Sound Machine                                                                         | 1987       |                 |
| Yo-Yo Ma Premieres: Concertos for Violoncello and Orchestra           | Yo-Yo Ma und das Philadelphia Orchestra mit Werken von Christopher Rouse, Leon Kirchner und Richard Danielpour | 1996       |                 |

## Auswahl 2018

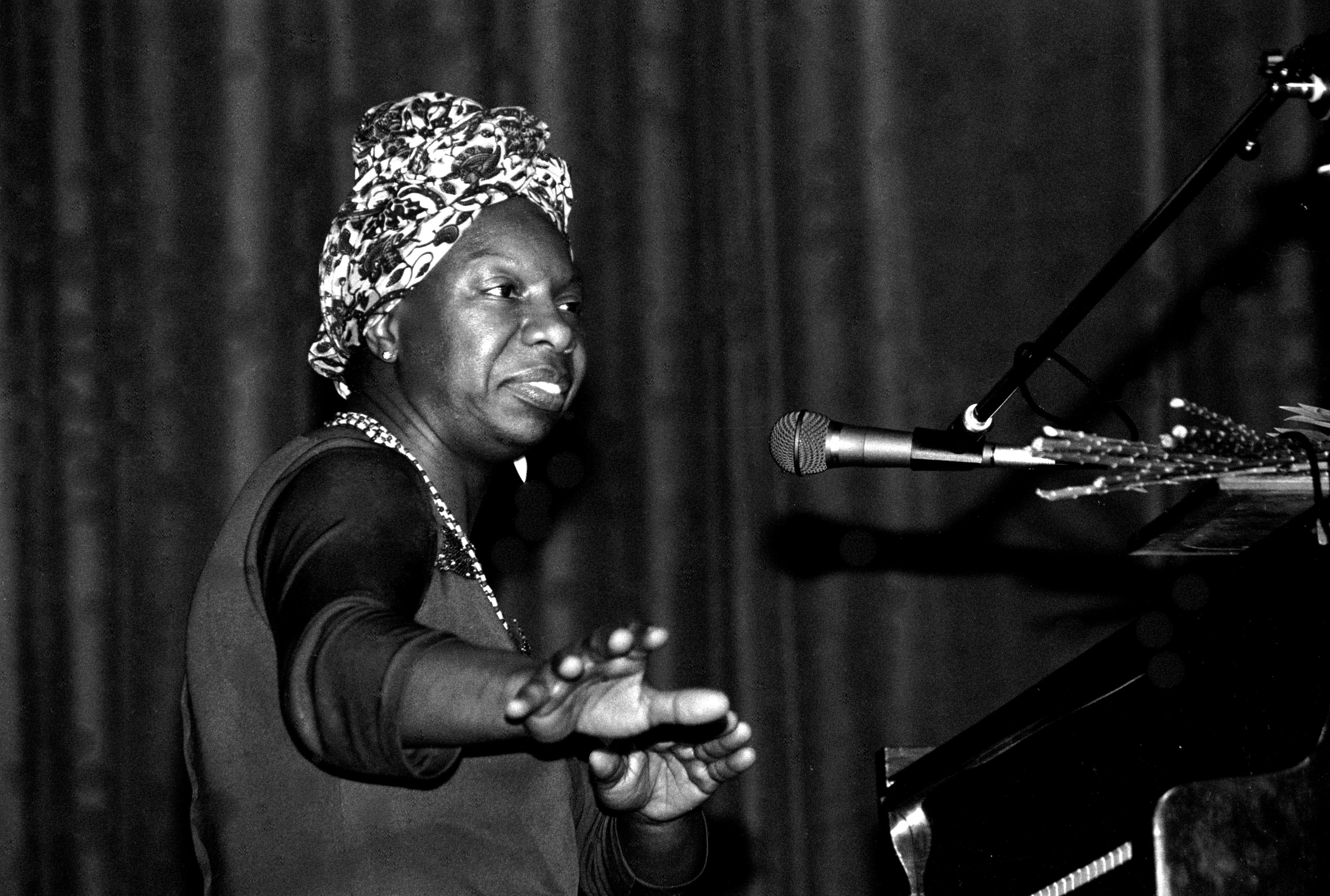
Nina Simone

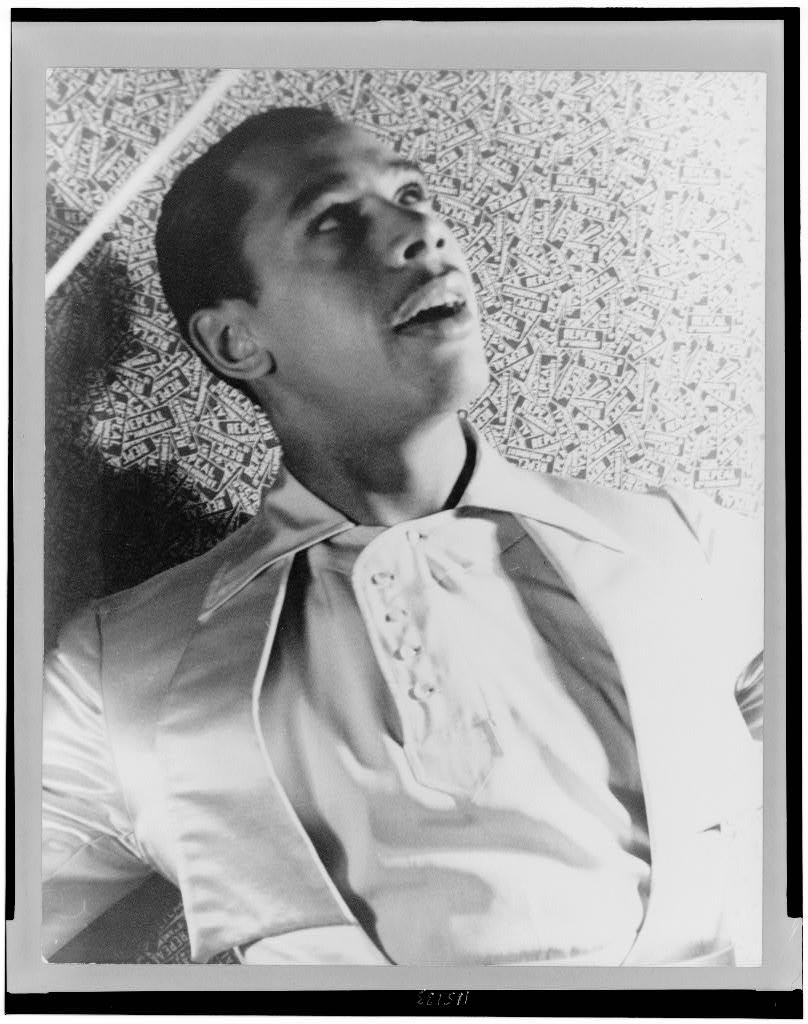
Cab Calloway

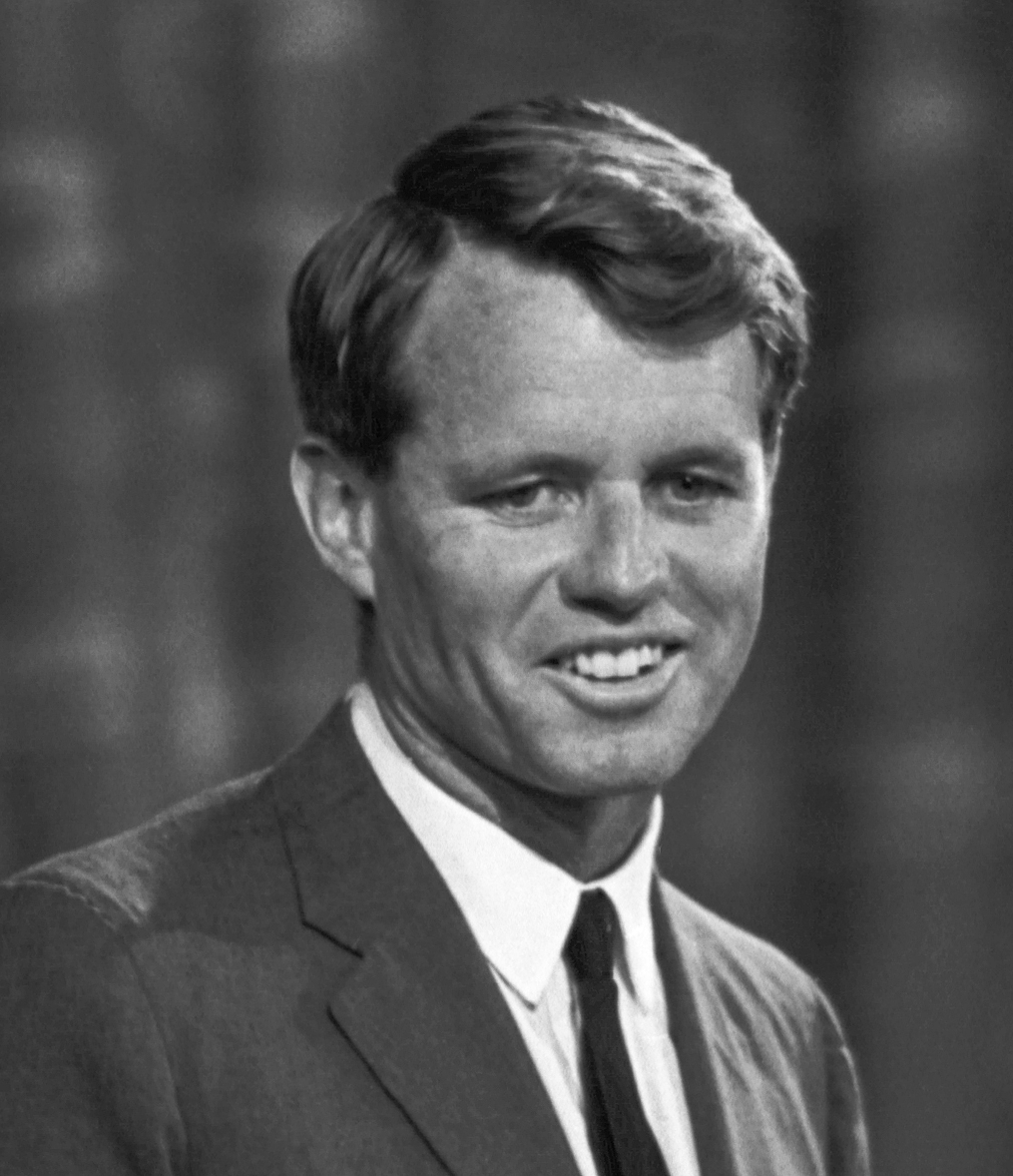
Robert F. Kennedy

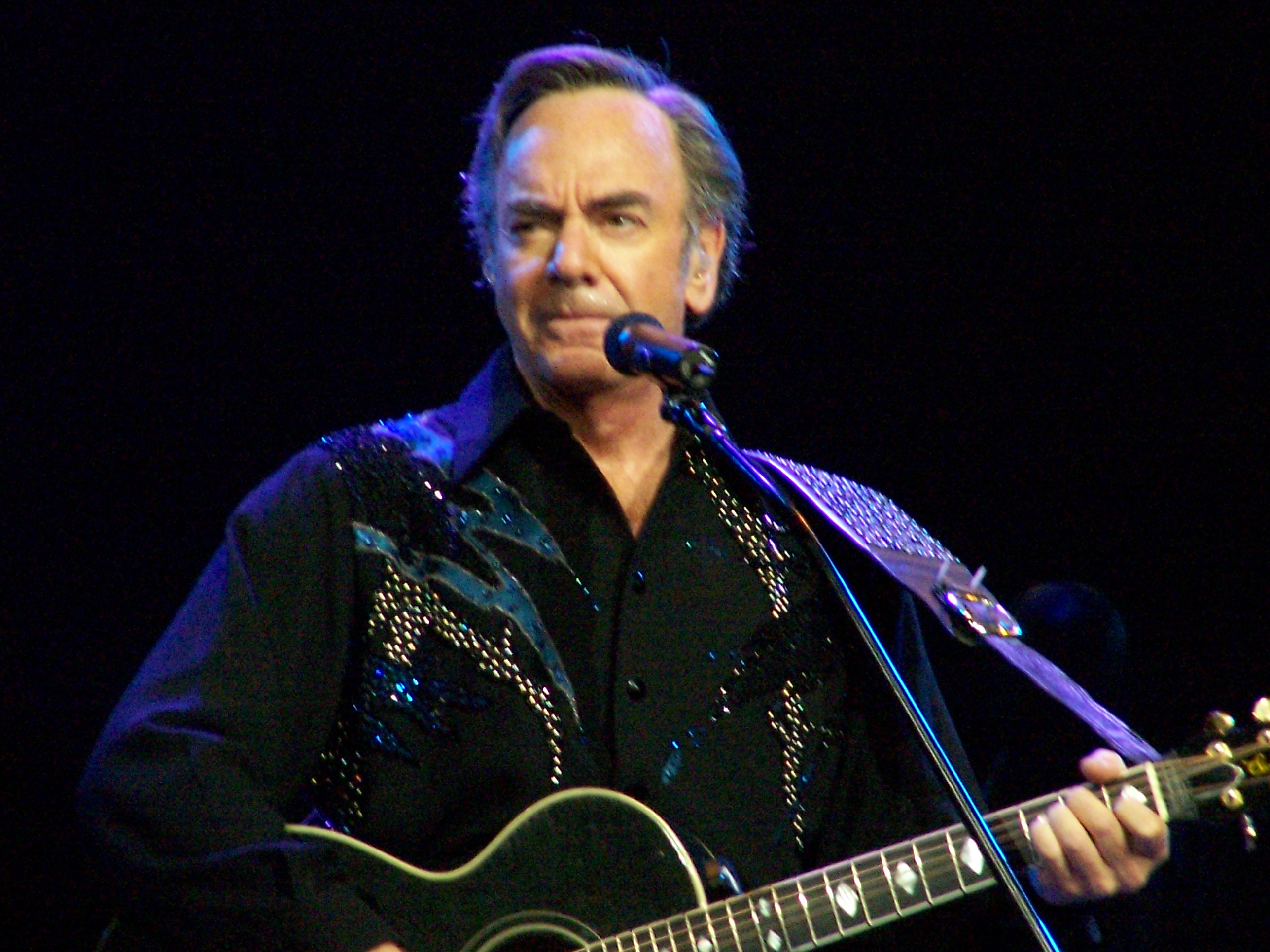
Neil Diamond

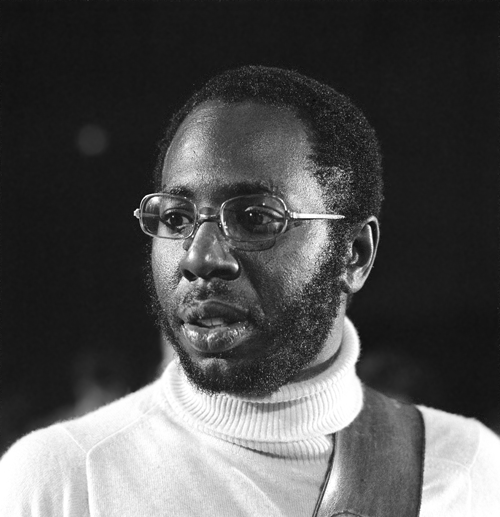
Curtis Mayfield

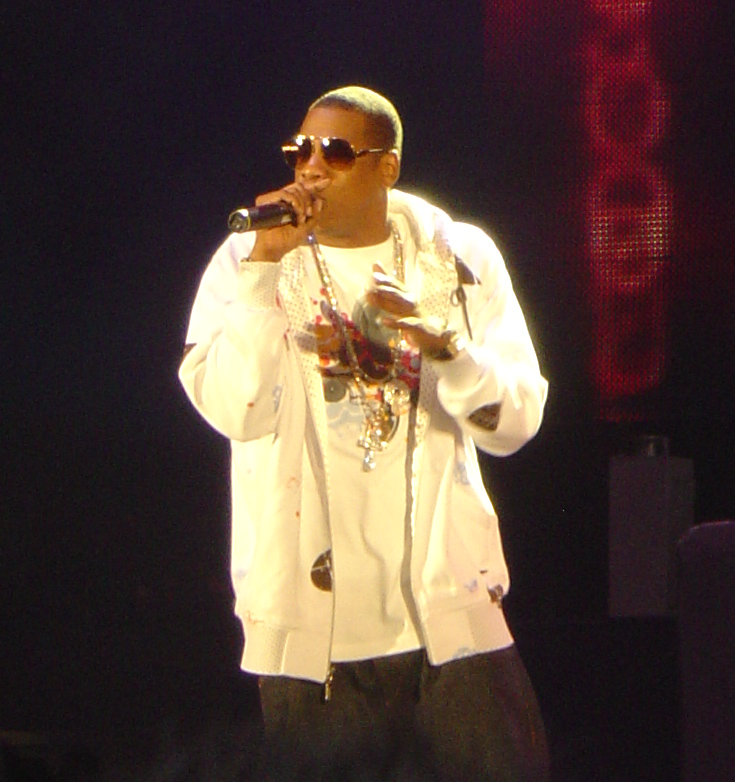
Jay-Z

Am 20. März 2019 wurde die Auswahl der folgenden fünfundzwanzig Tonaufzeichnungen bekannt gegeben:

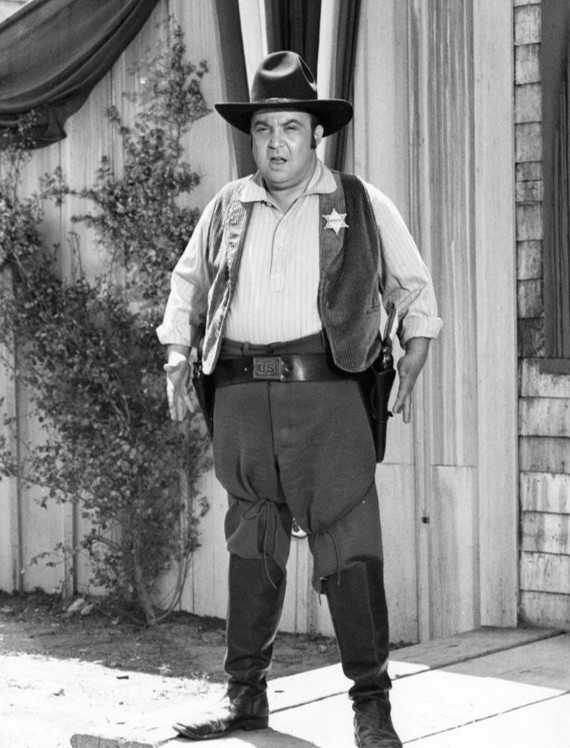
Allan Sherman

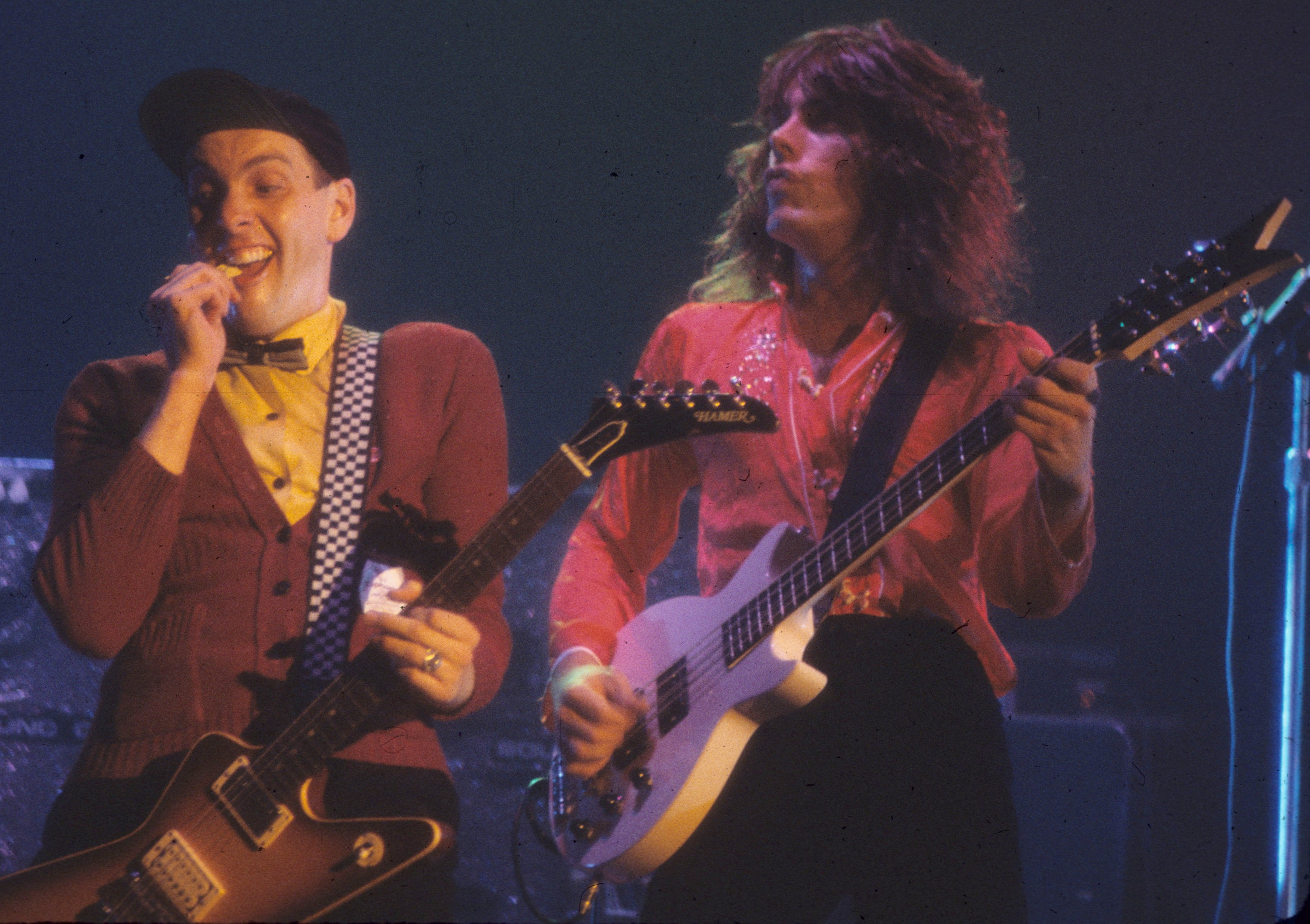
Cheap Trick

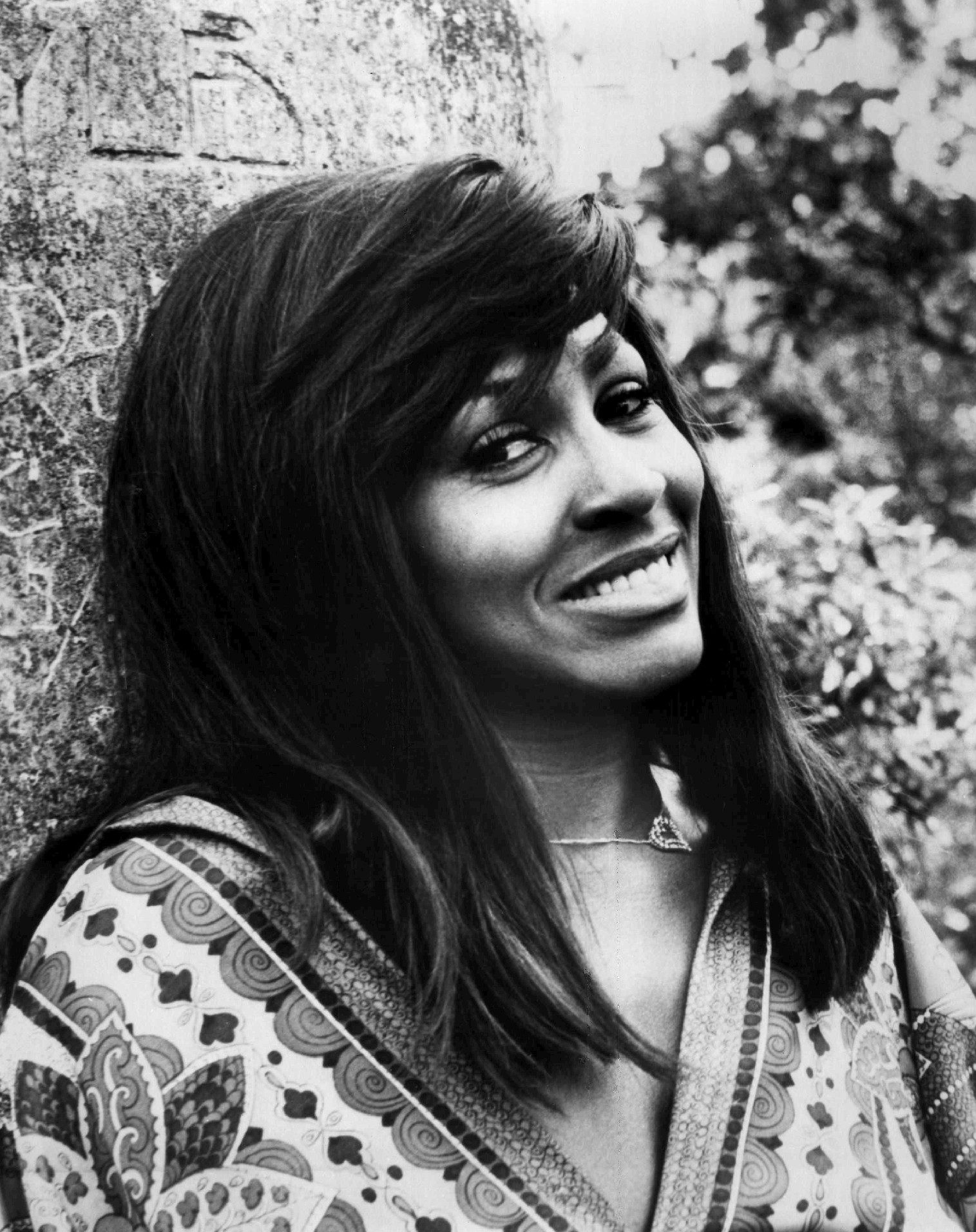
Tina Turner

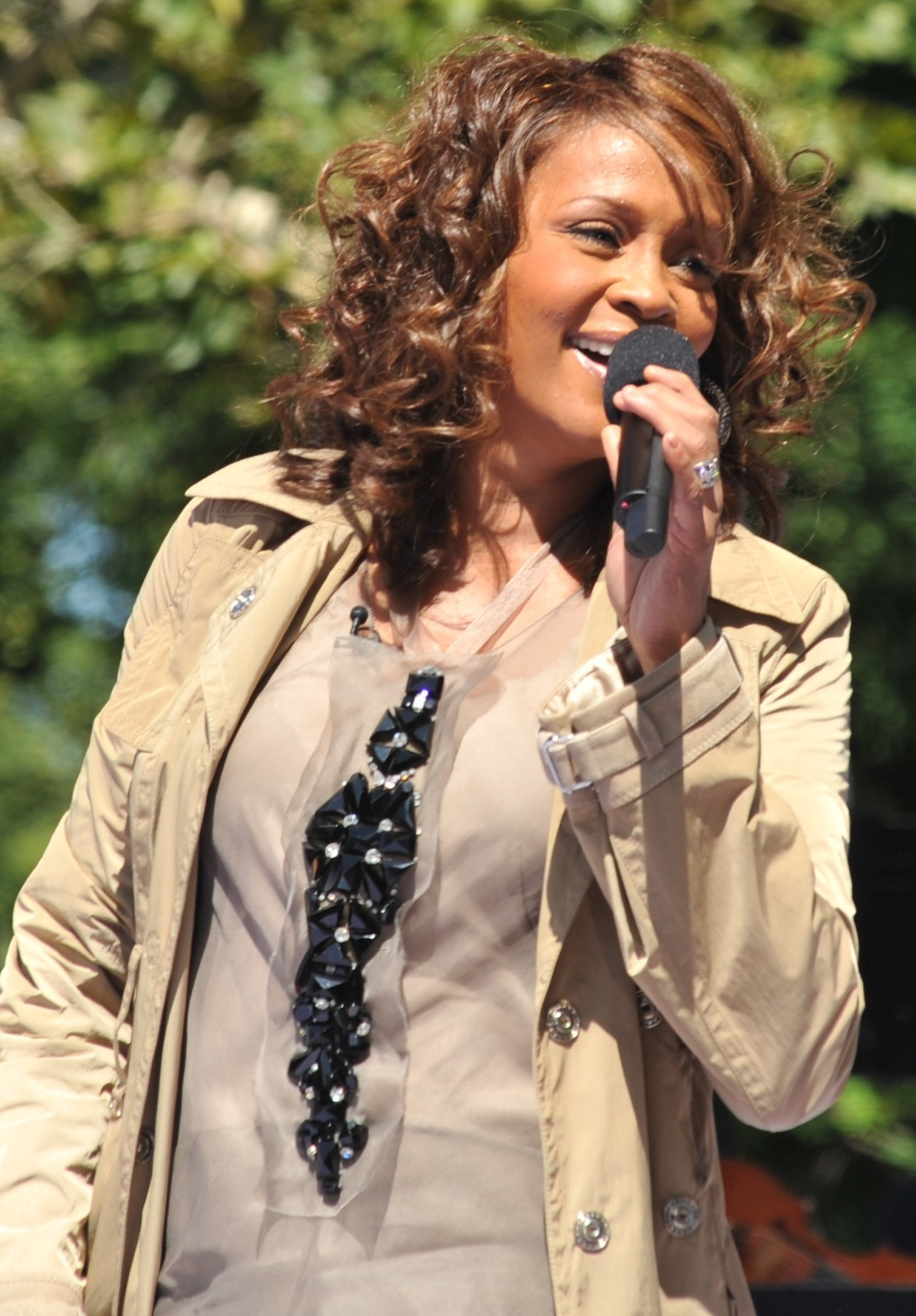
Whitney Houston

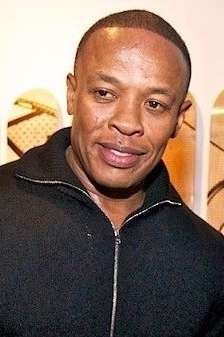
Dr. Dre

| Tonaufnahme oder -kollektion                                                                      | Von                    | Jahr/Datum        | National-archiv |
| ------------------------------------------------------------------------------------------------- | ---------------------- | ----------------- | --------------- |
| Yiddish Cylinders from the Standard Phonograph Company of New York and the Thomas Lambert Company |                        | ca. 1901–1905     |                 |
| „The Memphis Blues“                                                                               | Victor Military Band   | 1914              |                 |
| Melville Jacobs Collection of Native Americans of the American Northwest                          | Melville Jacobs        | 1929–1939         |                 |
| „Minnie the Moocher“                                                                              | Cab Calloway           | 1931              |                 |
| Bach Six Cello Suites                                                                             | Pablo Casals           | ca. 1939          |                 |
| „They Look Like Men of War“                                                                       | Deep River Boys        | 1941              |                 |
| GunsmokeEpisode: „The Cabin“                                                                      |                        | 27. Dezember 1952 |                 |
| Complete Recorded Monologues                                                                      | Ruth Draper            | 1954–1956         |                 |
| „La Bamba“                                                                                        | Ritchie Valens         | 1958              |                 |
| „Long Black Veil“                                                                                 | Lefty Frizzell         | 1959              |                 |
| Stan Freberg Presents the United States of America Volume One: The Early Years                    | Stan Freberg           | 1961              |                 |
| Go!                                                                                               | Dexter Gordon          | 1962              |                 |
| War Requiem                                                                                       | Benjamin Britten       | 1963              |                 |
| „Mississippi Goddam“                                                                              | Nina Simone            | 1964              |                 |
| „Soul Man“                                                                                        | Sam & Dave             | 1967              |                 |
| Hair                                                                                              | Original Broadway Cast | 1968              |                 |
| Rede von Robert F. Kennedy zur Ermordung von Martin Luther King Jr.                               | Robert F. Kennedy      | 4. April 1968     |                 |
| „Sweet Caroline“                                                                                  | Neil Diamond           | 1969              |                 |
| Super Fly                                                                                         | Curtis Mayfield        | 1972              |                 |
| Ola Belle Reed                                                                                    | Ola Belle Reed         | 1973              |                 |
| „September“                                                                                       | Earth, Wind & Fire     | 1978              |                 |
| „You Make Me Feel (Mighty Real)“                                                                  | Sylvester James        | 1978              |                 |
| She’s So Unusual                                                                                  | Cyndi Lauper           | 1983              |                 |
| Schoolhouse Rock!: The Box Set                                                                    | Verschiedene           | 1996              |                 |
| The Blueprint                                                                                     | Jay-Z                  | 2001              |                 |

## Auswahl 2019
Am 25. März 2020 wurde die Auswahl der folgenden fünfundzwanzig Tonaufzeichnungen bekannt gegeben:

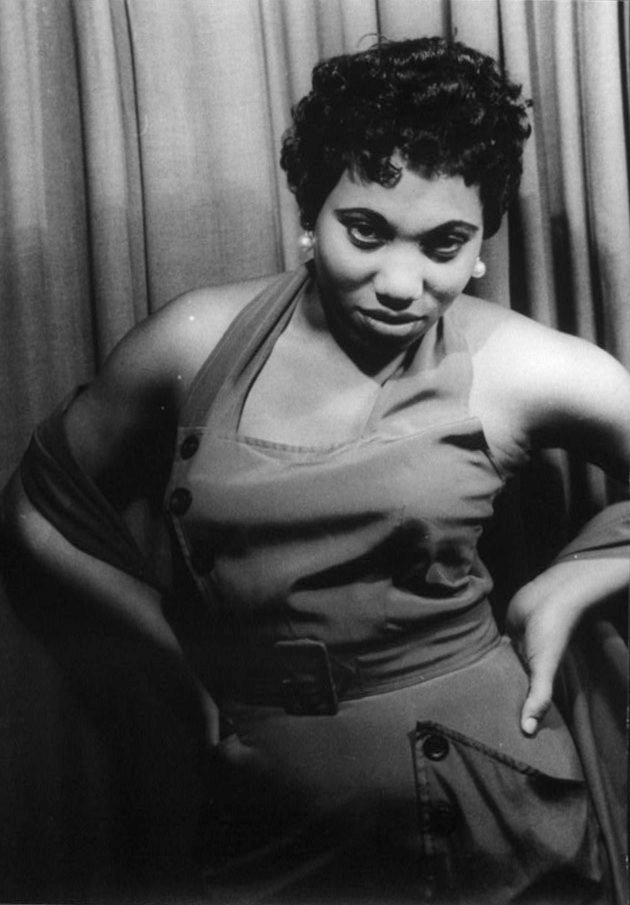
Leontyne Price

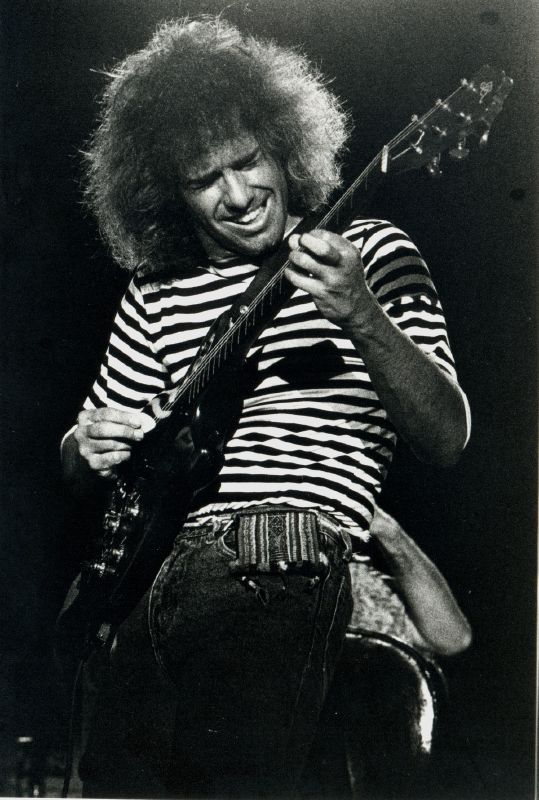
Pat Metheny

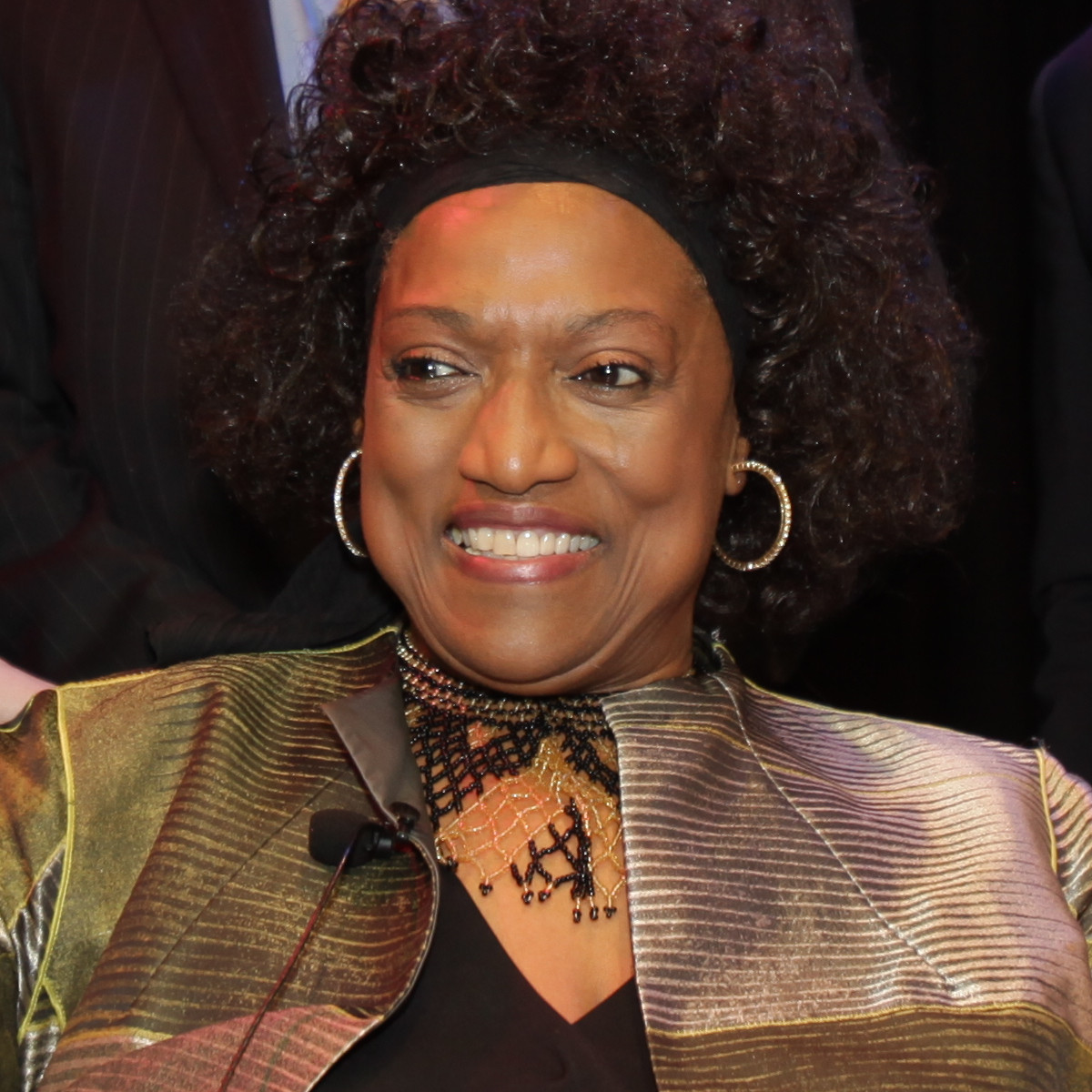
Jessye Norman

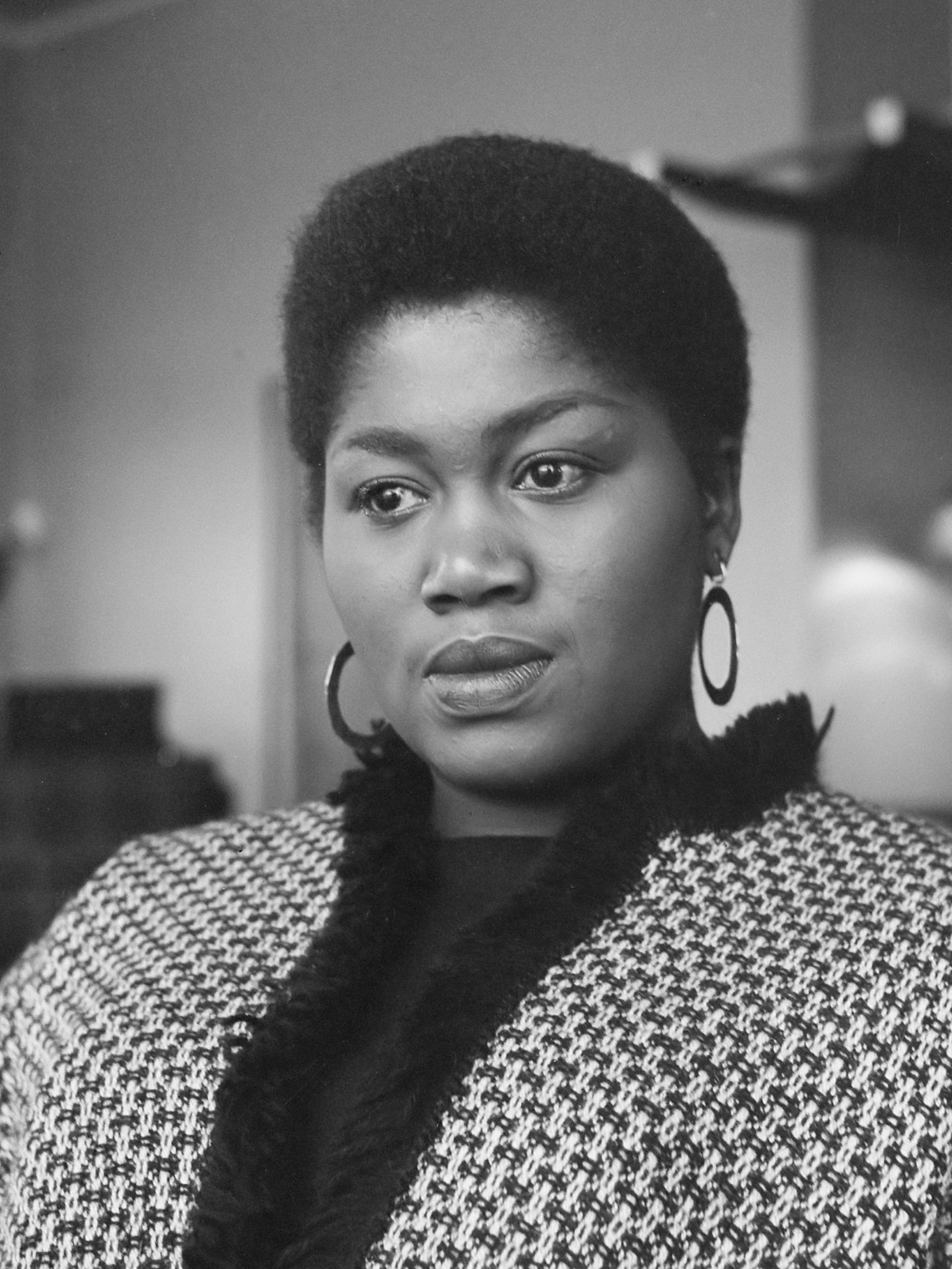
Odetta

| Tonaufnahme oder -kollektion | Von                                                                           | Jahr/Datum                   | National- archiv |
| --- | ----------------------------------------------------------------------------- | ---------------------------- | ---------------- |
| „Whispering“ | Paul Whiteman and his Orchestra                                               | 1920                         |                  |
| „Protesta per Sacco e Vanzetti“/„Sacco e Vanzetti“                                                                                       | Compagnia Columbia; Raoul Romito                                              | 1927                         |                  |
| „La Chicharronera“ | Narciso Martínez and Santiago Almeida                                         | 1936                         |                  |
| Arch Oboler's Plays Episode: „The Bathysphere“                                                                                           |                                                                               | 18. November 1939            |                  |
| „Me and My Chauffeur Blues“ | Memphis Minnie                                                                | 1941                         |                  |
| The 1951 National League Tiebreaker: New York Giants vs. Brooklyn Dodgers                                                                | Russ Hodges, Sprecher                                                         | 3. Oktober 1951              |                  |
| Tosca (Puccini) | Victor de Sabata, Dirigent, mit Maria Callas, Giuseppe Di Stefano und anderen | 1953                         |                  |
| „Hello Muddah, Hello Faddah“ | Allan Sherman                                                                 | 1963                         |                  |
| WGBH Übertragung des Boston Symphony Orchestra am Tag des Attentats auf John F. Kennedy                                                  | Boston Symphony Orchestra                                                     | 22. November 1963            |                  |
| Fiddler on the Roof | Original-Broadwaybesetzung                                                    | 1964                         |                  |
| „Make the World Go Away“ | Eddy Arnold                                                                   | 1965                         |                  |
| Hiromi Lorraine Sakatas Kollektion von traditioneller afghanischer Musik                                                                 | Aufgenommen von Hiromi Lorraine Sakata                                        | 1966–67, 1971–73             |                  |
| „Wichita Lineman“ | Glen Campbell                                                                 | 1968                         |                  |
| Dusty in Memphis | Dusty Springfield                                                             | 1969                         |                  |
| Mister Rogers Sings 21 Favorite Songs from „Mister Rogers’ Neighborhood“                                                                 | Fred Rogers                                                                   | 1973                         |                  |
| Cheap Trick at Budokan | Cheap Trick                                                                   | 1978                         |                  |
| Suite No. 1 in E flat, Suite No. 2 in F (Holst) / Music for the Royal Fireworks (Händel) / Fantasia in G (Bach) Audiophile Sonderausgabe | Frederick Fennell und die Cleveland Symphonic Winds                           | 1978                         |                  |
| „Y.M.C.A.“ | Village People                                                                | 1978                         |                  |
| A Feather on the Breath of God | Gothic Voices; Christopher Page, Dirigent; Hildegard von Bingen, Komponistin  | 1981/2 (veröffentlicht 1985) |                  |
| Private Dancer | Tina Turner                                                                   | 1984                         |                  |
| Ven Conmigo | Selena                                                                        | 1990                         |                  |
| The Chronic | Dr. Dre                                                                       | 1992                         |                  |
| „I Will Always Love You“ | Whitney Houston                                                               | 1992                         |                  |
| Concert in the Garden | Maria Schneider Orchestra                                                     | 2004                         |                  |
| Percussion Concerto (Higdon) | Colin Currie                                                                  | 2008                         |                  |

## Auswahl 2020
Am 24. März 2021 wurde die Auswahl der folgenden fünfundzwanzig Tonaufzeichnungen bekannt gegeben:

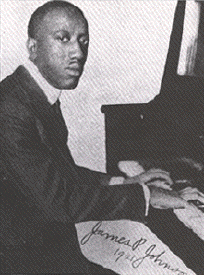
James P. Johnson

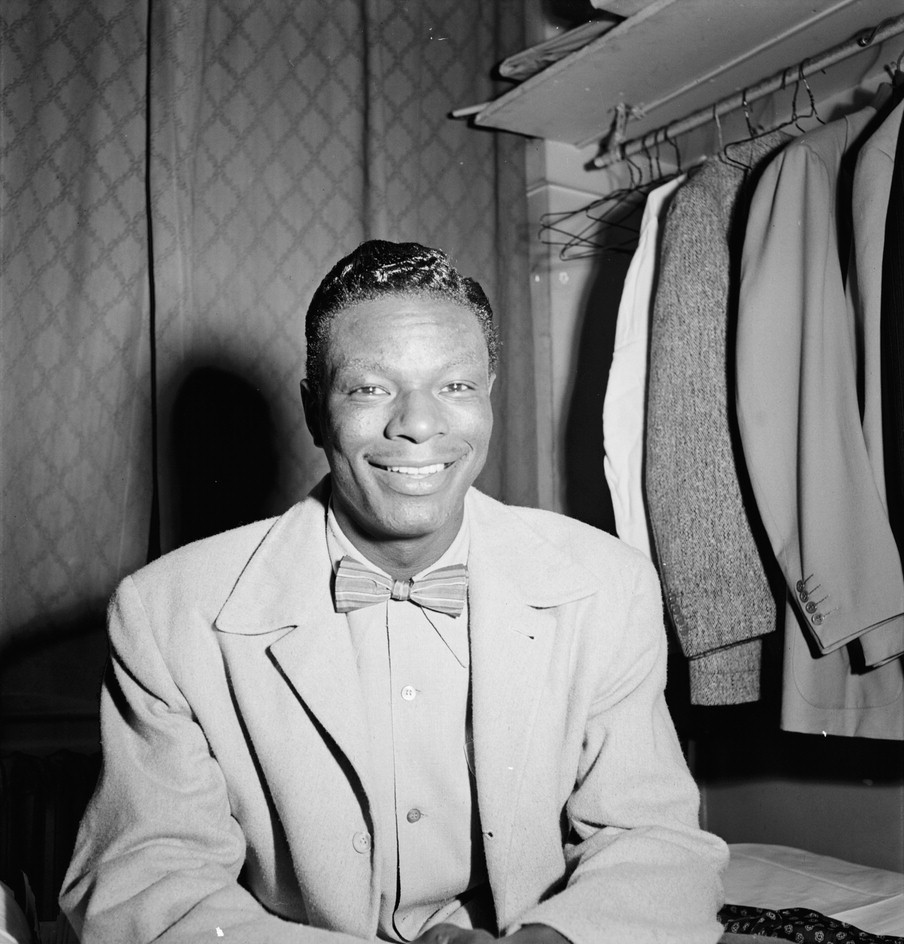
Nat King Cole

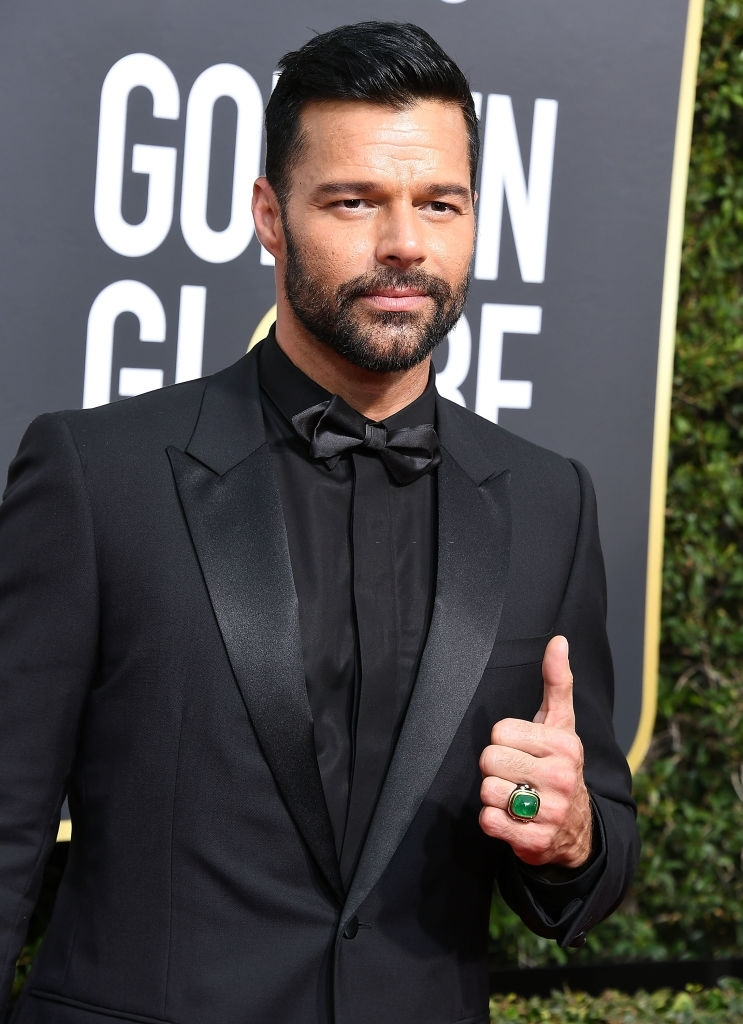
Ricky Martin

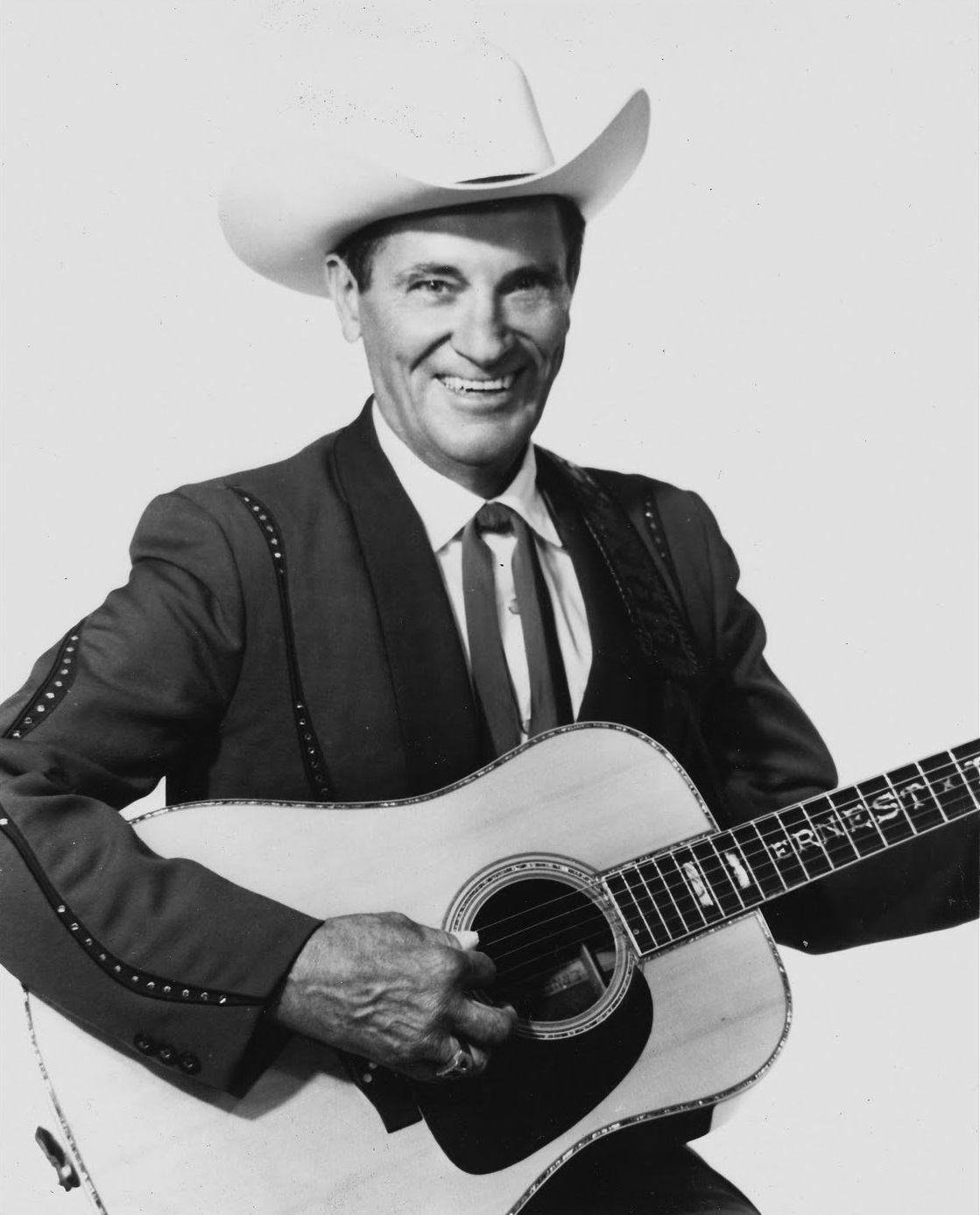
Ernest Tubb

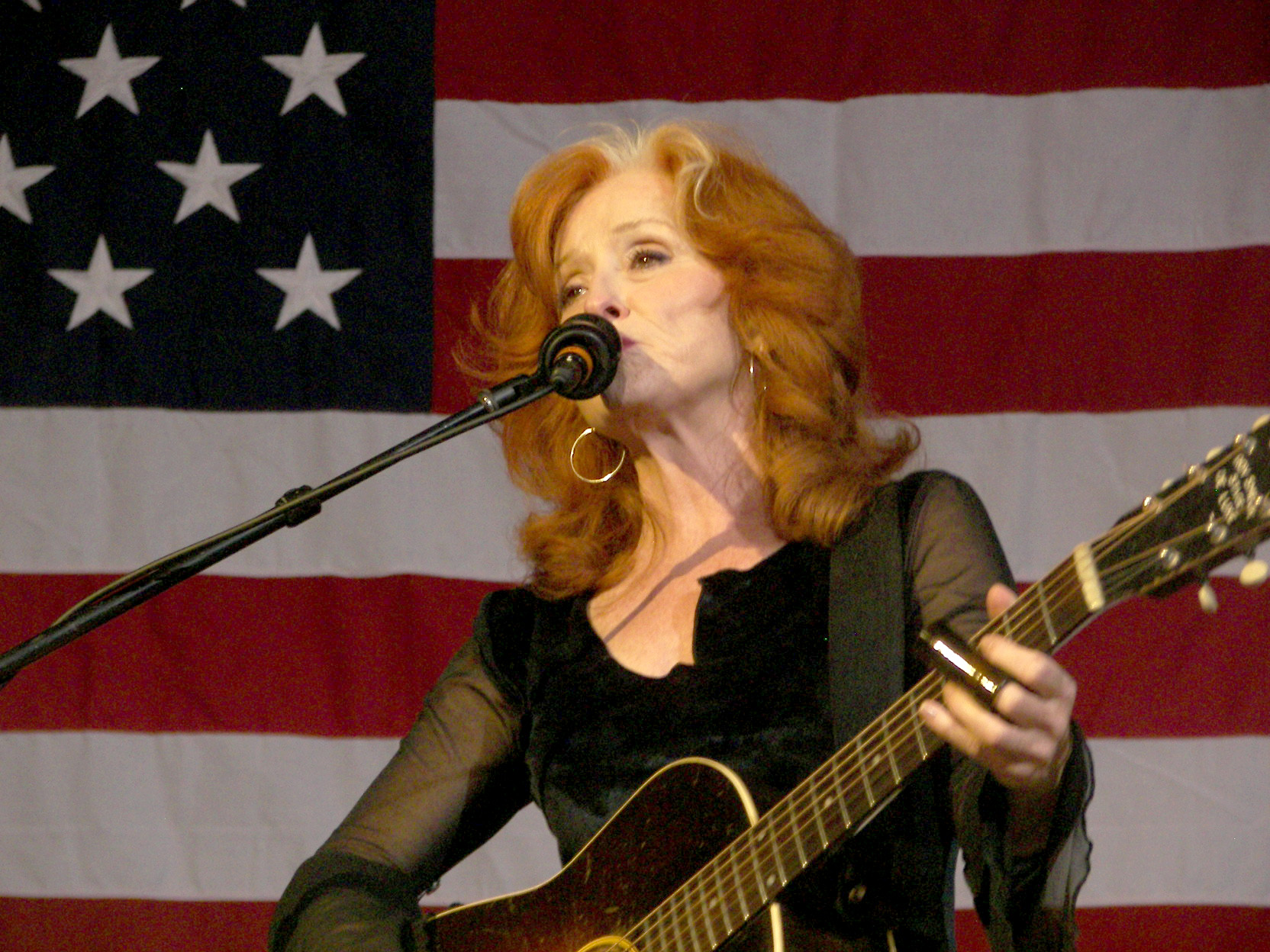
Bonnie Raitt

| Tonaufnahme oder -kollektion                          | Von                                         | Jahr/Datum        | National-archiv |
| ----------------------------------------------------- | ------------------------------------------- | ----------------- | --------------- |
| Edisons “St. Louis tinfoil”-Aufnahme                  |                                             | 1878              |                 |
| „Nikolina“                                            | Hjalmar Peterson                            | 1917              |                 |
| „Smyrneikos Balos“                                    | Marika Papagika                             | 1928              |                 |
| „When the Saints Go Marching In“                      | Louis Armstrong & his Orchestra             | 1938              |                 |
| Christmas Eve Broadcast                               | Franklin D. Roosevelt und Winston Churchill | 24. Dezember 1941 |                 |
| „The Guiding Light“                                   |                                             | 22. November 1942 |                 |
| Odetta Sings Ballads and Blues                        | Odetta                                      | 1957              |                 |
| „Lord, Keep Me Day by Day“                            | Albertina Walker and the Caravans           | 1959              |                 |
| Roger Maris hits his 61st homerun                     |                                             | 1. Oktober 1961   |                 |
| Aida                                                  | Leontyne Price und andere                   | 1962              |                 |
| „Once a Day“                                          | Connie Smith                                | 1964              |                 |
| Born Under a Bad Sign                                 | Albert King                                 | 196               |                 |
| Free to Be…You & Me                                   | Marlo Thomas and Friends                    | 1972              |                 |
| The Harder They Come                                  | Jimmy Cliff                                 | 1972              |                 |
| „Lady Marmalade“                                      | Labelle                                     | 1974              |                 |
| Late for the Sky                                      | Jackson Browne                              | 1974              |                 |
| Bright Size Life                                      | Pat Metheny                                 | 1976              |                 |
| „The Rainbow Connection“                              | Kermit der Frosch                           | 1979              |                 |
| „Celebration“                                         | Kool & the Gang                             | 1980              |                 |
| Richard Strauss: Four Last Songs                      | Jessye Norman                               | 1983              |                 |
| Janet Jackson’s Rhythm Nation 1814                    | Janet Jackson                               | 1989              |                 |
| Partners                                              | Flaco Jiménez                               | 1992              |                 |
| „Somewhere over the Rainbow / What a Wonderful World“ | Israel Kamakawiwoʻole                       | 1993              |                 |
| Illmatic                                              | Nas                                         | 1994              |                 |
| This American Life: The Giant Pool of Money           |                                             | 9. Mai 2008       |                 |

## Auswahl 2022
Am 13. April 2022 wurde die Auswahl der folgenden fünfundzwanzig Tonaufzeichnungen bekannt gegeben:

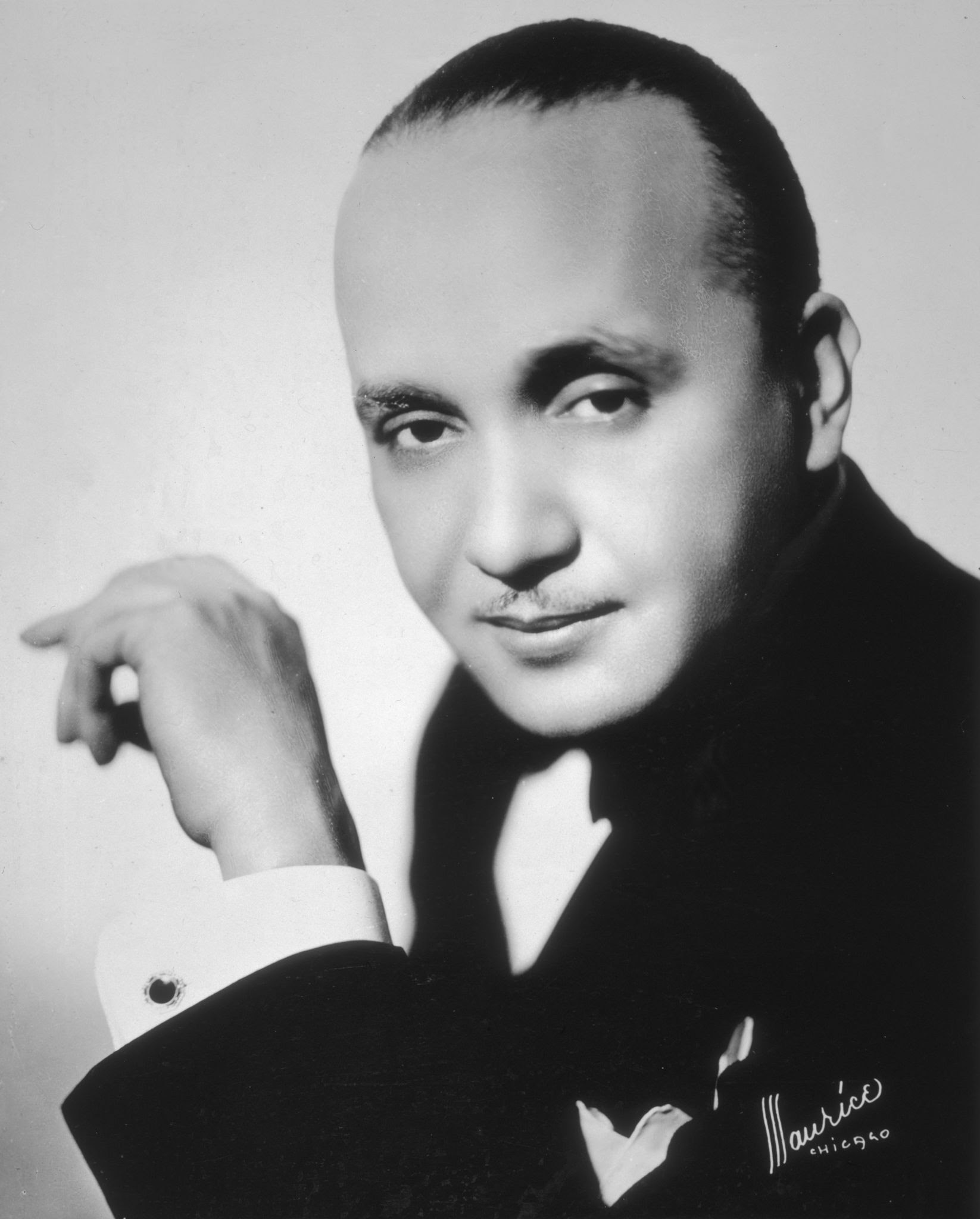
Fletcher Henderson

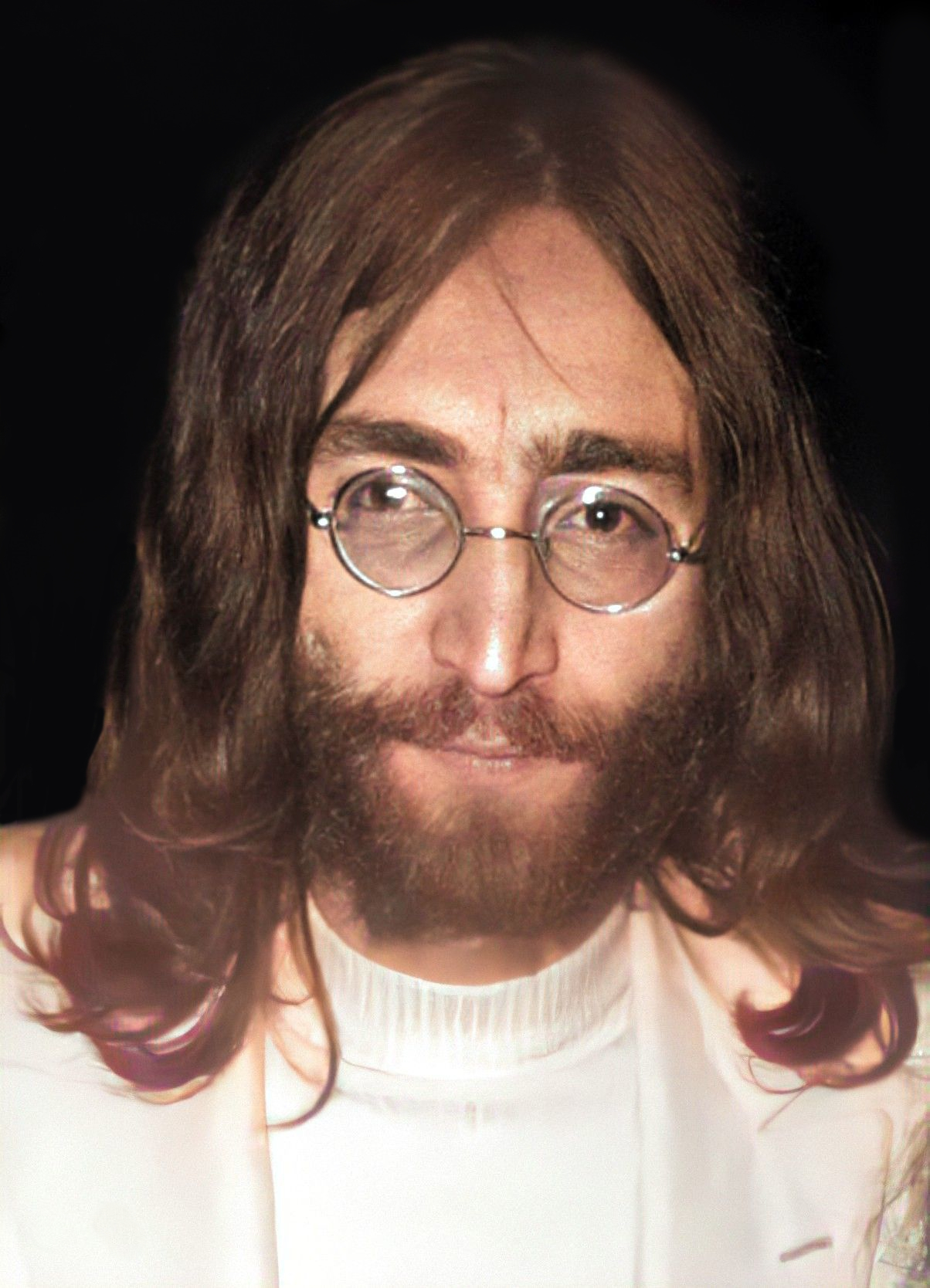
John Lennon

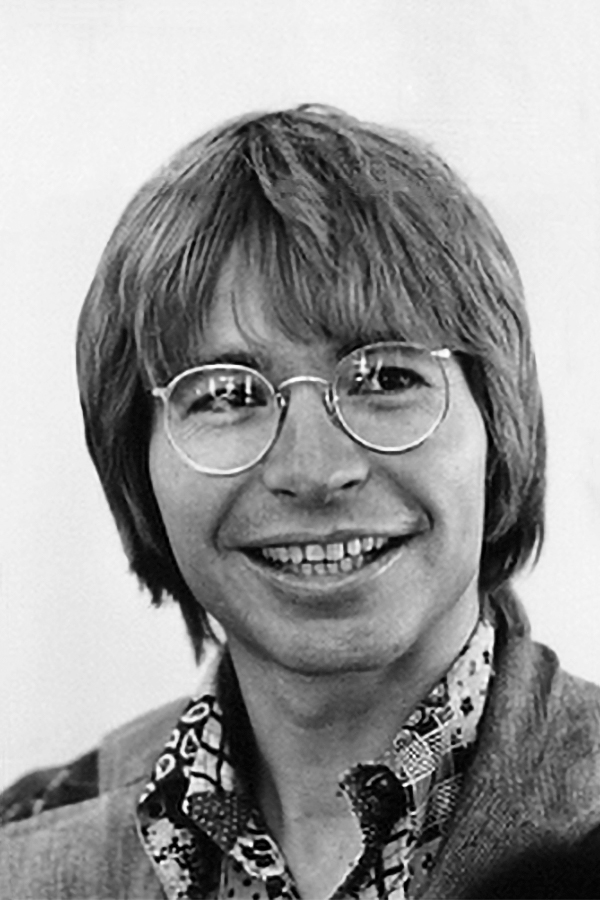
John Denver

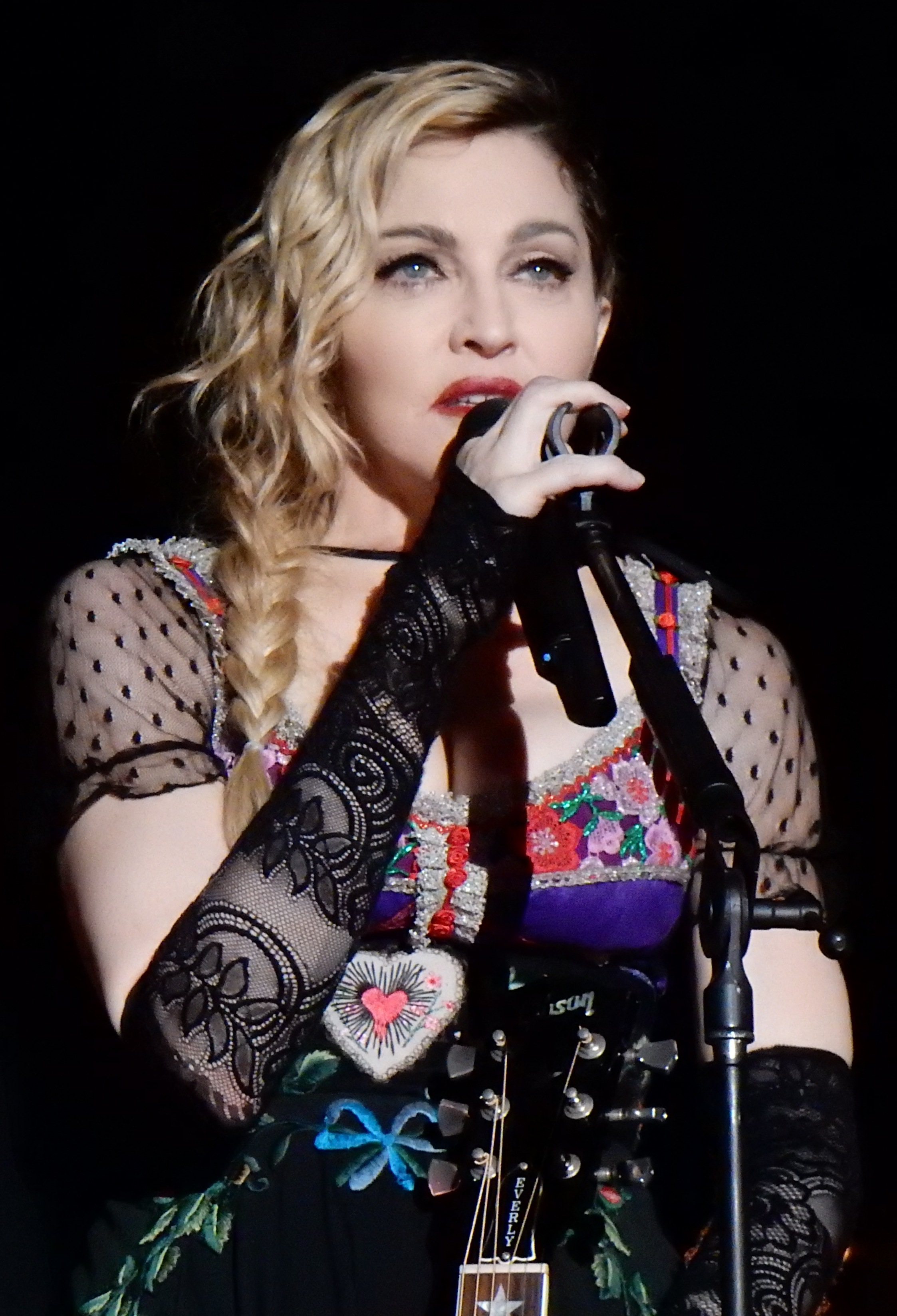
Madonna

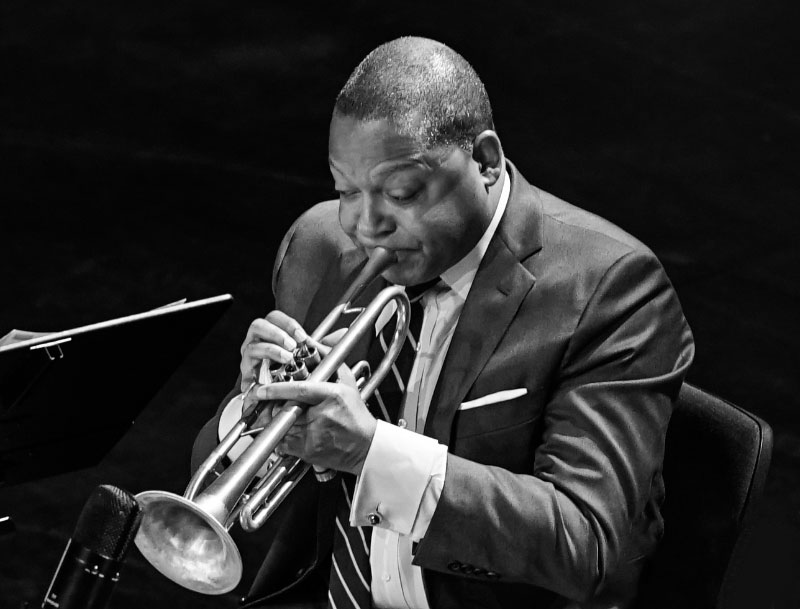
Wynton Marsalis

| Tonaufnahme oder -kollektion                                         | Von                     | Jahr/Datum | National-archiv |
| -------------------------------------------------------------------- | ----------------------- | ---------- | --------------- |
| „Harlem Strut“                                                       | James P. Johnson        | 1921       |                 |
| Alle Reden des Präsidenten                                           | Franklin D. Roosevelt   | 1933–1945  |                 |
| „Walking the Floor Over You“                                         | Ernest Tubb             | 1941       |                 |
| „On a Note of Triumph“ (8. Mai 1945)                                 | Norman Corwin           | 1945       |                 |
| „Jesus Gave Me Water“                                                | The Soul Stirrers       | 1951       |                 |
| Ellington at Newport                                                 | Duke Ellington          | 1956       |                 |
| Tonight’s the Night                                                  | The Shirelles           | 1960       |                 |
| We Insist!                                                           | Max Roach               | 1960       |                 |
| „The Christmas Song“                                                 | Nat King Cole           | 1961       |                 |
| „Moon River“                                                         | Andy Williams           | 1962       |                 |
| „It’s a Small World“                                                 | Verschiedene Künstler   | 1964       |                 |
| „Reach Out I’ll Be There“                                            | The Four Tops           | 1966       |                 |
| In C                                                                 | Terry Riley             | 1968       |                 |
| „Hank Aaron’s 715th Career Home Run“ (8. April 1974)                 | Milo Hamilton, Sprecher | 1974       |                 |
| „Bohemian Rhapsody“                                                  | Queen                   | 1975       |                 |
| „Don’t Stop Believin’“                                               | Journey                 | 1981       |                 |
| Canciones de mi Padre                                                | Linda Ronstadt          | 1987       |                 |
| Nick of Time                                                         | Bonnie Raitt            | 1989       |                 |
| The Low End Theory                                                   | A Tribe Called Quest    | 1991       |                 |
| Enter the Wu-Tang (36 Chambers)                                      | Wu-Tang Clan            | 1993       |                 |
| Buena Vista Social Club                                              | Verschiedene Künstler   | 1997       |                 |
| „Livin’ La Vida Loca“                                                | Ricky Martin            | 1999       |                 |
| Songs in A Minor                                                     | Alicia Keys             | 2001       |                 |
| WNYC-Sendung am Tag des 11. September (11. September 2001)           | N/A                     | 2001       |                 |
| „WTF with Marc Maron“ (mit dem Gast Robin Williams) (26. April 2010) | Marc Maron              | 2010       |                 |

## Auswahl 2023
Am 12. April 2023 wurde die Auswahl der folgenden fünfundzwanzig Tonaufzeichnungen bekannt gegeben:

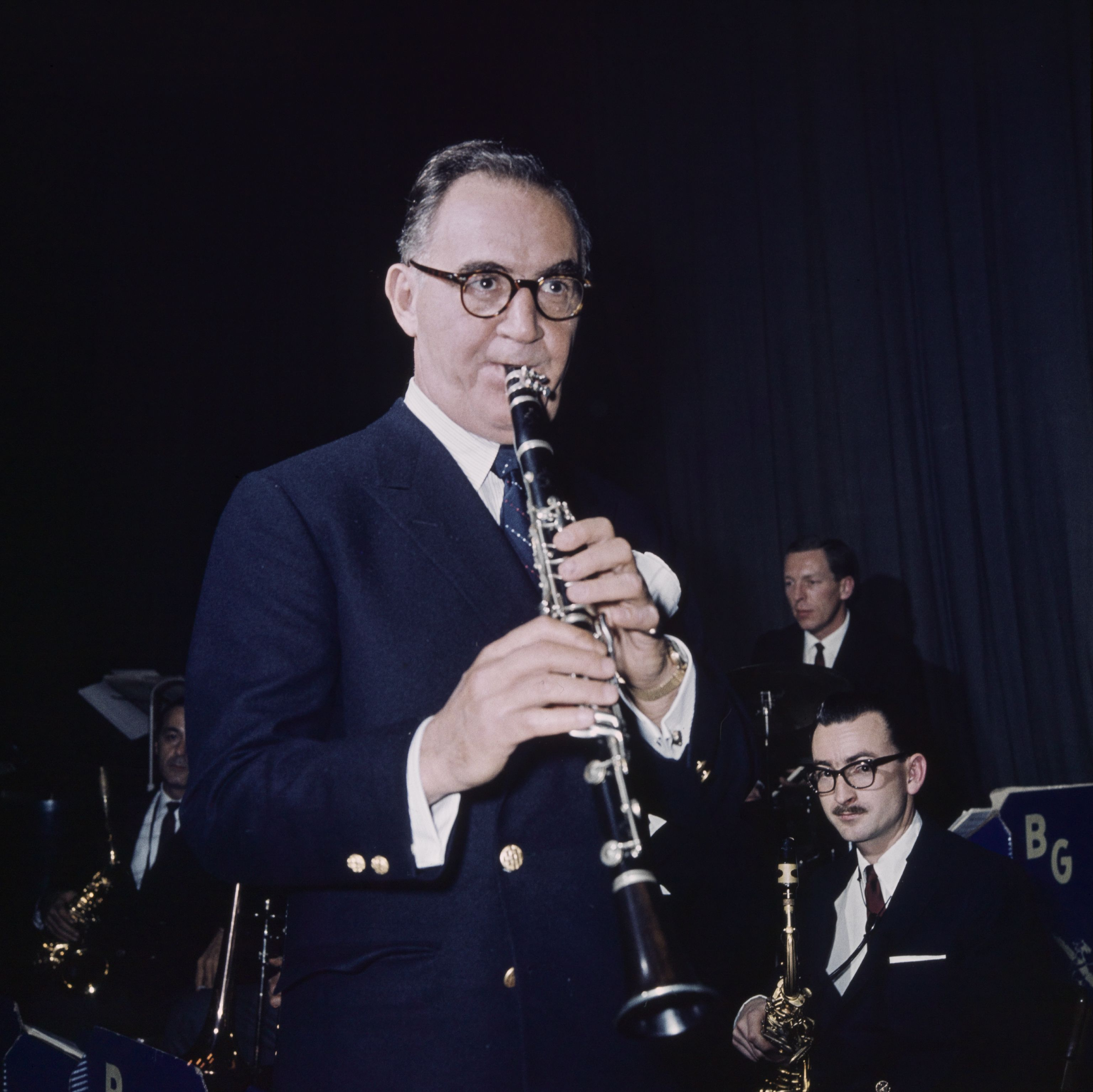
Benny Goodman

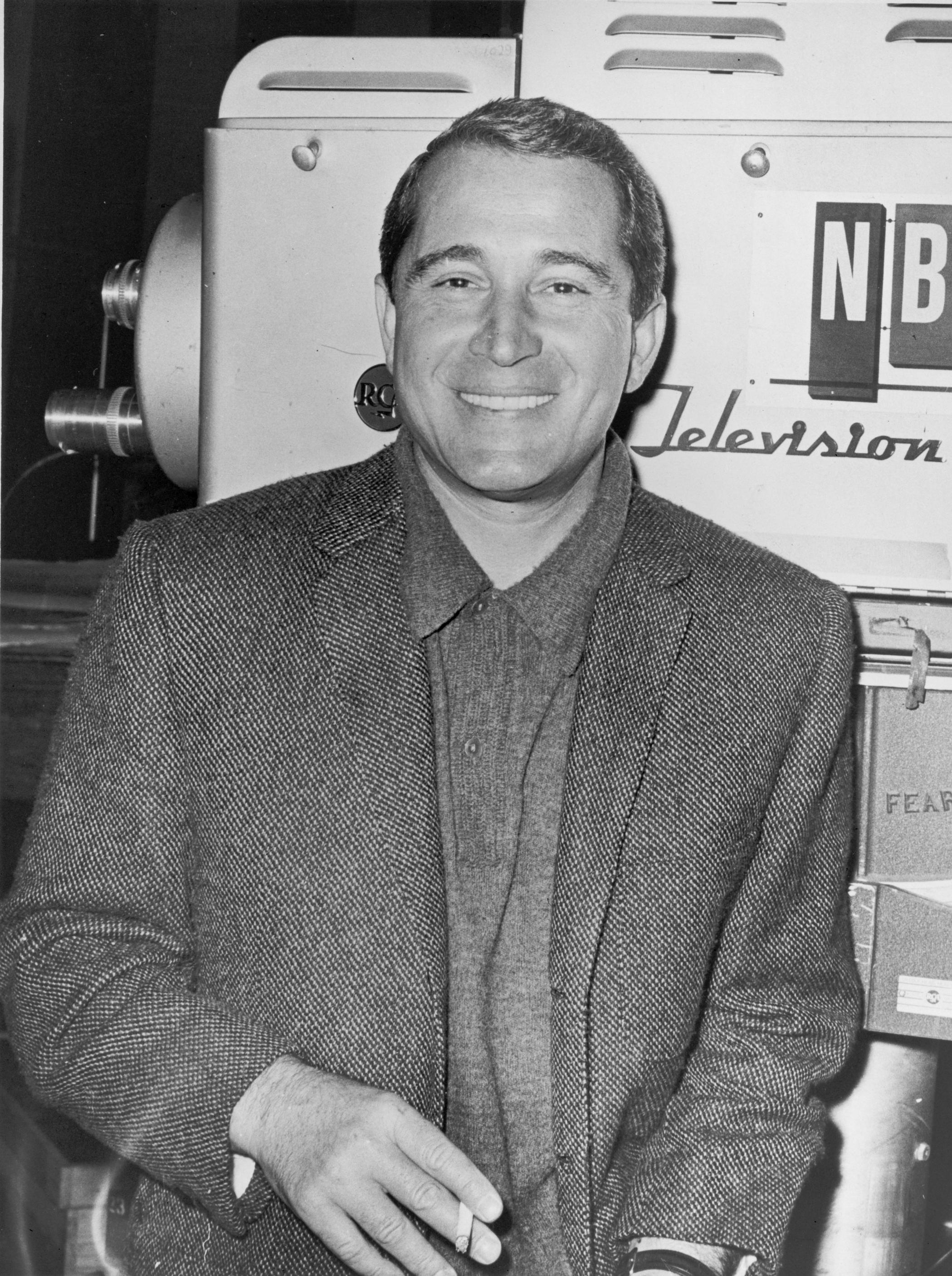
Perry Como

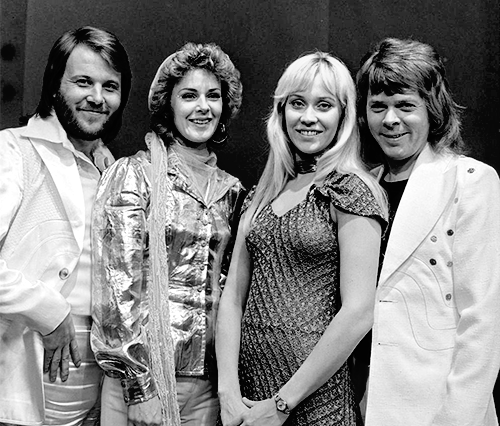
ABBA

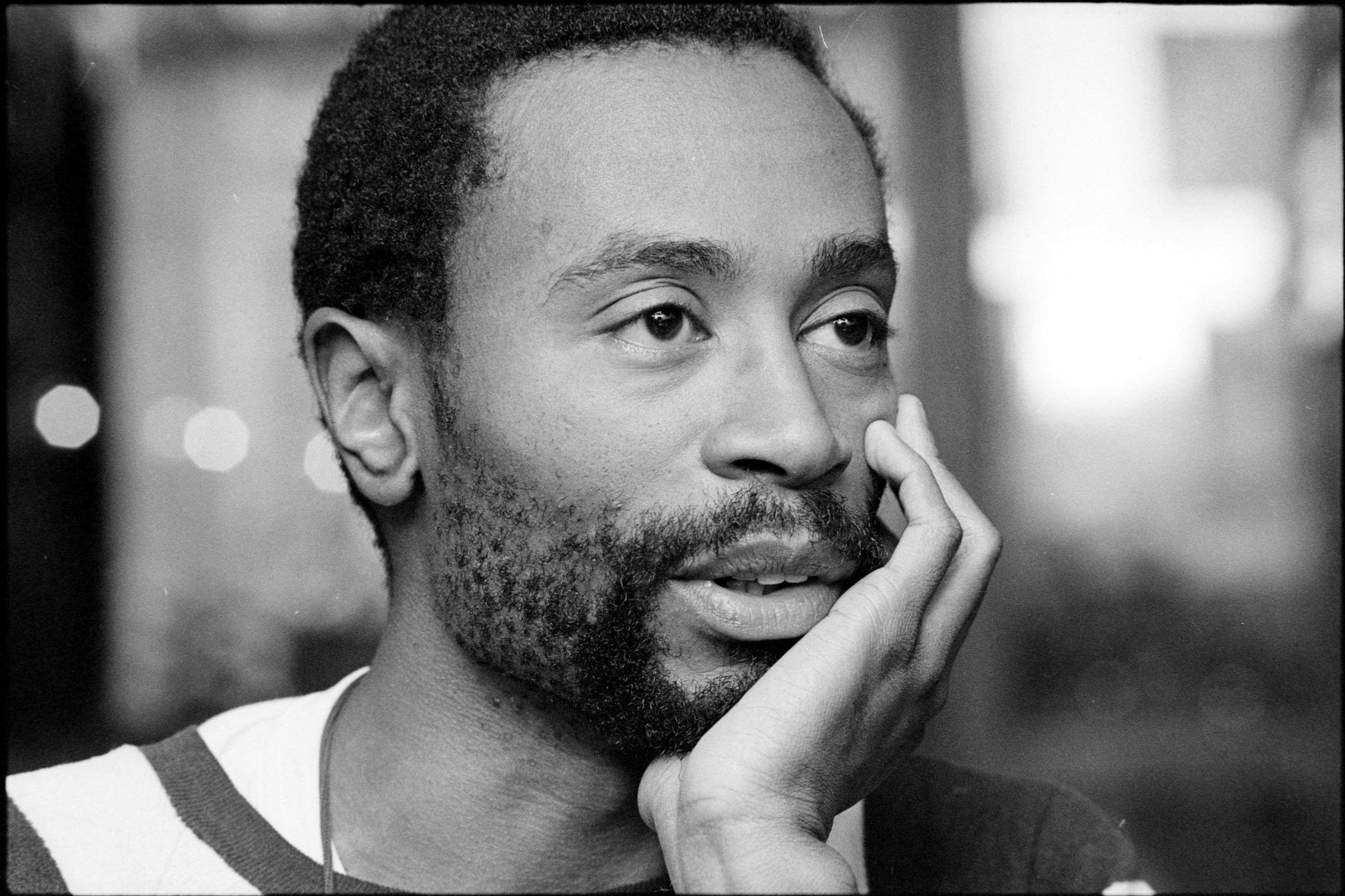
Bobby McFerrin

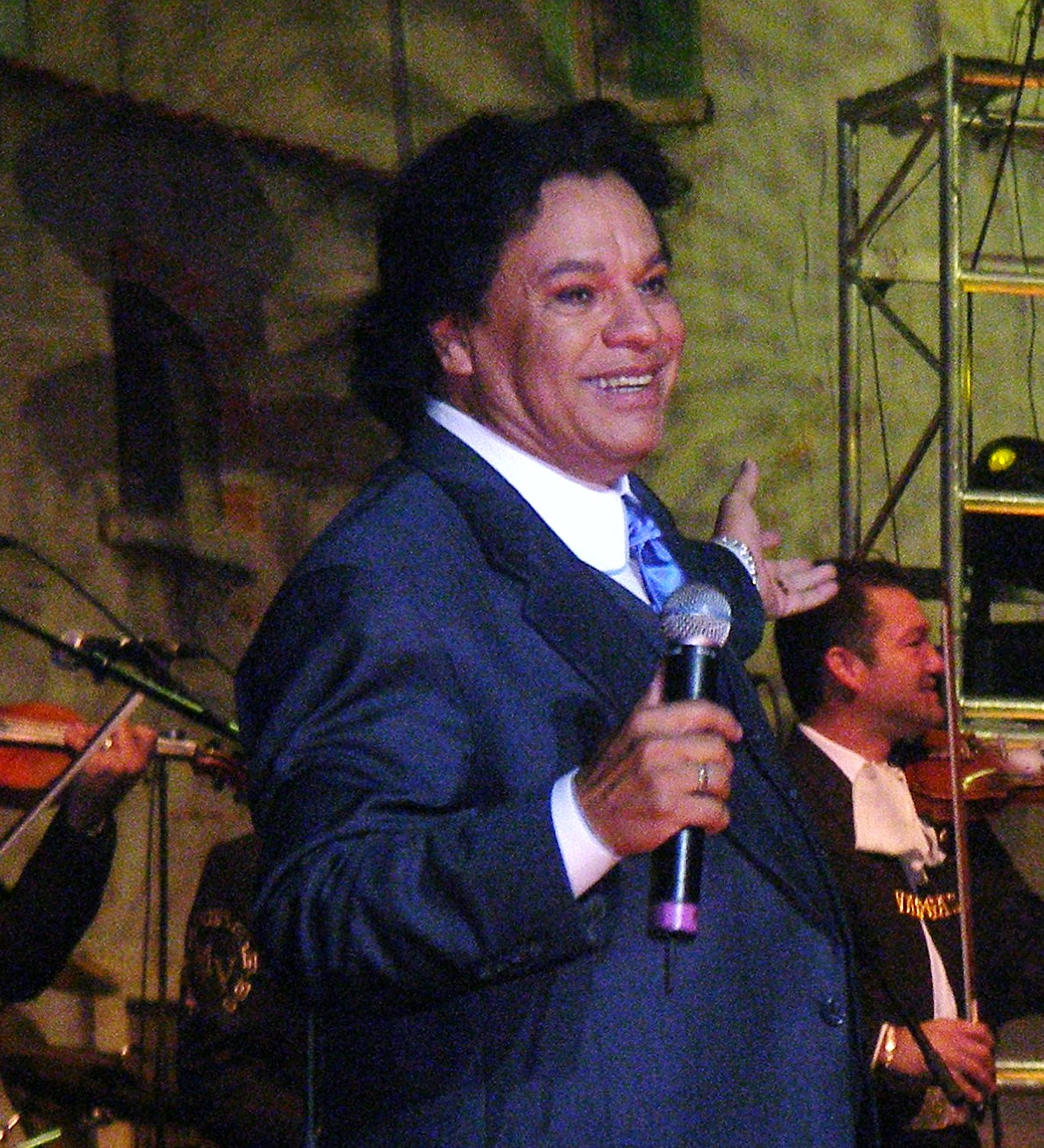
Juan Gabriel

| Tonaufnahme oder -kollektion                                                      | Von                            | Jahr/Datum                     | National- archiv |
| --------------------------------------------------------------------------------- | ------------------------------ | ------------------------------ | ---------------- |
| The Very First Mariachi Recordings                                                | Cuarteto Coculense             | 1908–1909                      |                  |
| „St. Louis Blues“                                                                 | Handy’s Memphis Blues Band     | 1922                           |                  |
| „Sugar Foot Stomp“                                                                | Fletcher Henderson             | 1925                           |                  |
| Dorothy Thompson: Commentary and Analysis of the European Situation for NBC Radio | Dorothy Thompson               | 23. August – 6. September 1939 |                  |
| „Don’t Let Nobody Turn You Around“                                                | The Fairfield Four             | 1947                           |                  |
| „Sherry“                                                                          | The Four Seasons               | 1962                           |                  |
| „Wang Dang Doodle“                                                                | Koko Taylor                    | 1965                           |                  |
| „What the World Needs Now Is Love“                                                | Jackie DeShannon               | 1965                           |                  |
| „Ode to Billie Joe“                                                               | Bobbie Gentry                  | 1967                           |                  |
| Déjà Vu                                                                           | Crosby, Stills, Nash and Young | 1970                           |                  |
| „Imagine“                                                                         | John Lennon                    | 1971                           |                  |
| „Stairway to Heaven“                                                              | Led Zeppelin                   | 1971                           |                  |
| „Take Me Home, Country Roads“                                                     | John Denver                    | 1971                           |                  |
| „Margaritaville“                                                                  | Jimmy Buffett                  | 1977                           |                  |
| „Flashdance…What a Feeling“                                                       | Irene Cara                     | 1983                           |                  |
| „Sweet Dreams (Are Made of This)“                                                 | Eurythmics                     | 1983                           |                  |
| Synchronicity                                                                     | The Police                     | 1983                           |                  |
| Like a Virgin                                                                     | Madonna                        | 1984                           |                  |
| Black Codes (from the Underground)                                                | Wynton Marsalis                | 1985                           |                  |
| Super Mario Bros. Theme (Soundtrack)                                              | Koji Kondo                     | 1985                           |                  |
| All Hail the Queen                                                                | Queen Latifah                  | 1989                           |                  |
| „All I Want for Christmas is You“                                                 | Mariah Carey                   | 1994                           |                  |
| „Pale Blue Dot“                                                                   | Carl Sagan                     | 1994                           |                  |
| „Gasolina“                                                                        | Daddy Yankee                   | 2004                           |                  |
| „Concerto for Clarinet and Chamber Orchestra“, Chamber Music Northwest            | Ellen Taaffe Zwilich           | 2012                           |                  |

## Auswahl 2024
Am 16. April 2024 wurde die Auswahl der folgenden fünfundzwanzig Tonaufzeichnungen bekannt gegeben:
| Tonaufnahme oder -kollektion         | Von                                        | Jahr/Datum | National- archiv |
| ------------------------------------ | ------------------------------------------ | ---------- | ---------------- |
| „Clarinet Marmalade“                 | Jim Europe’s 369th Band                    | 1919       |                  |
| „Kauhavan Polkka“                    | Viola Turpeinen & John Rosendahl           | 1928       |                  |
| Wisconsin Folksong Recordings        | Verschiedene Künstler                      | 1937–1946  |                  |
| „Rose Room“                          | Benny Goodman Sextet mit Charlie Christian | 1939       |                  |
| „Rudolph, the Red-Nosed Reindeer“    | Gene Autry                                 | 1949       |                  |
| „Tennessee Waltz“                    | Patti Page                                 | 1950       |                  |
| „Rocket “88”“                        | Jackie Brenston and His Delta Cats         | 1951       |                  |
| „Catch a Falling Star/Magic Moments“ | Perry Como                                 | 1957       |                  |
| „Chances Are“                        | Johnny Mathis                              | 1957       |                  |
| The Sidewinder                       | Lee Morgan                                 | 1964       |                  |
| Surrealistic Pillow                  | Jefferson Airplane                         | 1967       |                  |
| „Ain’t No Sunshine“                  | Bill Withers                               | 1971       |                  |
| This is a Recording                  | Lily Tomlin                                | 1971       |                  |
| J.D Crowe & the New South            | J.D. Crowe & the New South                 | 1975       |                  |
| Arrival                              | ABBA                                       | 1976       |                  |
| Parallel Lines                       | Blondie                                    | 1978       |                  |
| The Cars                             | The Cars                                   | 1978       |                  |
| „El Cantante“                        | Héctor Lavoe                               | 1978       |                  |
| „La-Di-Da-Di“                        | Doug E. Fresh & Slick Rick                 | 1985       |                  |
| „Don’t Worry, Be Happy“              | Bobby McFerrin                             | 1988       |                  |
| „Amor Eterno“                        | Juan Gabriel                               | 1990       |                  |
| Pieces of Africa                     | Kronos Quartet                             | 1992       |                  |
| Dookie                               | Green Day                                  | 1994       |                  |
| Ready to Die                         | Notorious BIG                              | 1994       |                  |
| Wide Open Spaces                     | Dixie Chicks                               | 1998       |                  |

## Statistiken
Bis zum Jahr 2016 sind Edouard-Leon Scott de Martinvilles Phonautogramme die ältesten Aufnahmen im National Recording Registry, da sie bis 1853 zurückreichen. Die jüngste Aufnahme ist Fanfare for the Uncommon Woman von Joan Tower, die 1999 vom Colorado Symphony Orchestra unter der Leitung von Marin Alsop veröffentlicht wurde.
Die Auswahl der Tondokumente variiert stark in der Dauer. Sowohl die frühen Edison-Aufnahmen als auch die Instrumentalaufnahme „Rumble“ von Link Wray Uhr sind unter drei Minuten lang; die Edison Wachswalze Talking Doll ist nur 17 Sekunden lang. Andererseits ist Georg Soltis Einspielung von Richard Wagners komplettem Opernzyklus Der Ring des Nibelungen etwa 15 Stunden lang und Alexander Scourbys Rezitation der King James Bibel ist über 80 Stunden lang.

## Künstler mit mehreren Einträgen im National Recording Registry
- John Coltrane: Giant Steps und A Love Supreme
- Scott Joplin: Ragtime piano rolls und Treemonisha
- Orson Welles: War of the Worlds und The Fall of the City
- Curtis Mayfield: People Get Ready (The Impressions) und Super Fly (Solo)
- Louis Armstrong: Hot Five and Hot Sevens Aufnahmen, Mack The Knife und When the Saints Go Marching In
- Bing Crosby: Brother, Can You Spare a Dime? und White Christmas
- Miles Davis: Ko-Ko und Kind of Blue
- Paul Simon: Sounds of Silence und Graceland
- Dizzy Gillespie: Ko-Ko und Manteca
- George Gershwin: Rhapsody in Blue, Porgy and Bess und Fascinating Rhythm
- Johnny Mercer: Carousel of American Music und Ac-Cent-Tchu-Ate the Positive
- The Carter Family: Wildwood Flower und Bristol Sessions
- Jimmie Rodgers: Blue Yodel (T for Texas) und Bristol Sessions
- Nat King Cole: Straighten Up and Fly Right und Jazz at the Philharmonic
- Judy Garland: Judy at Carnegie Hall und Over the Rainbow
- Thomas A. Dorsey: Precious Lord: New Recordings of the Great Gospel Songs of Thomas A. Dorsey und If I Could Hear My Mother Pray Again
- Leonard Bernstein: West Side Story und Debüt mit den New Yorker Philharmonikern
- Edward R. Murrow: I Can Hear It Now: 1933–1945 und Rundfunksendungen 1941 aus London
- Roy Acuff: Grand Ole Opry und Wabash Cannonball
- Cole Porter: You’re the Top und Ella Fitzgerald Sings the Cole Porter Song Book
- Stephen Sondheim: West Side Story, Gypsy und Sweeney Todd: The Demon Barber of Fleet Street
- Rodgers und Hammerstein: South Pacific, Oklahoma! und The Sound of Music
- Brian Eno: Remain in Light (Talking Heads) und The Joshua Tree (U2)
- Irving Berlin: God Bless America und Carousel of American Music
- Hoagy Carmichael: Stardust und Carousel of American Music[39]